# Kalendarium historii Łodzi (1945–1989)
Kalendarium historii Łodzi (1945–1989) – chronologiczne zestawienie wydarzeń z historii miasta w okresie Polski Ludowej, m.in. politycznych, gospodarczych, społecznych, administracyjnych, urbanistycznych, kulturalnych i sportowych, ukazujących przemiany, jakie dokonały się w Łodzi po II wojnie światowej, a przed początkiem transformacji ustrojowej i gospodarczej Polski w 1989 roku.

## Legenda

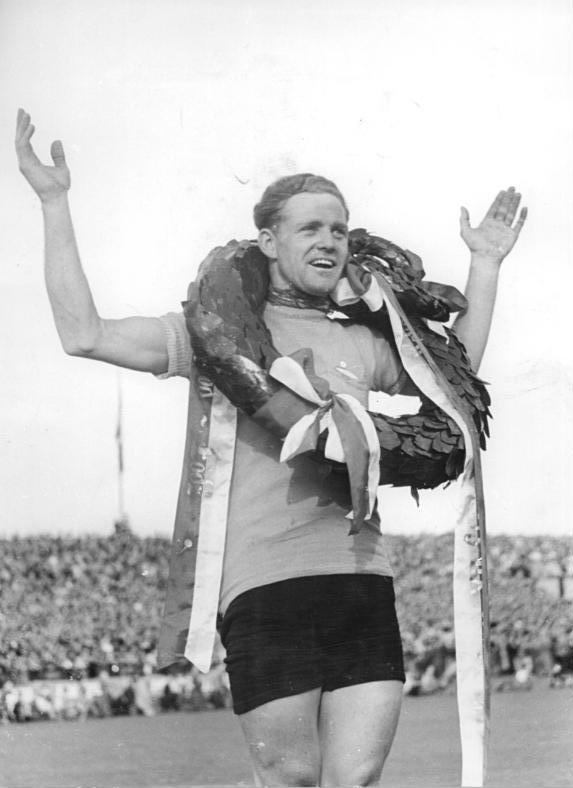
Gustav-Adolf Schur, reprezentant NRD, na mecie XII etapu (Stalinogród – Łódź) VIII Wyścigu Pokoju na stadionie ZKS „Włókniarz” (16 maja 1955)

Kategorie wydarzeń: (więcej)

 (A)  administracyjne

 (D)  dramatyczne (m.in. katastrofy, kataklizmy, zbrodnie, zgony)

 (E)  związane z edukacją i oświatą

 (G)  gospodarcze

 (H)  związane z handlem i gastronomią

 (I)  związane z infrastrukturą miejską

 (K)  kulturalne

 (L)  związane ze społecznością lokalną (np. spisy ludności, zloty, uroczystości, manifestacje)

 (M)  związane z medycyną i higieną

 (N)  związane z nauką

 (O)  organizacje w Łodzi (fundacje, stowarzyszenia, towarzystwa itp.)

 (P)  polityczne

 (R)  religijne

 (S)  sportowe

 (Ś)  związane ze środkami masowego przekazu

 (T)  transportowe

 (U)  urbanistyczne

 (V)  wizyty światowych osobistości (oficjalne i nieoficjalne)

 (W)  wyróżnienia, nagrody (Honorowi Obywatele, Łodzianie Roku itp.)

 (Z)  związane z zielenią miejską (parki, lasy, ogrody, cmentarze)

## Łódź w Polsce Ludowej (1945–1989)
Kalendarium obejmuje wydarzenia od 19 stycznia 1945 roku – dnia zajęcia miasta przez wojska armii radzieckiej do 4 czerwca 1989 roku – dnia, w którym odbyła się I tura pierwszych w Polsce po II wojnie światowej częściowo wolnych wyborów do Sejmu i całkowicie wolnych do Senatu.

### 1945

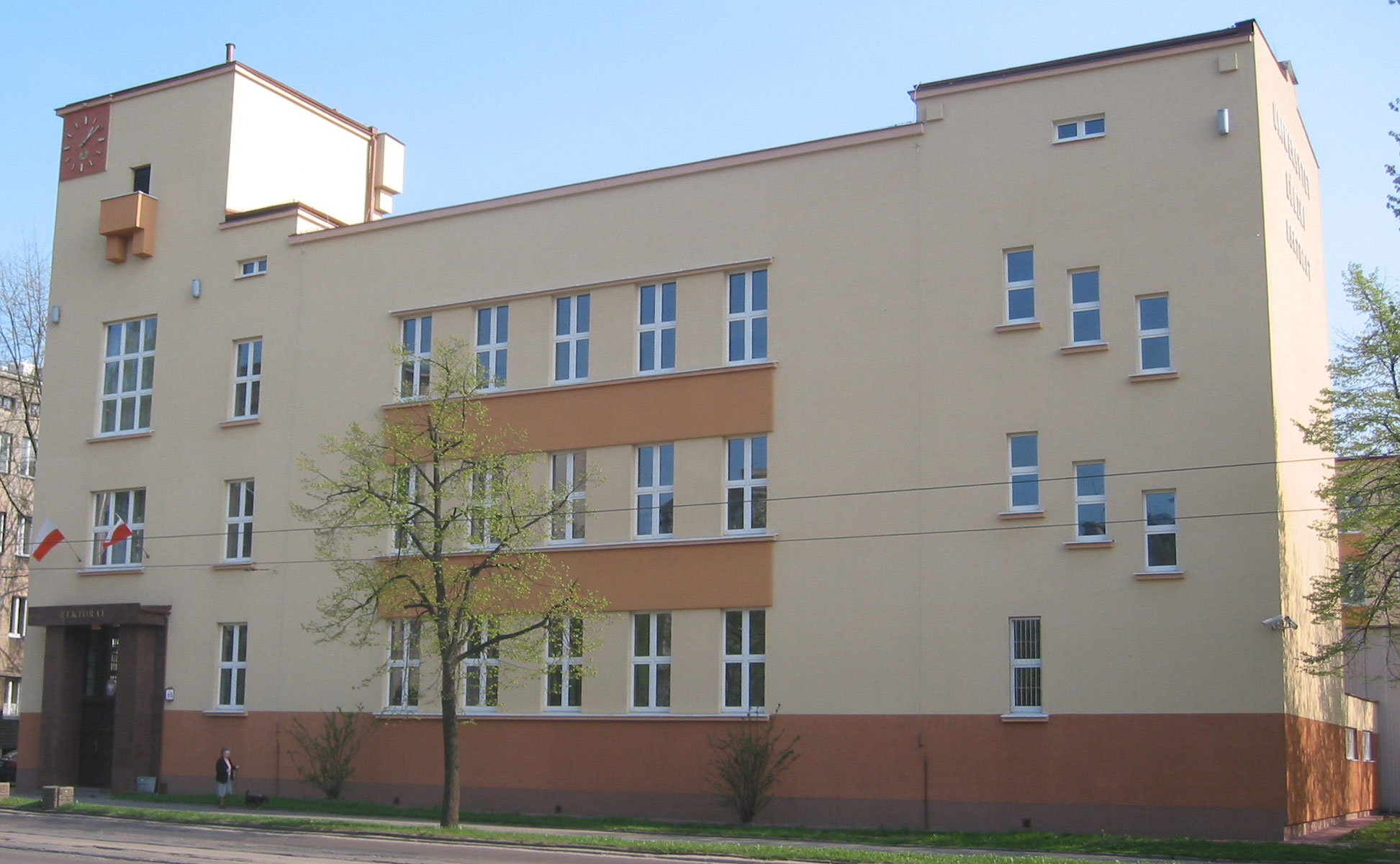
Rektorat UŁ (maj 2005)

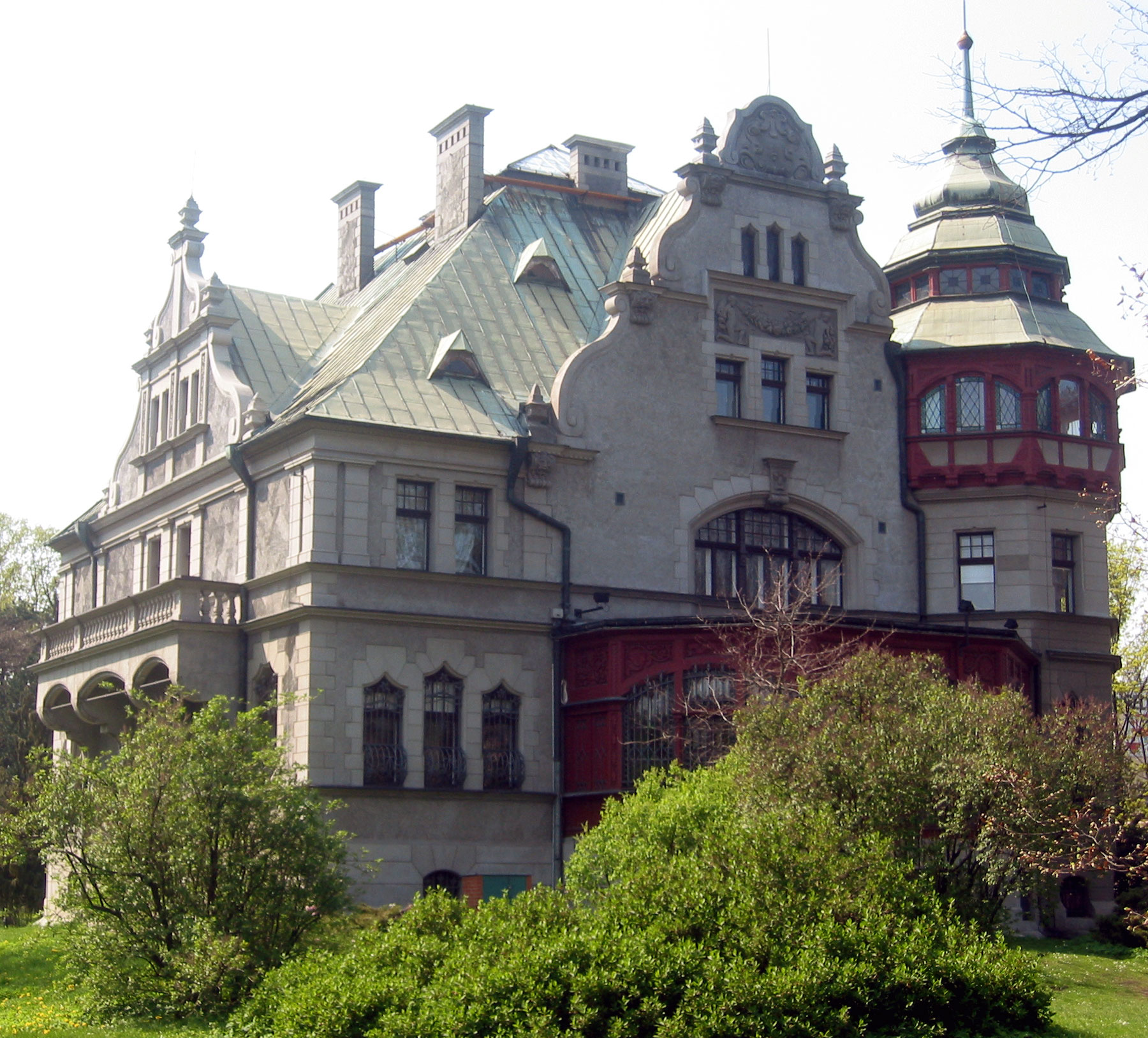
Rektorat PŁ (maj 2005)

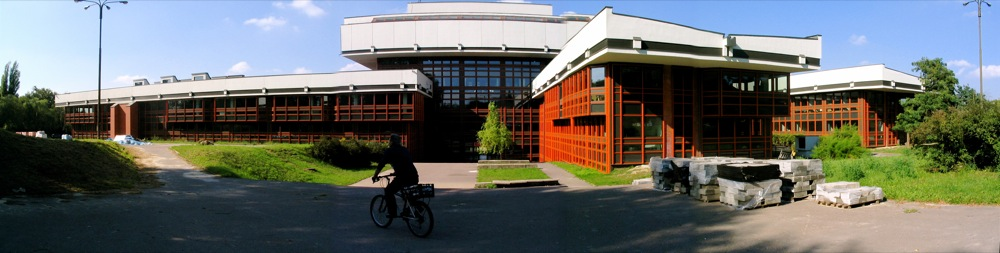
Akademia Sztuk Pięknych (sierpień 2007)

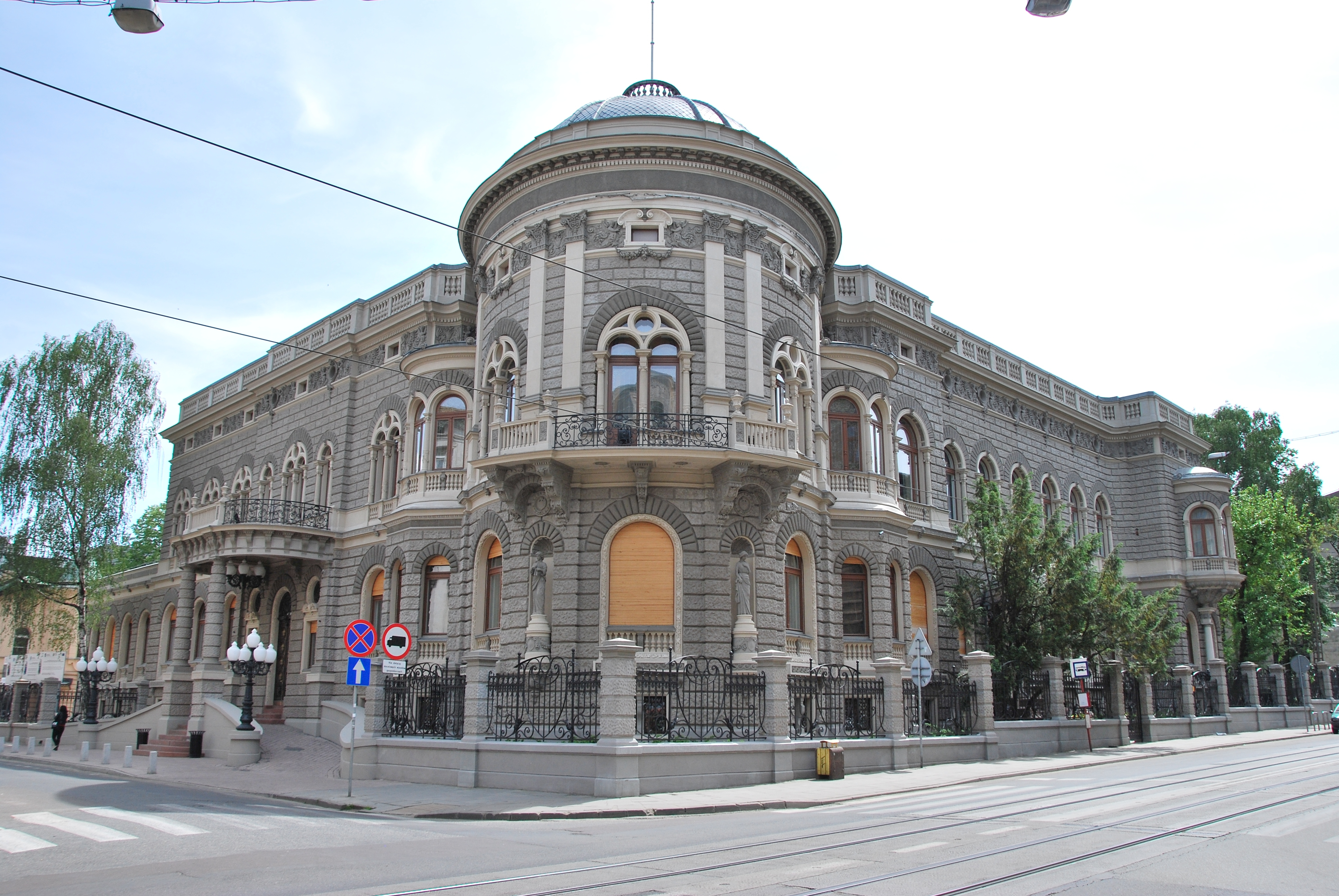
Siedziba Akademii Muzycznej (maj 2015)

- zajęcie miasta (19 stycznia) przez armię radziecką;
- (A)  obowiązki prezydenta miasta przejął (od 25 stycznia) Kazimierz Witaszewski; pełnił je do 7 marca;
- (L)  wstępny spis ludności (4 marca) wykazał 292 328 mieszkańców;
- (P)  pierwsze posiedzenie Rady Narodowej miasta Łodzi (7 marca);
- (A)  prezydentem Łodzi został (od 7 marca) Kazimierz Mijal; funkcję pełnił do 17 lutego 1947;
- (E)   (K)  utworzenie (18 kwietnia) Państwowego Konserwatorium Muzycznego (obecna Akademia Muzyczna im. Grażyny i Kiejstuta Bacewiczów), w oparciu o przedwojenne tradycje muzyczne Konserwatorium Heleny Kijeńskiej-Dobkiewiczowej (od kwietnia 1946 r. Państwowa Wyższa Szkoła Muzyczna, od 1982 r. Akademia Muzyczna, od 1999 r. nosząca imię Grażyny i Kiejstuta Bacewiczów);
- (E)   (K)  utworzenie (wiosną) Państwowej Wyższej Szkoły Sztuk Plastycznych (od 23 kwietnia 1988 r. noszącej imię Władysława Strzemińskiego, od 1996 r. Akademia Sztuk Pięknych im. Władysława Strzemińskiego); początkowo uczelnia mieściła się w niewielkim, międzywojennym budynku przy ul. Narutowicza 77; od 1976 r. w nowej siedzibie przy ul. Wojska Polskiego 121, wzniesionej według projektu Bolesława Kardaszewskiego; monumentalny gmach stanowi do dziś jedyny w Polsce przykład kompleksu zrealizowanego na potrzeby współczesnej, wielowydziałowej uczelni artystycznej;
- (K)  inauguracja (1 maja) Teatru „Pinokio” premierą „Bajowych Bajeczek” Marii Kownackiej w reżyserii Marty Janic[1].
- (A)  Miejska Rada Narodowa (8 maja) na posiedzeniu uchwaliła dla uczczenia zwycięskiego zakończenia wojny z faszyzmem przemianowanie Wodnego Rynku na Plac Zwycięstwa[2].
- (E)  utworzenie (24 maja) Politechniki Łódzkiej; pierwsze działania zmierzające do utworzenia akademii technicznej w Łodzi podjęto już w XIX w. (dwukrotne, w latach 60. i 70.), starania okazały się jednak bezskuteczne; idea powstania uczelni upadła kolejny raz w latach 20. XX w.; zrealizowała się dopiero po II wojnie światowej, dzięki decyzji Ministerstwa Oświaty[3]; Politechnika Łódzka to czwarta uczelnia techniczna w Polsce w rankingu szkół wyższych 2015 magazynu edukacyjnego „Perspektywy” i czwarta najchętniej wybierana uczelnia w Polsce według raportu Ministerstwa Nauki i Szkolnictwa Wyższego[4];
- (E)  utworzenie (24 maja) Uniwersytetu Łódzkiego, jako kontynuatora dorobku i tradycji działających w okresie międzywojennym w Łodzi Instytutu Nauczycielskiego (1921–28), Wyższej Szkoły Nauk Społecznych i Ekonomicznych (1924–28) oraz oddziału Wolnej Wszechnicy Polskiej (1928–39); w 2007 r. Uniwersytet znalazł się wśród 500 najlepszych uczelni na świecie według rankingu magazynu „The Times”;
- (Ś)  ukazanie się (20 czerwca) pierwszego numeru „Głosu Robotniczego” – organu prasowego PPR (do grudnia 1948), następnie PZPR; dziennik ukazywał się do 1990 r., później – do 1997 – jako „Głos Poranny”;
- (K)  inauguracja działalności (5 lipca) w hotelu „Grand” teatru „Syrena” (jego pierwszymi aktorami byli m.in.: Edward Dziewoński, Ludwik Sempoliński, Adolf Dymsza, Stanisława Perzanowska, Jerzy Pichelski, Wieńczysław Gliński, Stefan Witas, Wacław Jankowski i Jadwiga Andrzejewska); w 1947 r. teatr przeniesiono do Warszawy[5];
- (A)  faktyczne włączenie (26 lipca) obszaru gminy Chojny w granice administracyjne Łodzi[6], przed inkorporacją terenów podmiejskich w lutym 1946 r. (zobacz »);
- (N)  utworzenie (we wrześniu) jedynego w Polsce Instytutu Włókiennictwa, najstarszej jednostki naukowo-badawczej przemysłu włókienniczego w kraju; w 2007 r. do Instytutu Włókiennictwa włączono: Instytut Inżynierii Materiałów Włókienniczych, Instytut Technik i Technologii Dziewiarskich „TRICOTEXTIL” oraz Instytut Architektury Tekstyliów; aktualnie jednostka funkcjonuje w dwóch lokalizacjach – przy ul. Brzezińskiej 5/15 oraz ul. Gdańskiej 118;
- (A)  faktyczne włączenie (17 października) obszaru miasta Rudy Pabianickiej w granice Wielkiej Łodzi[7], przed inkorporacją terenów podmiejskich w lutym 1946 r. (zobacz »);
- (A)  faktyczne włączenie (22 października) obszaru Radogoszcza w granice Wielkiej Łodzi[8], przed inkorporacją terenów podmiejskich w lutym 1946 r. (zobacz »);
- (A)  faktyczne włączenie (31 października) części gminy Brus – gromad: Brus, Cyganka, Nowe Złotno I i II, Stare Złotno, Leonów oraz wsi: Smólsko (ob. Smulsko), Retkinia I i II, Rokicie Nowe i Rokicie Stare – w granice Wielkiej Łodzi[9], przed inkorporacją terenów podmiejskich w lutym 1946 r. (zobacz »);
- (A)  faktyczne włączenie (5 listopada) części gminy Łagiewniki – gromad: Łagiewniki Małe, Łagiewniki Klasztorne i Modrzew, enklawy wsi Skotniki przy granicy folwarku Łagiewniki A i granicy gminy Dobra oraz enklawy wsi Łagiewniki Poklasztorne przy granicy folwarku Łagiewniki A i granicy gminy Dobra – w granice Wielkiej Łodzi[9], przed inkorporacją terenów podmiejskich w lutym 1946 r. (zobacz »);
- (A)  faktyczne włączenie (7 listopada) części gminy Rąbień – wsi Grabieniec, Mikołajew, Odzierady i wschodniej części wsi Antoniew – w granice Wielkiej Łodzi[9], przed inkorporacją terenów podmiejskich w lutym 1946 r. (zobacz »);
- (A)  faktyczne włączenie (9 listopada) części gminy Wiskitno – gromady Olechów oraz wsi Jędrzejów, Jędrzejów Młynek, Jędrzejów Parcele, Wiskitno II i Wiskitno Miasto-Ogród – w granice Wielkiej Łodzi[9], przed inkorporacją terenów podmiejskich w lutym 1946 r. (zobacz »);
- (A)  faktyczne włączenie (12 listopada) części gminy Nowosolna – gromad: Place Stoki, Antoniew Stoki, Stoki, Sikawa, Augustów, Henryków, Janów, Antoniew Sikawa, Budy-Sikawa i Budy-Stoki – w granice Wielkiej Łodzi[9], przed inkorporacją terenów podmiejskich w lutym 1946 r. (zobacz »);
- (A)  faktyczne włączenie (14 listopada) części wsi Starowa Góra z gminy Gospodarz w granice Wielkiej Łodzi[9], przed inkorporacją terenów podmiejskich w lutym 1946 r. (zobacz »);
- odsłonięcie (18 listopada) w parku im. księcia Józefa Poniatowskiego pomnika Wdzięczności Armii Czerwonej;
- (A)  faktyczne włączenie (21 listopada) części gminy Widzew – wsi Lublinek i Chocianowice oraz osad Chocianowiczki i Młyn Charzew – w granice Wielkiej Łodzi[9], przed inkorporacją terenów podmiejskich w lutym 1946 r. (zobacz »);
- (A)  faktyczne włączenie (26 listopada) części gminy Dobra – wsi Łodzianka oraz części wsi Łukaszów, Muskule Stare (ob. Stare Moskule), Wilanów A i Wilanów B – w granice Wielkiej Łodzi[9], przed inkorporacją terenów podmiejskich w lutym 1946 r. (zobacz »);
- (K)  otwarcie (4 grudnia) atelier Przedsiębiorstwa Państwowego „Film Polski” przy ul. Łąkowej 29; na potrzeby przedsiębiorstwa przejęto i zaadaptowano halę sportową; pierwszym filmem zrealizowanym w atelier były w 1946 Zakazane piosenki w reż. Leonarda Buczkowskiego; w 1952 r. przedsiębiorstwo zostało przekształcone w Centralny Urząd Kinematografii;

### 1945–48
- (A)  pełnienie przez miasto funkcji zastępczej stolicy państwa (budynki rządowe mieściły się przy obecnej ul. Legionów, róg ul. Gdańskiej);

### 1946
- (D)  wysadzenie (11/12 lutego) pomnika Wdzięczności Armii Czerwonej w parku im. księcia Józefa Poniatowskiego przez działaczy Korpusu Obrony Narodowej pod dowództwem Władysława Stanilewicza; pomnik został odbudowany i ponownie odsłonięty 7 listopada; w listopadzie 1991 został zdemontowany[10];
- (A)  największa w dziejach Łodzi inkorporacja terenów podmiejskich (13 lutego), dzięki której powierzchnia miasta wzrosła prawie czterokrotnie (do 21 201 ha)[11]; przyłączono wówczas kilkadziesiąt osad i wsi, m.in. Brus[a], Chocianowice[b], Lublinek[b], Łagiewniki[c], Olechów[d], Radogoszcz[e], Retkinię[a], Smulsko[a] oraz miasto Rudę Pabianicką[f][g][12];
- (Ś)  uruchomienie (18 kwietnia) drukarni Zakładów Graficznych Robotniczej Spółdzielni Wydawniczej „Prasa” przy ul. Żwirki 17[13] (od 1973 r. Prasowe Zakłady Graficzne w Domu Prasy przy ul. Armii Czerwonej 28, obecnie Drukarnia Prasowa S.A. przy al. Piłsudskiego 82);

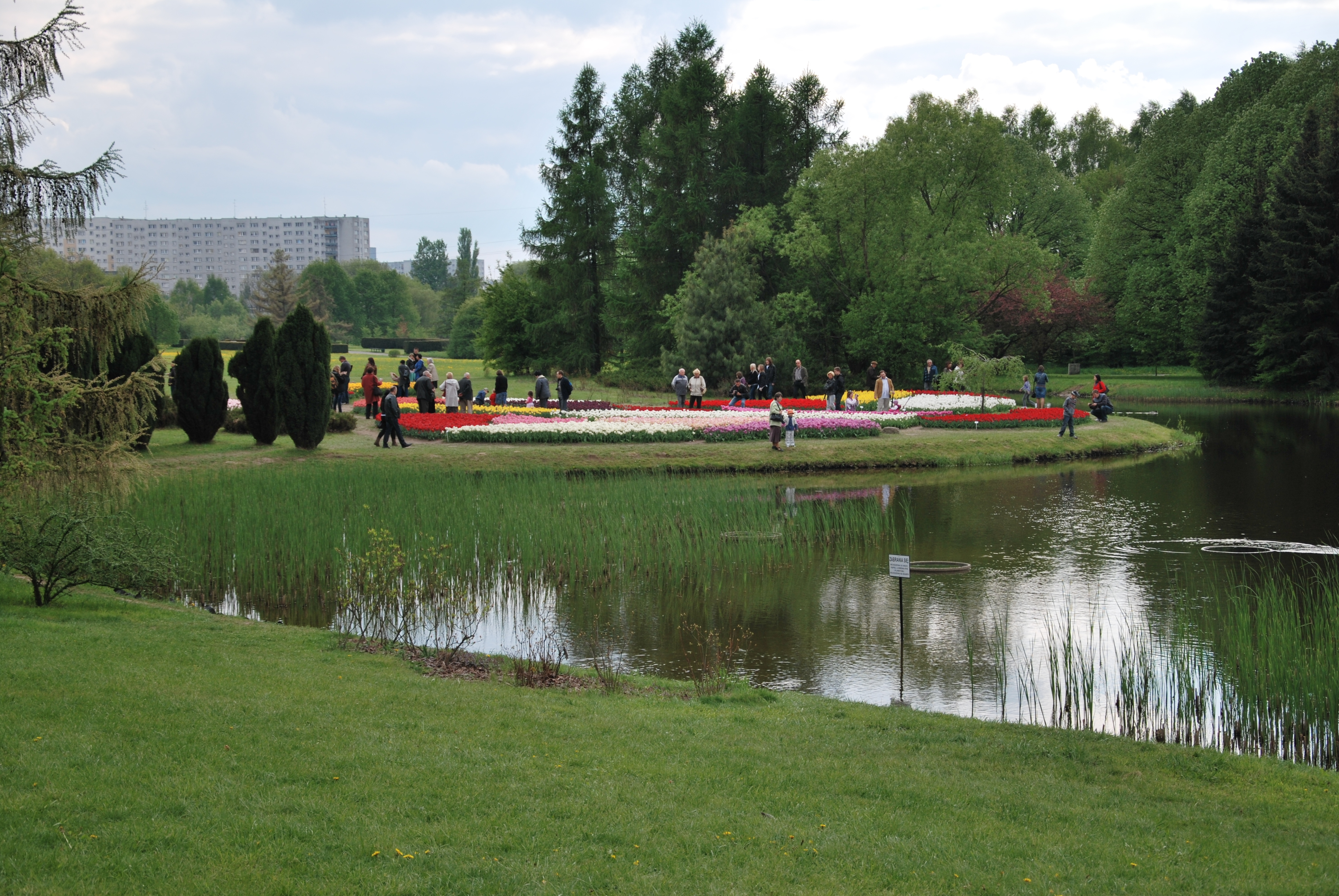
Łódzki Ogród Botaniczny
im. Jakuba Mowszowicza
(maj 2011)

- (A)  wprowadzenie (27 maja) podziału Łodzi na trzy dzielnice: Północ, Południe i Śródmieście (obowiązywał do 10 kwietnia 1953);
- (S)  zdobycie przez koszykarki TUR Łódź (obecnie „Społem” Łódź) mistrzostwa Polski w koszykówce kobiet;
- (S)  zdobycie przez piłkarki ręczne „Zrywu” Łódź pierwszego mistrzostwa Polski w piłce ręcznej kobiet w wersji 7-osobowej (kolejne w 1947 r.);
- (K)  ukończenie zdjęć (w sierpniu) do pierwszego polskiego powojennego filmu fabularnego – Zakazane piosenki; zrealizowany w pomieszczeniach Filmu Polskiego przy ul. Łąkowej 29 obraz, w większości był kręcony w Łodzi, gdzie zrekonstruowano np. niektóre plenery i warszawskie ulice;
- (Z)  utworzenie (19 września) Ogrodu Roślin Leczniczych przy ul. Krzemienieckiej, o powierzchni 1,3 ha; w 1953 został przekształcony w Miejski Ogród Botaniczny, a w latach 1967–73 rozbudowany; obecnie Łódzki Ogród Botaniczny im. Jakuba Mowszowicza (jeden z największych w Polsce – powierzchnia ok. 67 ha);
- (D)  największa w dziejach Łodzi katastrofa kolejowa (28 września) – na dworcu Łódź Kaliska jadący z Jeleniej Góry do Warszawy pociąg pospieszny najechał na stojący pod semaforem pociąg osobowy; liczba ofiar śmiertelnych przekroczyła 20, rannych zostało ok. 150 osób;
- (T)  rozpoczęcie kursowania (we wrześniu) przez pierwszą po zakończeniu wojny taksówkę; był nią 6-osobowy citroën, należący do przedwojennego taksówkarza Józefa Pakulskiego, który jako jedyny otrzymał po wojnie koncesję od Wydziału Przemysłu; cena za pierwszy kilometr wynosiła 80 zł, za każdy następny 40 zł[14];
- (T)  przedłużenie (20 października) linii tramwajowej wzdłuż ul. Narutowicza od ul. Kopcińskiego do nowej pętli na Radiostacji[15];
- (E)  utworzenie Państwowej Wyższej Szkoły Teatralnej (obecna Akademia Teatralna im. Aleksandra Zelwerowicza), w oparciu o tradycje Państwowego Instytutu Sztuki Teatralnej; pierwszym rektorem i dziekanem Wydziału Reżyserii został Leon Schiller; w 1949 r. szkołę przeniesiono do Warszawy, a na jej miejscu w Łodzi powstała Państwowa Wyższa Szkoła Aktorska;

### 1947

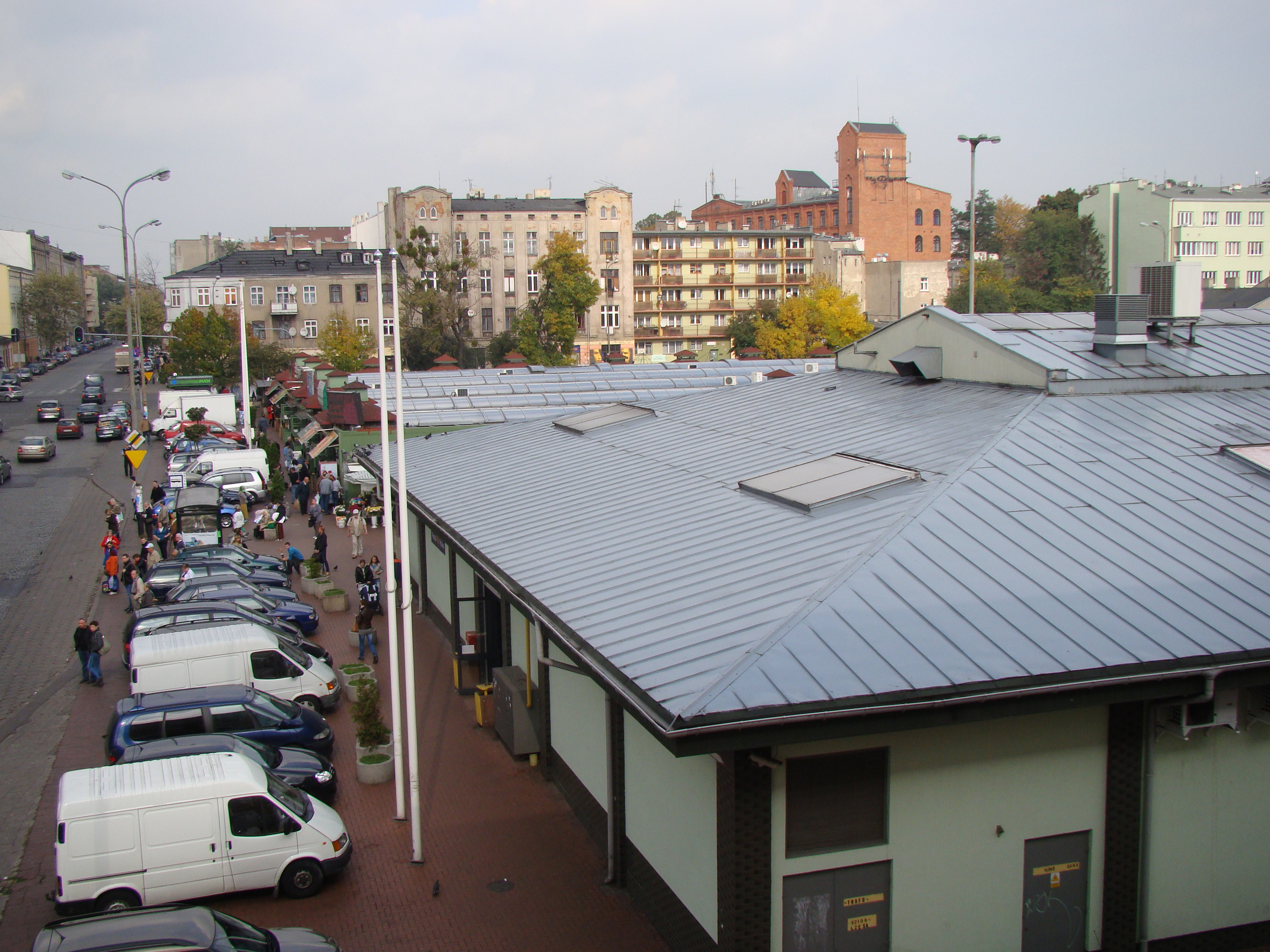
Nowe hale targowe
na placu Barlickiego
(październik 2012)

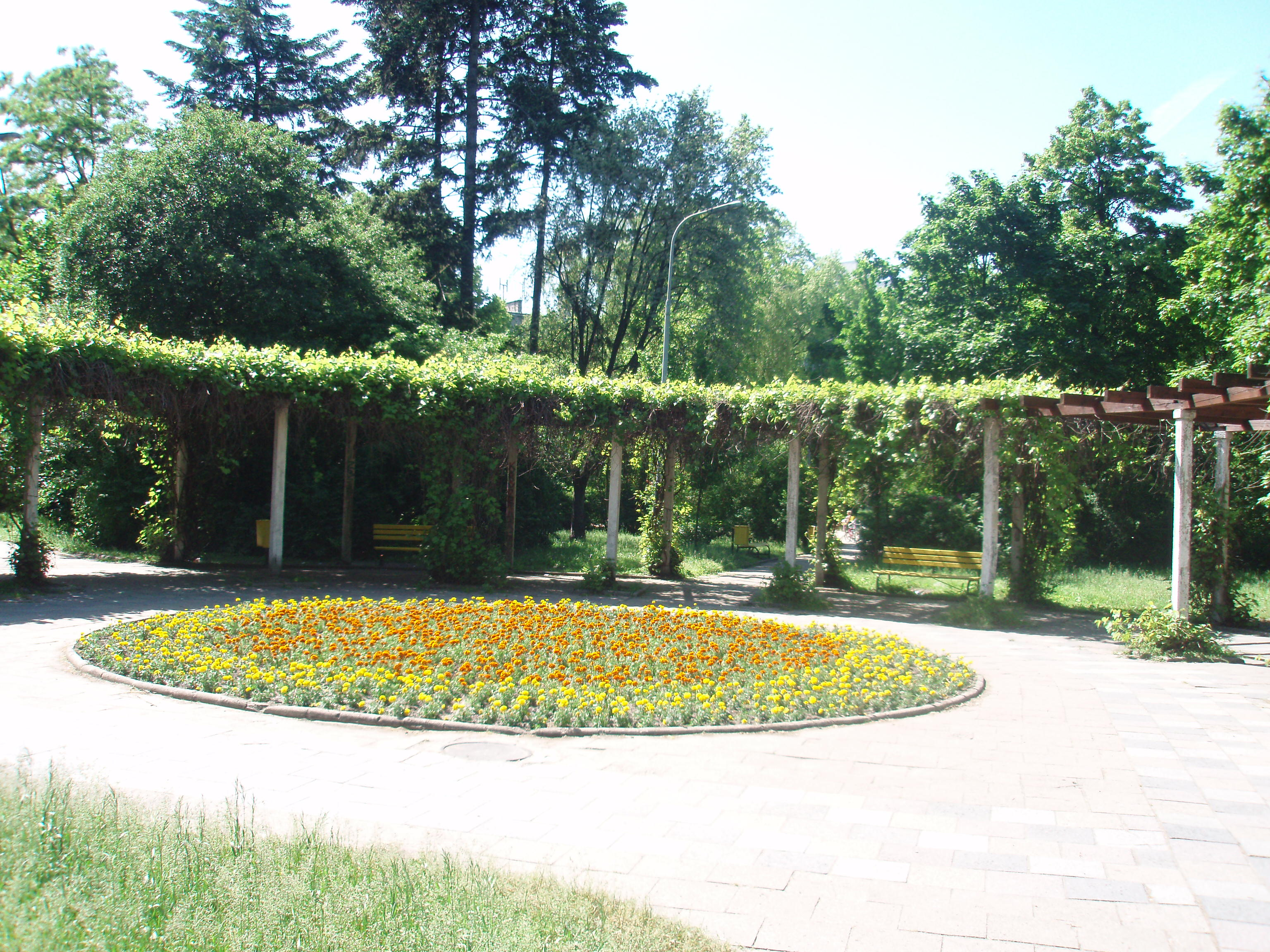
Park przy ul. Leczniczej
(czerwiec 2008)

- (V)  wizyta noblistów Irène Joliot-Curie i Frédérica Joliot-Curie (12 stycznia), uroczyste przyjęcie w sali kina „Bałtyk”;
- (A)  prezydentem Łodzi został (od 17 lutego) Eugeniusz Stawiński; funkcję pełnił do 15 kwietnia 1949;
- (R)  ingres (20 kwietnia) do katedry łódzkiej trzeciego ordynariusza diecezji łódzkiej – biskupa Michała Klepacza;
- (D)  proces Hansa Biebowa (23–30 kwietnia) – szefa niemieckiej administracji Ghetto Litzmannstadt – przed łódzkim Sądem Okręgowym, zakończony skazaniem na karę śmierci przez powieszenie; wyrok wykonano 23 czerwca w nieistniejącym obecnie więzieniu przy ul. Sterlinga 16;
- (H)  otwarcie (29 kwietnia) hali targowej przy pl. Barlickiego; obecnie na placu siedzibę ma „Zielony Rynek” – targowisko składające się z trzech hal;
- (S)  zdobycie przez piłkarki ręczne „Zrywu” Łódź (po raz drugi) mistrzostwa Polski w piłce ręcznej kobiet w wersji 7-osobowej;
- (Z)  utworzenie pierwszego po wojnie parku publicznego – przy ul. Leczniczej, w kwartale pomiędzy ulicami Leczniczą, Podmiejską, Słowackiego, Łukasińskiego i Kasową; usytuowany na placu przy przychodni Ubezpieczalni Społecznej park, o powierzchni 1,88 ha, powstał według projektu K. Marcinkowskiego[16];
- (S)  po raz czwarty Łódź była (27 września) miastem etapowym 6. Wyścigu Kolarskiego dookoła Polski (obecnie Tour de Pologne); meta III etapu Częstochowa – Łódź (142 km) znajdowała się po raz trzeci na torze kolarskim w parku Helenów[h]; zwyciężył Roman Siemiński (Elektryczność Warszawa, 3:41:02); najlepszy z łodzian – Lucjan Pietraszewski (Towarzystwo Zwolenników Sportu Łódź) – był na mecie 2. (3:55:10) i otrzymał srebrną wazę z kryształem ufundowaną przez „Dziennik Łódzki”, puchar srebrny od firmy B. Kantor oraz kupon materiału na ubranie ze stuprocentowej wełny od Wydziału Spożywczego „Społem”[17]; 28 września kolarze wyruszyli z Łodzi do Warszawy;
- (T)  przedłużenie (12 października) linii tramwajowej od cmentarza na Dołach ulicą Strykowską do nowej pętli Strykowska/Inflancka[15];

### 1948

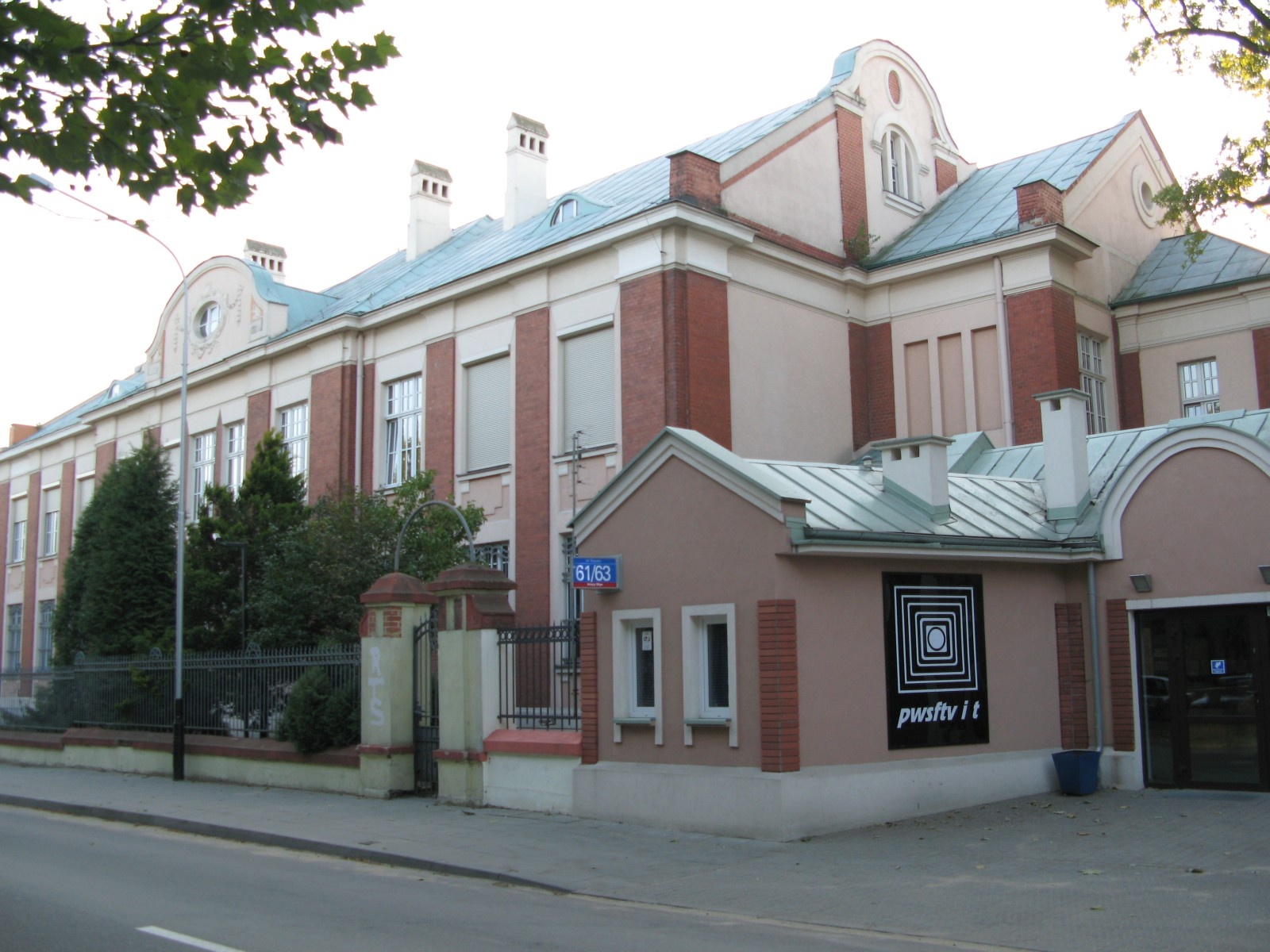
Siedziba łódzkiej „Filmówki” (październik 2010)

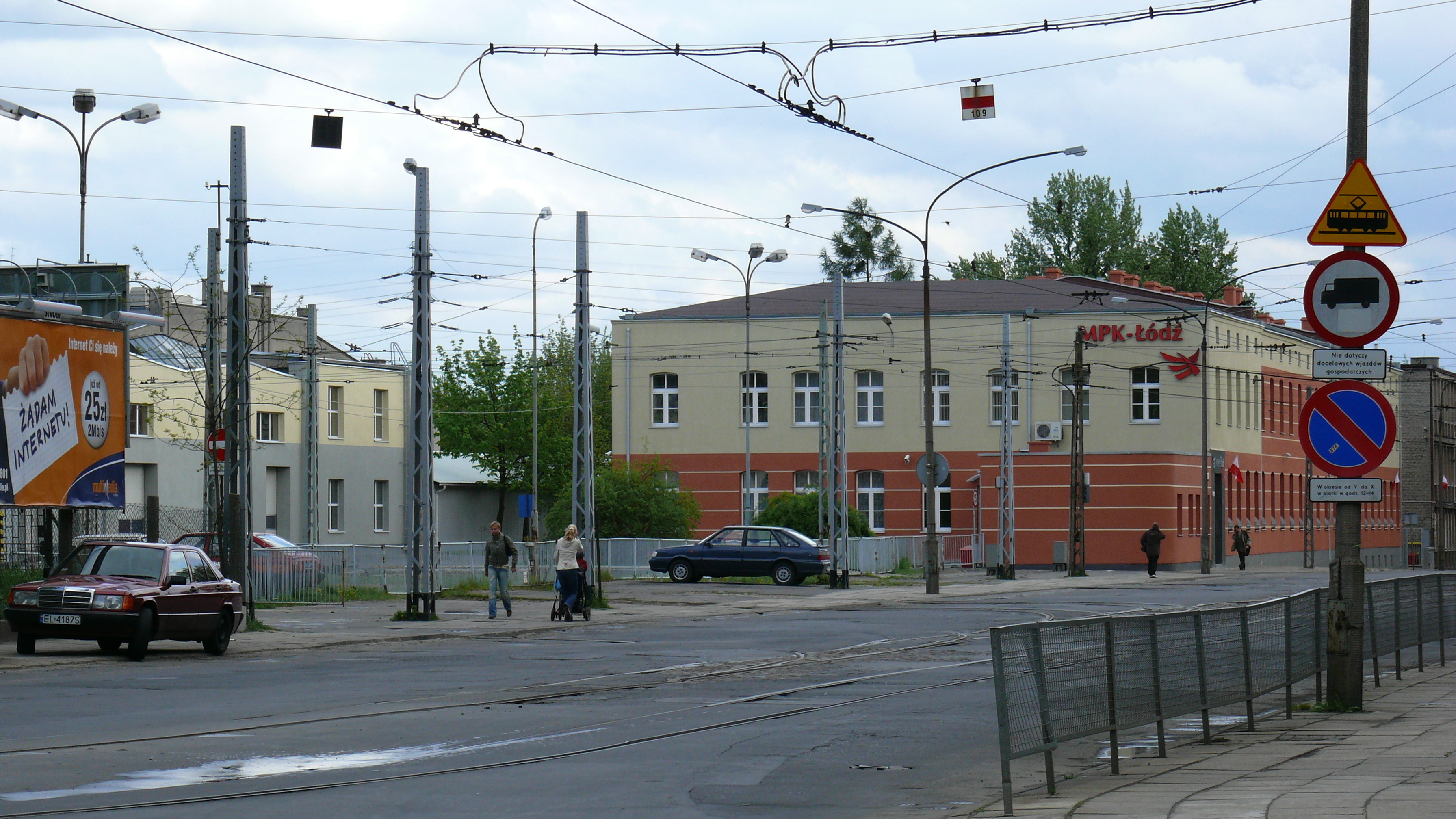
Siedziba MPK – Łódź
przy ul. Tramwajowej 6 (kwiecień 2007)

- (H)  otwarcie (21 lutego) Centralnego Domu Towarowego w kamienicy przy ul. Piotrkowskiej 62;
- (E)   (K)  utworzenie (8 marca) Państwowej Wyższej Szkoły Filmowej (obecna PWSFTViT im. Leona Schillera); w 1958 r. Państwową Wyższą Szkołę Filmową połączono z utworzoną w 1949 r. Państwową Wyższą Szkołą Aktorską (od 1954 r. Państwowa Wyższa Szkoła Teatralna im. Leona Schillera);
- (S)  po raz pierwszy Łódź była (1 maja) miastem etapowym I Wyścigu Pokoju z Warszawy do Pragi; meta I etapu Warszawa – Łódź (190 km) znajdowała się na ulicy Piotrkowskiej przy posesji nr 86; zwyciężył Czechosłowak – Jan Veselý (5:51:28); 2 maja kolarze wyruszyli z Łodzi do Wrocławia[18];
- (K)   (U)  udostępnienie (4 czerwca) Łódzkiej Orkiestrze Symfonicznej świeżo odrestaurowanego gmachu przy ul. Narutowicza 20;
- (S)  zdobycie przez koszykarzy YMCA Łódź mistrzostwa Polski w koszykówce mężczyzn; były to pierwsze mistrzostwa Polski w koszykówce mężczyzn rozgrywane systemem ligowym; sukces powtórzyli koszykarze „Spójni” Łódź (obecnie „Społem” Łódź) w latach 1950, 1952 i Włókniarza Łódź (obecnie ŁKS Łódź) w 1953;
- (S)  po raz piąty Łódź była (3 lipca) miastem etapowym 7. Międzynarodowego Wyścigu Kolarskiego dookoła Polski (obecnie Tour de Pologne); meta X etapu Częstochowa – Łódź (135 km) znajdowała się po raz czwarty na torze kolarskim w parku Helenów; zwyciężył Bolesław Napierała (3:56:40); najlepszy z łodzian – Zdzisław Stolarczyk („Naprzód” Ruda Pabianicka) – był na mecie 7. (3:56:46) i otrzymał: 1 tonę węgla z dostawą od firmy „Węglopał” W. Kowalewski, papierośnicę srebrną ze złotą dedykacją od Zgromadzenia Kupców m. Łodzi oraz maszynkę elektryczną do kawy od Z.K.S. „Gastronomia”[19]; 4 lipca kolarze wyruszyli z Łodzi do Warszawy;
- (D)  tragedia na jeziorze Gardno[i] (18 lipca) – wskutek nieodpowiedzialności przewoźnika utonęły 22 nastoletnie harcerki z 15. Łódzkiej Drużyny Harcerskiej, kierowniczka kolonii, na której przebywały, komendantka Aldona Markiewicz, oraz nauczycielka Szkoły Powszechnej nr 161 w Łodzi, opiekunka drużyny Eugenia Leszewska; w ich pogrzebie (21 lipca) na Starym Cmentarzu uczestniczyło około 25 000 łodzian; sprowadzenie ciał zorganizował Zarząd Miejski, który również pokrył koszty pogrzebu; większość ofiar spoczęła w jednej kwaterze; w 2003 r., w 55. rocznicę tragedii, Szkoła Podstawowa w Gardnie Wielkiej przybrała imię Joanny Skwarczyńskiej, która była jedną z ofiar (w chwili śmierci miała 13 lat, stała się więc najmłodszą patronką szkoły w Polsce)[20][21][22][23];
- (U)  rozpoczęcie (27 lipca) przebudowy ul. Stalina (ob. al. Piłsudskiego) w rejonie pl. Zwycięstwa; w jej wyniku powstał zalążek przyszłej trasy W–Z, wybudowanej (I etap) w latach 1976–78;
- (T)  uruchomienie (11 października) miejskiej komunikacji autobusowej; do lipca 1950 kursowała tylko jedna linia („A”) na trasie: pl. Niepodległości – Rzgowska – Rzgowska/Józefów (od 2 listopada 1949 na trasie: Chojny – Rzgowska – Rzgowska/Józefów)[15][24];
- (T)  oddanie do użytku (24 października) nowych tras tramwajowych na Stoki (z nową pętlą) i na Dąbrowę (do linii kolei obwodowej)[15];
- (O)   (T)  powstanie (5 listopada) przedsiębiorstwa Miejskie Zakłady Komunikacyjne w Łodzi[15] (od 1 stycznia 1951 Miejskie Przedsiębiorstwo Komunikacyjne, od 26 października 1992 Miejskie Przedsiębiorstwo Komunikacyjne – Łódź Sp. z o.o.);
- (K)  otwarcie (28 grudnia) Teatru Lalek „Arlekin” (obecnie Teatr Lalek „Arlekin” im. Henryka Ryla) – pierwsze przedstawienie odbyło się w świetlicy przy ul. Piotrkowskiej 150; w 1958 teatr przeniósł się do obecnej siedziby przy al. 1 Maja 2 / ul. Wólczańskiej 5;
- (O)   (S)  utworzenie Klubu Sportowego „Chemia” (od 1952 r. Klub Sportowy „Unia”, od 1963 r. Zakładowy Klub Sportowy „Unia”, od 1978 r. Klub Sportowy „Anilana”)[25];

### 1949
- (S)  po raz drugi Łódź była (8 maja) miastem etapowym II Wyścigu Pokoju z Pragi do Warszawy; meta VII etapu Wrocław – Łódź (212 km) znajdowała się na boisku w parku Helenów; zwyciężył ponownie Czechosłowak Jan Veselý (5:29:58); 9 maja kolarze wyruszyli z Łodzi do Warszawy[18];
- (A)  prezydentem Łodzi został (od 16 lipca) Marian Minor; funkcję pełnił do 24 maja 1950 (potem – jako przewodniczący Prezydium Rady Narodowej Miasta Łodzi – do 27 maja 1952);
- (T)  przedłużenie (22 lipca) trasy tramwajowej wzdłuż ul. Łagiewnickiej od ul. Biegańskiego do nowej pętli przy ul. Bema (odcinek ten wraz z pętlą zlikwidowano 22 czerwca 1998); oddanie do użytku nowej trasy wzdłuż ul. Warszawskiej od ul. Łagiewnickiej do ul. Centralnej[15];
- (S)  po raz szósty Łódź była (22 sierpnia) miastem etapowym 8. Wyścigu Kolarskiego dookoła Polski (obecnie Tour de Pologne); meta I etapu Warszawa – Łódź (133 km) znajdowała się po raz piąty na torze kolarskim w parku Helenów; zwyciężył Rumun Marin Niculescu (3:50:00); najlepszy z łodzian – Stanisław Świercz (ŁKS „Włókniarz”) – był na mecie 40. (4:00:56); 23 sierpnia kolarze wyruszyli z Łodzi do Torunia;
- (S)  zdobycie przez siatkarki „Chemii” Łódź pierwszego mistrzostwa Polski w piłce siatkowej kobiet (kolejne w 1950 r.);
- (S)  zdobycie przez piłkarki ręczne „Chemii” Łódź mistrzostwa Polski w piłce ręcznej kobiet w wersji 7-osobowej;
- (T)  przedłużenie (4 września) trasy tramwajowej wzdłuż ul. Warszawskiej do ul. Wycieczkowej[15];
- (T)  otwarcie (25 września) nowej trasy tramwajowej na Nowe Złotno wzdłuż ulic: al. Unii (ob. al. Unii Lubelskiej), Srebrzyńskiej, Wieczność i Cyganka do pętli Nowe Złotno (trasę zamknięto 6 lipca 1992, później została ostatecznie zlikwidowana)[15];
- (E)   (K)  utworzenie Państwowej Wyższej Szkoły Aktorskiej (od 1954 r. Państwowa Wyższa Szkoła Teatralna im. Leona Schillera), w miejsce przeniesionej do Warszawy Państwowej Wyższej Szkoły Teatralnej (obecna Akademia Teatralna im. Aleksandra Zelwerowicza); rektorem w latach 1950–52 był Kazimierz Dejmek, założyciel Teatru Nowego; w 1958 r. z połączenia dwóch łódzkich uczelni – Państwowej Wyższej Szkoły Teatralnej im. Leona Schillera i powstałej w 1948 r. Państwowej Wyższej Szkoły Filmowej – powstała Państwowa Wyższa Szkoła Teatralna i Filmowa (obecna Państwowa Wyższa Szkoła Filmowa, Telewizyjna i Teatralna im. Leona Schillera);
- (E)   (M)  utworzenie (24 października) Akademii Medycznej (na bazie wydziałów lekarskiego, farmaceutycznego i stomatologicznego, działających od 1945 r. na Uniwersytecie Łódzkim); rozwiązana w 2002 r. (mocą Ustawy Sejmu RP z dn. 27 lipca 2002 r. o powołaniu Uniwersytetu Medycznego w Łodzi, która w miejsce dwóch poprzednio istniejących łódzkich uczelni medycznych, tj. Akademii Medycznej i Wojskowej Akademii Medycznej, powoływała nową, kontynuującą statutowo tradycje obu swoich poprzedniczek);
- (K)  powstanie Teatru Nowego założonego przez grupę aktorów pod kierownictwem Kazimierza Dejmka; pierwsze przedstawienie odbyło się 12 listopada w „Domu Żołnierza” przy ul. Przejazd (ob. ul. Tuwima) 34;
- (H)   (U)  otwarcie (w grudniu) przy ul. ks. Skargi 8/10 domu handlowego „Motozbytu” o kubaturze 40 000 m³;
- (K)  założenie (29 grudnia) Wytwórni Filmów Fabularnych przy ul. Łąkowej 29 oraz Wytwórni Filmów Oświatowych przy ul. Kilińskiego 210;

### 1950

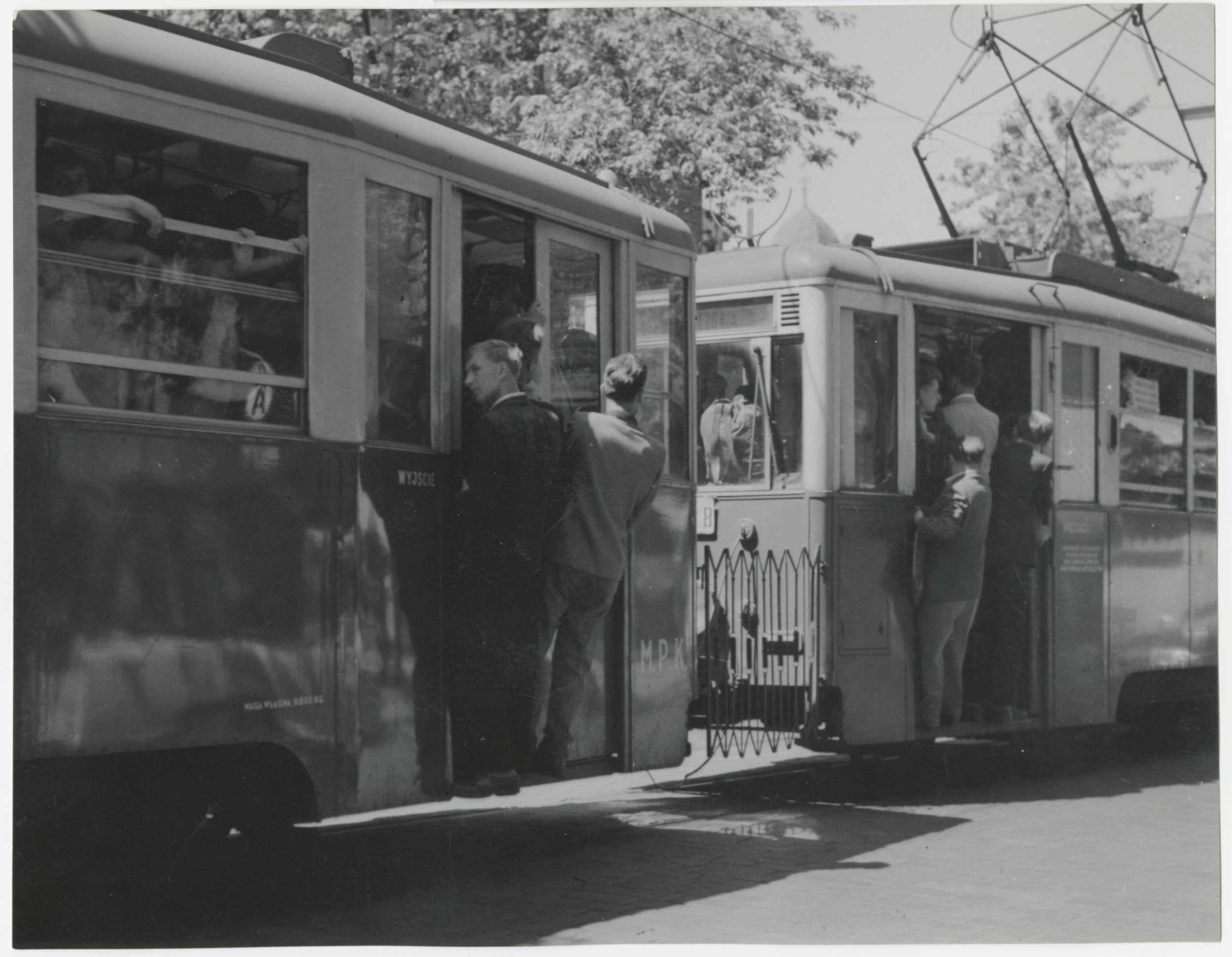
Tramwaj Konstal 5N+5ND na łódzkiej ulicy (fot. Ignacy Płażewski, lata 50./60. XX w.)

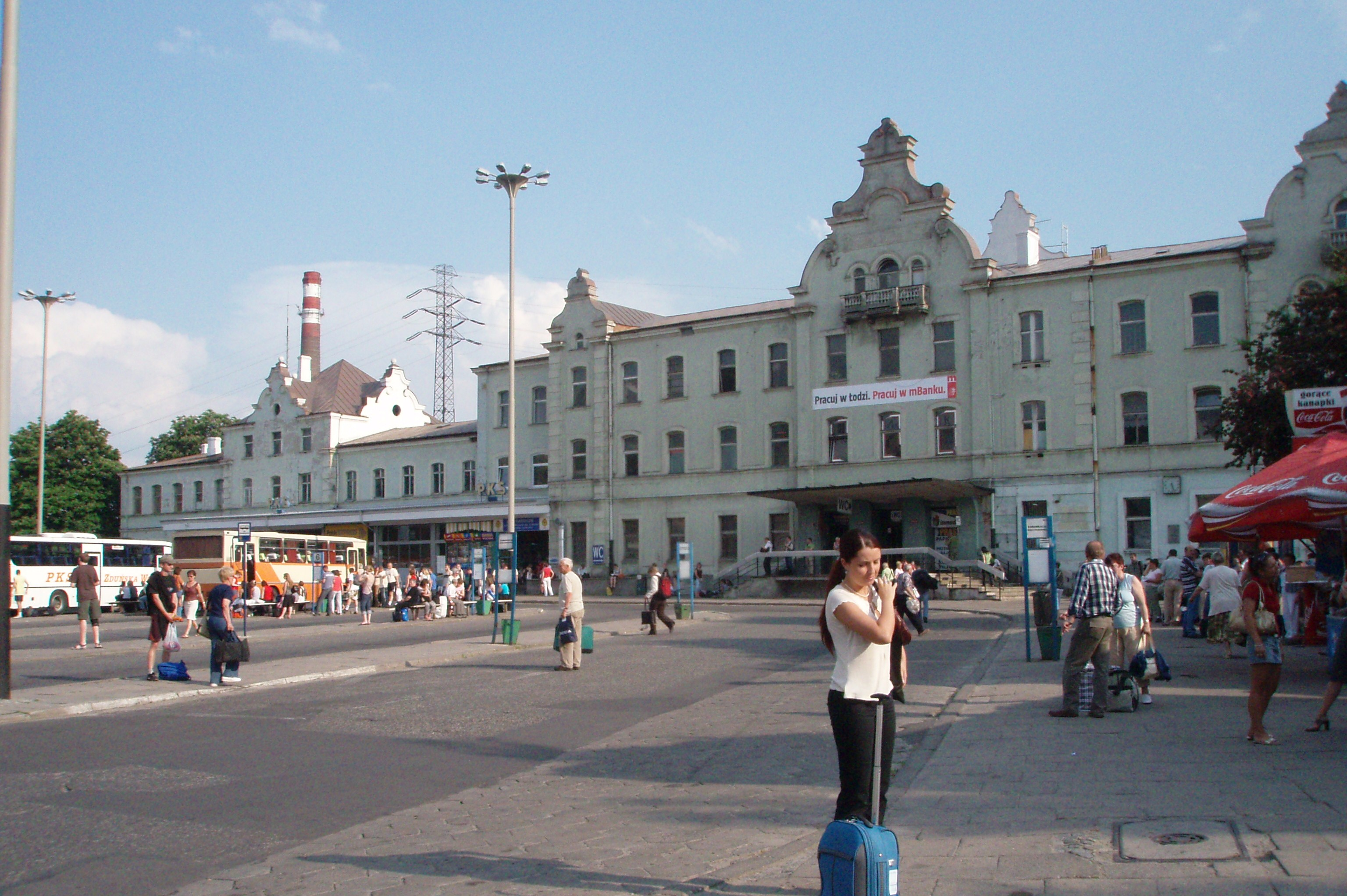
Dawny dworzec autobusowy PKS na nieistniejącym
pl. Sałacińskiego (fot. Jerzy Kociatkiewicz, maj 2007)

- (T)  rozpoczęcie (2 lutego) testów nowego wagonu tramwajowego 2N1, wyprodukowanego przez Stocznię Gdańską nr 3; sześć takich wagonów wprowadzono do eksploatacji 21 lipca; łącznie w latach 1950–70 Łódź otrzymała 48 wagonów 2N1, ostatni z nich wycofano 29 listopada 1989[26];
- (T)  przeniesienie (18 kwietnia) dworca autobusowego PKS z ul. Wigury 7 na plac przed dworcem kolejowym Łódź Fabryczna (późn. pl. Sałacińskiego, obecnie nieistniejący)[27];
- (S)  po raz trzeci Łódź była (1 maja) miastem etapowym III Wyścigu Pokoju z Warszawy do Pragi; meta II etapu Warszawa – Łódź (183 km) znajdowała się na stadionie ówczesnego Związkowego Klubu Sportowego „Włókniarz” przy al. Unii (ob. al. Unii Lubelskiej) 2; zwyciężył Bronisław Klabiński (5:00:12) – Polak mieszkający we Francji i startujący w jej barwach; 2 maja kolarze wyruszyli z Łodzi do Wrocławia[18];
- (I)   (T)  pojawienie się na ulicach (27 czerwca) pierwszych sygnalizatorów świetlnych – na skrzyżowaniu ul. Piotrkowskiej z ul. Struga / ul. Przejazd (ob. ul. Tuwima)[15];
- (S)  zdobycie przez koszykarzy „Spójni” Łódź (obecnie „Społem” Łódź) pierwszego mistrzostwa Polski w koszykówce mężczyzn (kolejne w 1952 r.);
- (S)  zdobycie przez siatkarki „Chemii” Łódź (po raz drugi) mistrzostwa Polski w piłce siatkowej kobiet;
- (U)  rozpoczęcie (22 lipca) przez Zakład Osiedli Robotniczych budowy osiedla domów jednorodzinnych na Stokach; ukończone w 1953, liczy ok. 450 domów;
- (H)  Wielka Wystawa Gospodarcza (22 lipca – 13 sierpnia) w al. Kościuszki między ul. Legionów (ob. ul. Zielona) a ul. Struga; w pierwszym dniu zwiedziło ją ok. 100 000 osób;
- (T)  oddanie do użytku (4 października) nowej pętli tramwajowej na Zdrowiu[15];
- (K)  otwarcie (6 października) Młodzieżowego Domu Kultury przy ul. Moniuszki 4a, w gmachu zajmowanym do 1949 przez YMCA; od 12 stycznia 1955 MDK im. Juliana Tuwima, od 1964 Pałac Młodzieży im. Juliana Tuwima;
- (T)  oddanie do użytku dwóch odcinków nowej trasy tramwajowej P-P (Północ – Południe): od ul. Piotrkowskiej wzdłuż ul. Żwirki do al. Kościuszki i od ul. Żwirki wzdłuż al. Kościuszki do ul. Legionów (ob. ul. Zielona) – 7 listopada – oraz od ul. Legionów (ob. ul. Zielona) wzdłuż ul. Zachodniej do ul. Obrońców Stalingradu (ob. ul. Legionów) – 4 grudnia[15];
- (T)  dostarczenie (4 grudnia) do Łodzi 10 nowych węgierskich autobusów Mavag TR5; na trasy wyruszyły prawdopodobnie 18 grudnia; ostatnie dwa wycofano 31 grudnia 1960[15][28];
- (K)  uruchomienie jedynych w Polsce Łódzkich Zakładów Wytwórczych Kopii Filmowych;
- (L)  Łódź liczyła 620 273 mieszkańców;

### 1951

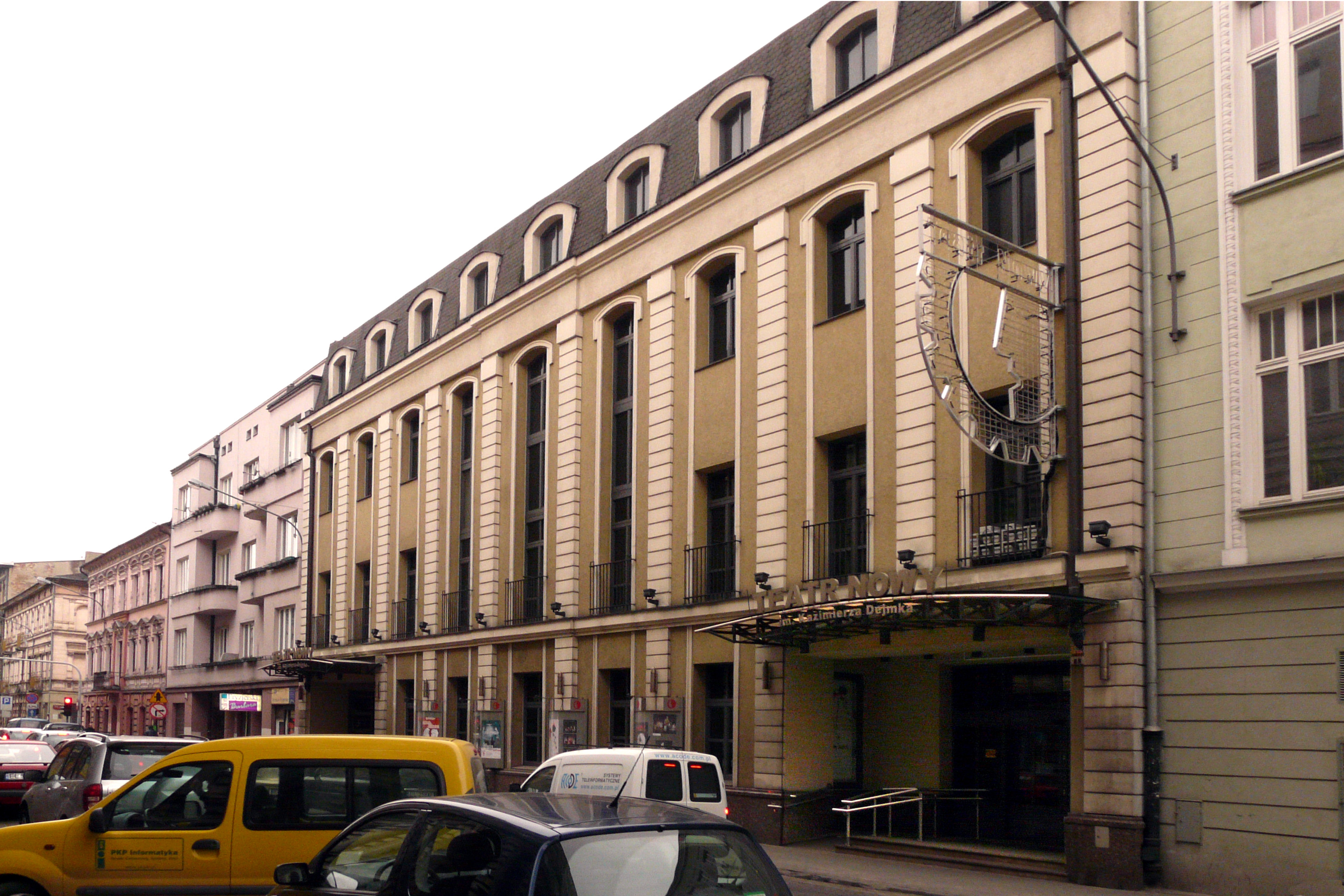
Teatr Nowy im. Kazimierza Dejmka (kwiecień 2008)

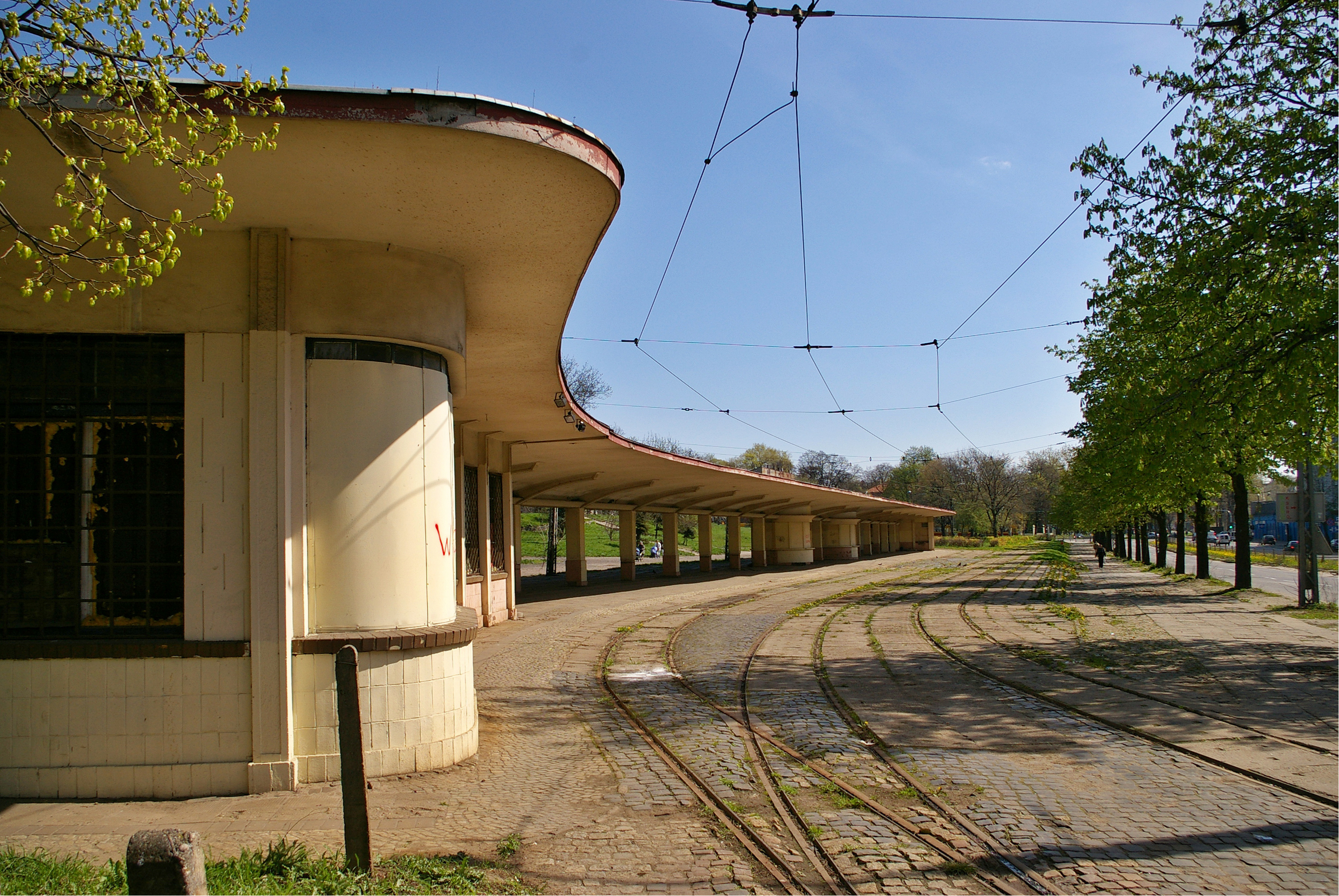
Dawny dworzec tramwajów podmiejskich przy ul. Północnej (kwiecień 2008)

- (K)  otwarcie (3 lutego) nowej siedziby Teatru Nowego i Państwowego Teatru Żydowskiego przy ul. Więckowskiego 15;
- (T)  uruchomienie (5 lutego) pierwszych dwóch nocnych linii tramwajowych: nr „101” z ul. Tramwajowej na dworzec Łódź Kaliska i nr „102” z Julianowa na Chojny. Łącznie do 12 lutego 1968 uruchomiono 7 takich linii; od 6 kwietnia 1970 stopniowo je likwidowano, ostatnia (nr „101” do Zgierza) funkcjonowała do 1 lutego 2001[29];
- (E)   (O)  powołanie (4 marca) oddziału łódzkiego PTTK;
- (T)  przedłużenie (29 kwietnia) trasy tramwajowej wzdłuż ul. Napiórkowskiego (ob. ul. Przybyszewskiego) od ul. Tatrzańskiej do nowej pętli na Zarzewie przy linii kolei obwodowej[15] (pętlę zlikwidowano 29 października 1978);
- (S)  po raz czwarty Łódź była (8 maja) miastem etapowym IV Wyścigu Pokoju z Pragi do Warszawy; meta VIII etapu Wrocław – Łódź (217 km) znajdowała się ponownie na stadionie ZKS „Włókniarz” przy al. Unii (ob. al. Unii Lubelskiej) 2; zwyciężył Czechosłowak – Vlastimil Ružička (6:53:03); 9 maja kolarze wyruszyli z Łodzi do Warszawy[30];
- (I)  uruchomienie (3 czerwca) trzech pierwszych publicznych automatów telefonicznych – 2 w poczekalniach MPK na pl. Niepodległości, 1 przy wejściu do kina „Wisła” przy ul. Przejazd (ob. ul. Tuwima) 3;
- (S)  zdobycie przez piłkarki ręczne „Unii” Łódź pierwszego mistrzostwa Polski w piłce ręcznej kobiet w wersji 7-osobowej (kolejne w 1952 r.);
- (T)  oddanie do użytku (22 lipca) kolejnego odcinka trasy tramwajowej P-P – od ul. Obrońców Stalingradu (ob. ul. Legionów) wzdłuż ul. Zachodniej do ul. Limanowskiego – oraz trasy wzdłuż ulic Ogrodowej i Północnej od ul. Zachodniej do nowej pętli – dworca tramwajów podmiejskich do Aleksandrowa (od 10 października), Konstantynowa, Lutomierska, Zgierza i Ozorkowa[15]; 22 lipca 1953 na pętli oddano do użytku poczekalnię; 1 lutego 2004 pętlę wyłączono z ruchu liniowego[31]; w 2012 poczekalnię przekazano Łódzkiej Okręgowej Izbie Architektów RP, która po remoncie obiektu otworzyła w nim 18 września 2015 swoją siedzibę[32];
- (Z)  oddanie na terenie Rudy Pabianickiej (po trzyletniej budowie) ośrodka wodnego w parku im. 1 Maja (tzw. stawy Stefańskiego); staw o powierzchni ok. 11 ha (do dziś największy w granicach miasta) stanowi poszerzenie koryta rzeki Ner; obecnie obiektem administruje MOSiR w Łodzi[33];

### 1952

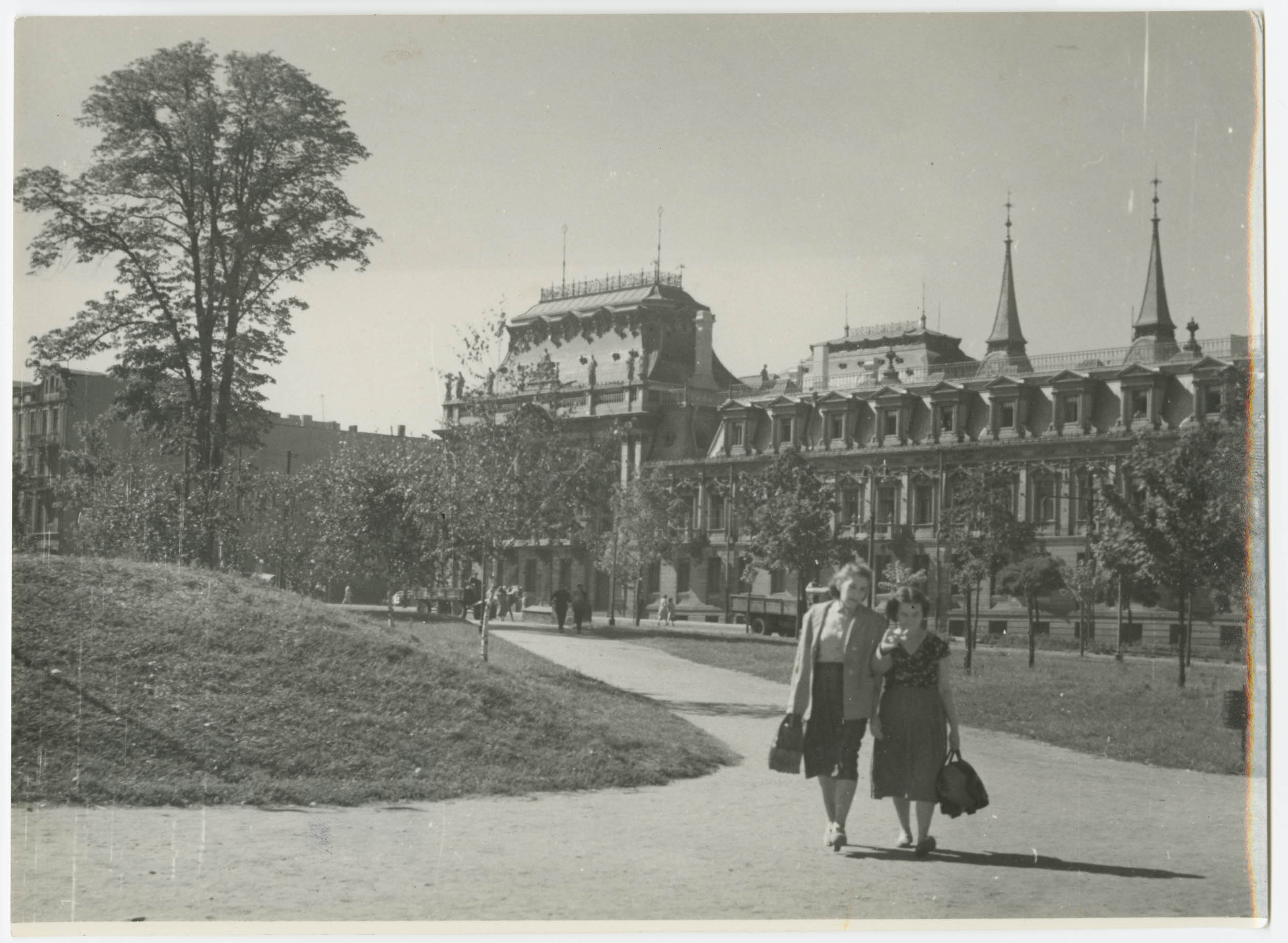
Park Staromiejski w latach 50.–60. XX wieku (fot. Ignacy Płażewski)

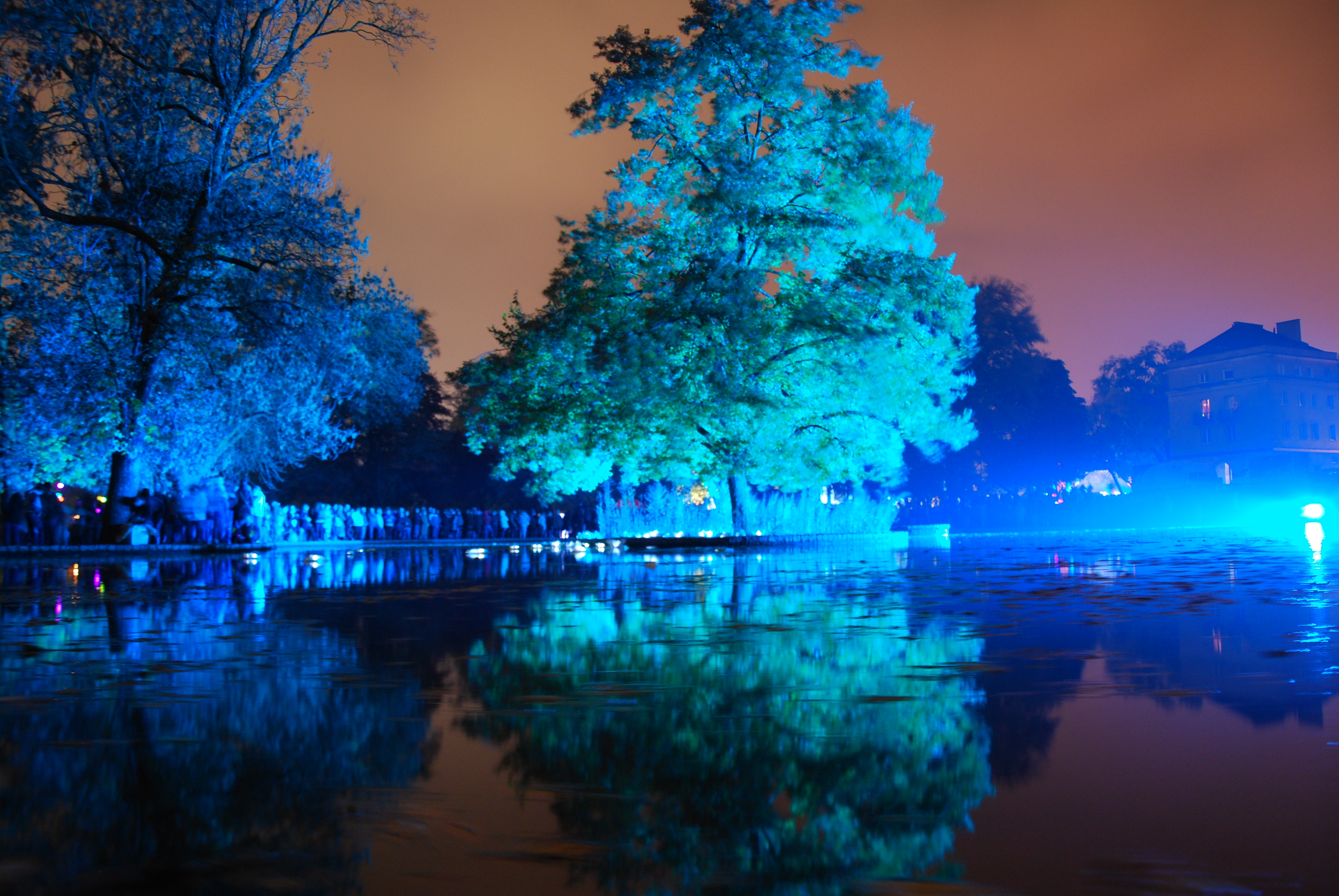
Park Staromiejski podczas 3. edycji Light Move Festival
(12 października 2013)

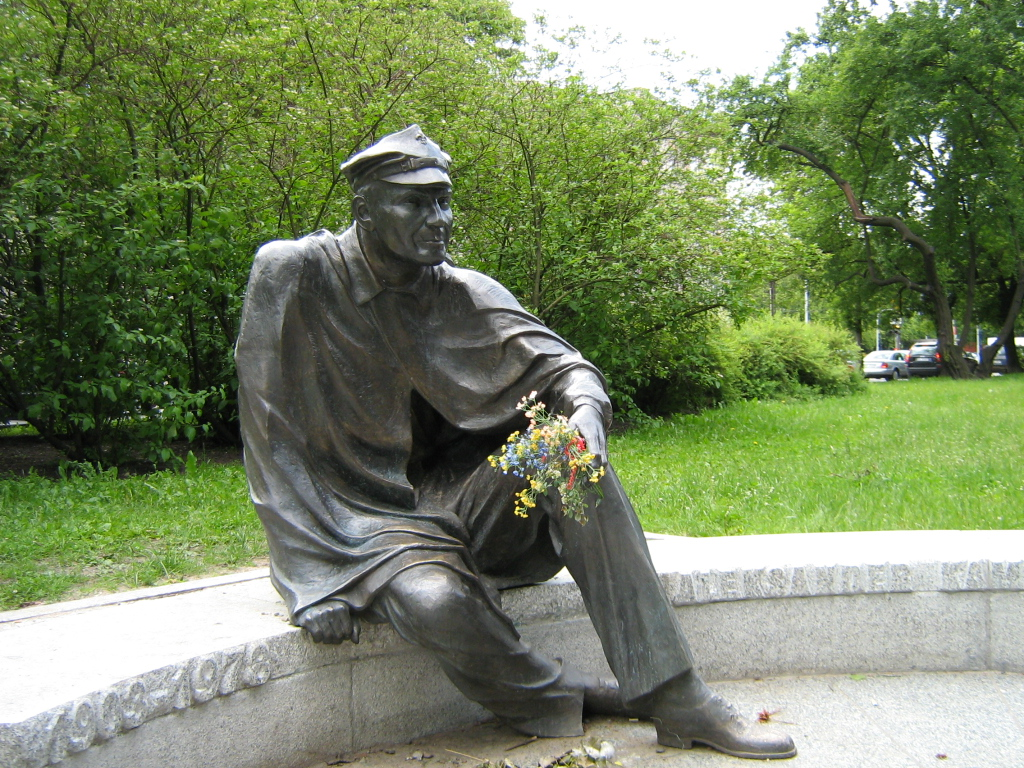
Pomnik Aleksandra Kamińskiego w parku Staromiejskim (czerwiec 2006)

- (H)  otwarcie (w marcu) po remoncie i rozbudowie hali targowej Miejskiego Handlu Detalicznego na Górniaku;
- (Z)  otwarcie (1 maja) części zachodniej parku Staromiejskiego, pierwszego zbudowanego od podstaw po II wojnie światowej parku miejskiego w Łodzi, potocznie nazywanego przez łodzian „parkiem śledzia” (nazwa pochodzi prawdopodobnie od zlokalizowanego w tym miejscu przed wojną targu lub składu rybnego); cały park, położony na Starym Mieście w dolinie rzeki Łódki, zbudowano w latach 1951–53 (18 ha) – według projektu Kazimierza Chrabelskiego – w miejscu gruzowiska powstałego po zniszczonych przez okupanta budynkach; budową kierował Stefan Krzystanek, a większość prac wykonali pracownicy zieleni miejskiej z Pierwszego Zakładu Szkółek z ul. Azbestowej; ze względu na warunki glebowe, a także biedne powojenne czasy, sadzono raczej pospolite gatunki drzew liściastych, odporne na miejskie warunki i szybkorosnące (dodać warto, że w tym samym czasie duże drzewa z bryłami korzeniowymi wiezione były z Łodzi do odbudowywanej Warszawy – sadzono je na MDM i wokół Pałacu Kultury i Nauki); w latach 1954–55 dokonano uzupełnień drzewostanu wyrośniętymi wieloletnimi drzewami z bryłami korzeniowymi (głównie kasztanowce, leszczyna turecka i brzoza brodawkowata, w liczbie 138 drzew); w latach 70. Łódzkie Przedsiębiorstwo Ogrodnicze przeprowadziło rewitalizację parku; w 1995 r., w północnej części parku, powstał monumentalny pomnik Dekalogu (zobacz »); w latach 2002–03 odtworzono krótki odcinek koryta rzeki Łódki oraz powstał staw, będący pamiątką dawnego szerokiego stawu istniejącego przez cały okres Łodzi rolniczej i pierwsze dekady okresu przemysłowego; w 2005 r., w zachodniej części parku, odsłonięto pomnik Aleksandra Kamińskiego, ideologa harcerstwa, jednego z twórców Szarych Szeregów, a po wojnie wieloletniego pracownika Uniwersytetu Łódzkiego[34];
- (Z)  założenie parku Widzewskiego [inne źródła podają 1953 r.[16]] na terenie należącym do Widzewskiej Fabryki Maszyn, pomiędzy ulicami Niciarnianą, Sobolową i Armii Czerwonej (ob. al. Piłsudskiego); usytuowany w dolinie rzeki Jasień na obszarze dzielnicy Widzew park o powierzchni 7,8 ha powstał według projektu K. Marcinkowskiego i H. Tomaszewskiego; po południowo-wschodniej stronie parku, jako część założenia parkowego, został wybudowany basen pływacki KS „Unia” (od 1978 r. KS „Anilana” Łódź)[16];
- (S)  po raz piąty Łódź była (1 maja) miastem etapowym V Wyścigu Pokoju z Warszawy przez Berlin do Pragi; meta II etapu Warszawa – Łódź (139 km) znajdowała się po raz trzeci na stadionie ZKS „Włókniarz” przy al. Unii (ob. al. Unii Lubelskiej) 2; zwyciężył Czechosłowak – Stanislav Svoboda (3:50:15); 2 maja kolarze wyruszyli z Łodzi do Katowic[30];
- (A)  przewodniczącym Prezydium Rady Narodowej Miasta Łodzi został (w maju) Ryszard Olasek; funkcję pełnił do lutego 1954;
- (S)  zdobycie przez piłkarki ręczne „Unii” Łódź (po raz drugi) mistrzostwa Polski w piłce ręcznej kobiet w wersji 7-osobowej;
- (S)  zdobycie (po raz drugi) przez koszykarzy „Spójni” Łódź (obecnie „Społem” Łódź) mistrzostwa Polski w koszykówce mężczyzn;
- otwarcie (21 lipca) nowej stacji pogotowia ratunkowego przy ul. Sienkiewicza 137/141, z garażami dla 16 karetek;
- (T)  oddanie do użytku (1 października) odcinka trasy tramwajowej łączącego ulice Piotrkowską i al. Kościuszki wzdłuż al. Mickiewicza[15];
- (I)  rozpoczęcie (w październiku) układania pierwszych w Łodzi rur miejskiej sieci ciepłowniczej, podłączonej do centralnej kotłowni, w nowo powstającym osiedlu Zakładu Osiedli Robotniczych na Bałutach;
- (T)  oddanie do użytku (1 grudnia) odcinka trasy tramwajowej łączącego ulice Piotrkowską i al. Kościuszki wzdłuż ul. Zielonej[15];

### 1953

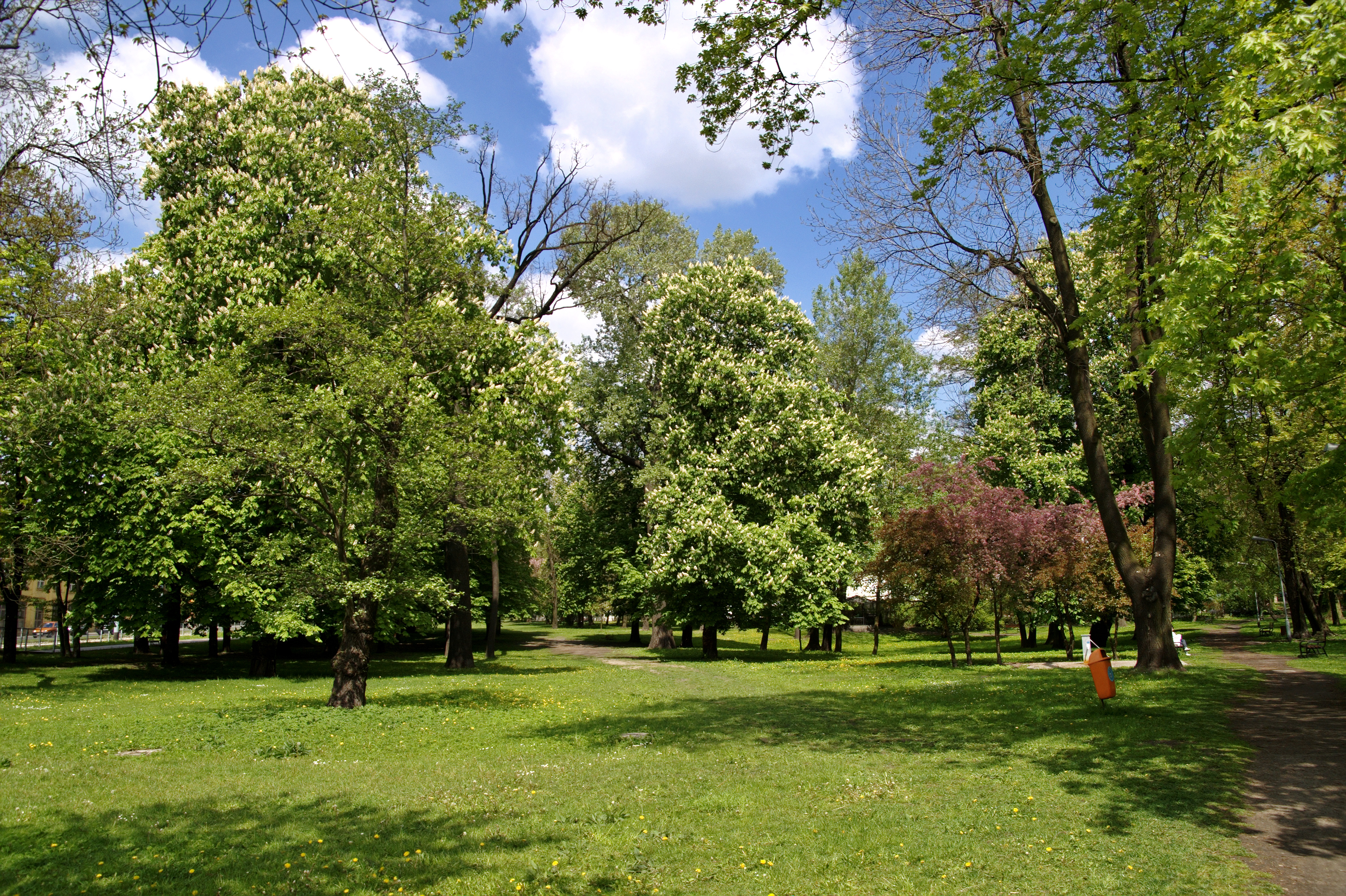
Park im. Jana Kilińskiego (maj 2011)

- (S)  powstanie (2 marca) Spółdzielczego Klubu Sportowego „Start” Łódź;
- (A)  wprowadzenie (11 kwietnia) nowego podziału Łodzi na siedem dzielnic: Bałuty, Chojny, Polesie, Rudę, Staromiejską, Śródmieście i Widzew;
- (S)  po raz szósty Łódź była (13 maja) miastem etapowym VI Wyścigu Pokoju z Pragi przez Berlin do Warszawy; meta XI etapu Stalinogród (wcz. i ob. Katowice) – Łódź (205 km) znajdowała się po raz czwarty na stadionie ZKS „Włókniarz” przy al. Unii (ob. al. Unii Lubelskiej) 2; zwyciężył startujący w barwach Polonii francuskiej Aleksander Pawlisiak (5:30:16); 14 maja kolarze wyruszyli z Łodzi do Warszawy[30];
- (S)  zdobycie przez koszykarzy Włókniarza Łódź (obecnie ŁKS Łódź) mistrzostwa Polski w koszykówce mężczyzn;
- (Z)  powołanie Zarządu Zieleni Miejskiej, którego zadaniem było planowanie, rozbudowa i konserwacja zieleni miejskiej (od 1959 r. Łódzkie Przedsiębiorstwo Ogrodnicze; od 1992 r. Zieleń Miejska Północ i Zieleń Miejska Południe; od 1 października 2012 r. ponownie Zarząd Zieleni Miejskiej)[35];
- (Z)  otwarcie parku miejskiego im. Jana Kilińskiego w rejonie ulic Kilińskiego i 8 Marca (ob. ul. ks. bpa Tymienieckiego) w dzielnicy Widzew; park o powierzchni ponad 3 ha (ob. 2,25 ha) powstał w latach 1950–53 na terenie dawnego prywatnego ogrodu łódzkich przemysłowców – Grohmanów (założony w latach 80. XIX w. przy renesansowej rezydencji Ludwika Grohmana), których własnością pozostawał do wojny; w latach 1945–49 ogród należał do Państwowych Zakładów Przemysłu Bawełnianego nr 1 (od 1948 Zakłady Przemysłu Bawełnianego im. J. Stalina), następnie został przekazany miastu; park leży na linii odpływu wód z parku Źródliska – pierwotnie płynął tu strumień, na którym powyżej obecnego parku stał młyn wodny o nazwie Lamus; wraz z urządzeniem ogrodu w jego środkowej części wykopano staw zbierający nadmiar wód (zasypany w okresie międzywojennym); po 1989 r. wyłączoną z parku część pierwotnej powierzchni założenia (0,79 ha), obejmującą zabytkową willę wraz z towarzyszącym jej wygrodzonym fragmentem parku, sprzedano prywatnej osobie; w parku rośnie obecnie ok. 450 drzew i krzewów zróżnicowanych na 67 taksonów, wśród nich 20 uznano za pomniki przyrody[36];

### 1954

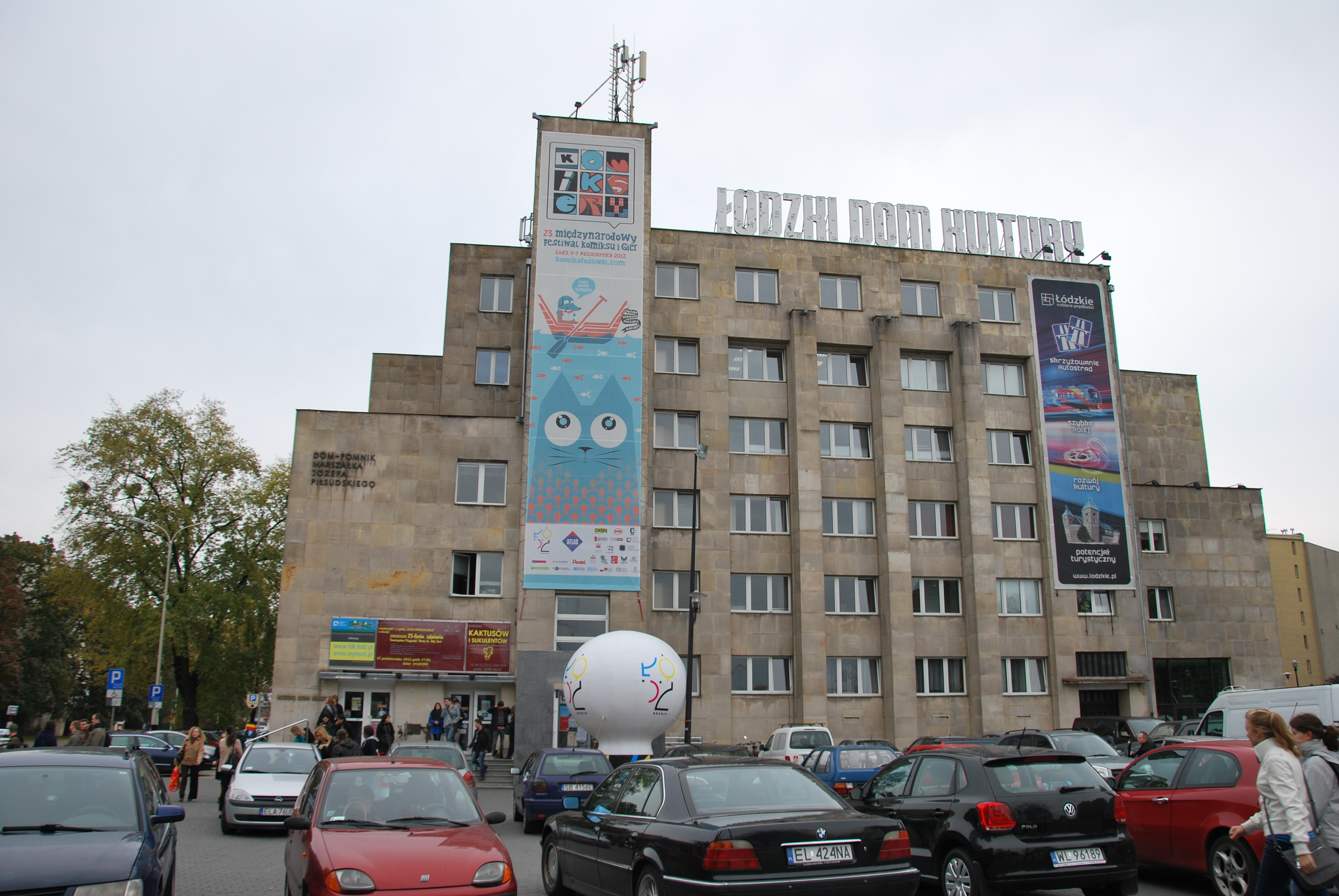
Łódzki Dom Kultury (październik 2012)

- (K)  oficjalne otwarcie (9 stycznia) Wojewódzkiego Domu Kultury w gmachu dawnego Domu-Pomnika im. marszałka Józefa Piłsudskiego przy ul. Traugutta 18 (obecnie Łódzki Dom Kultury);
- (A)  przewodniczącym Prezydium Rady Narodowej Miasta Łodzi został (od 25 lutego) Bolesław Geraga; funkcję pełnił do 22 marca 1956;
- (H)  otwarcie (w kwietniu) pierwszego w Łodzi całodobowego sklepu spożywczego Miejskiego Handlu Detalicznego przy ul. Piotrkowskiej 93;
- (S)  po raz siódmy Łódź była (3 maja) miastem etapowym VII Wyścigu Pokoju z Warszawy przez Berlin do Pragi; meta II etapu Warszawa – Łódź (131 km) znajdowała się po raz piąty na stadionie ZKS „Włókniarz” przy al. Unii (ob. al. Unii Lubelskiej) 2; zwyciężył Polak – Mieczysław Wilczewski (3:08:10); 4 maja kolarze wyruszyli z Łodzi do Stalinogrodu (wcz. i ob. Katowice)[30];
- rozpoczęcie (W czerwcu) budowy Elektrociepłowni EC-2, zaprojektowanej przez inżyniera Mariusza Sowińskiego. W 1957 uruchomiono pierwszy kocioł i turbinę. 19 stycznia 1960 elektrociepłowni nadano imię Włodzimierza  Lenina. Budowę ukończono w 1961, jednocześnie uruchamiając ósmy kocioł i szósty turbozespół[37]. Obiekt z czasem rozbudowano o 2 kotły opalane mazutem[38]. Elektrociepłownia zaopatrywała w ciepło osiedla: Retkinia i Karolew[39].
- (K)  utworzenie (1 lipca) Opery Łódzkiej (obecnie Teatr Wielki); działalność zainaugurowała 18 października wystawieniem Strasznego dworu Stanisława Moniuszki;
- (T)  elektryfikacja linii kolejowej Łódź – Warszawa; pierwszy pociąg elektryczny przybył do Łodzi Fabrycznej z Warszawy Głównej Osobowej 2 października o godz. 14:26 po 2 godz. 17 min. jazdy[40];

### 1955

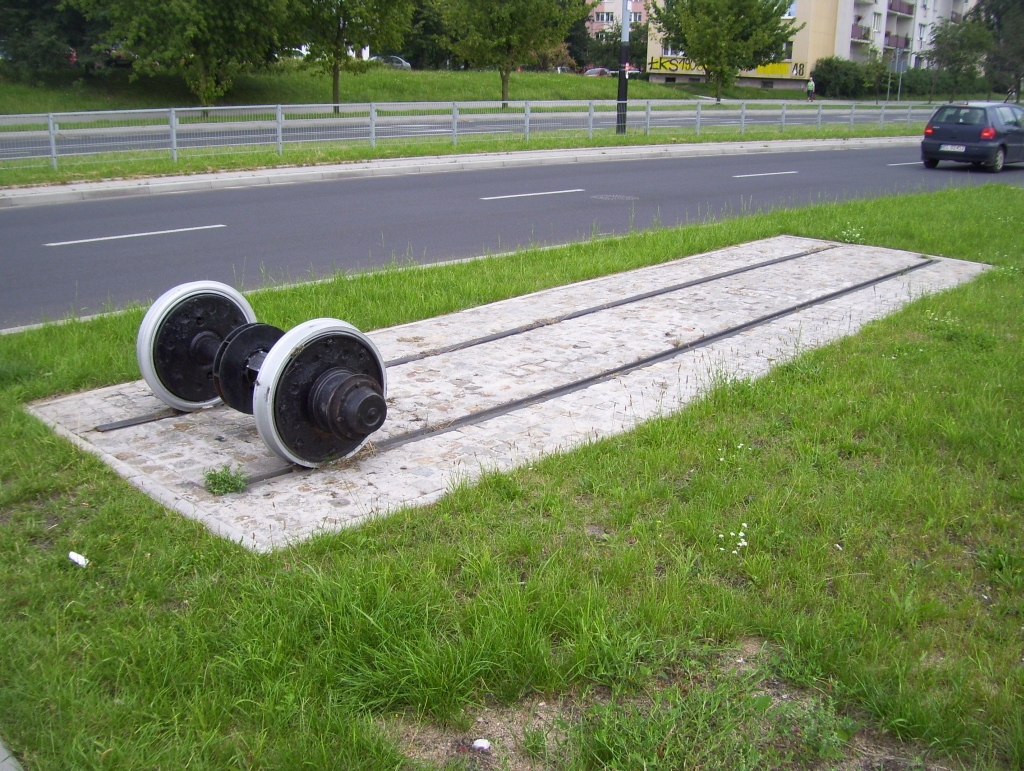
Pomnik „Ośka” upamiętniający pierwszą linię tramwajową na Retkinię
(lipiec 2007)

- (K)  powstanie Studenckiego Teatru Satyrycznego „Pstrąg”; pierwsze przedstawienie odbyło się 6 marca w sali Uniwersytetu Łódzkiego przy ul. Buczka (ob. ul. Kamińskiego) 27;
- (T)  przybycie (25 kwietnia) z Warszawy na dworzec Łódź Fabryczna pierwszego pociągu złożonego z wagonów piętrowych wypożyczonych z NRD[41];
- (I)  uruchomienie (27 kwietnia) podłączenia wodociągowego Łodzi do rzeki Pilicy;
- (T)  przedłużenie (30 kwietnia) linii tramwajowej od dworca Łódź Kaliska na Retkinię ulicami: Karolewską – Bratysławską – Oszczepową (ob. fragment al. ks. kard. Wyszyńskiego) – Retkińską do nowej pętli przy remizie strażackiej[15]; pierwszy tramwaj na tej trasie prowadził przewodniczący PRN Bolesław Geraga[41]. Końcowy odcinek trasy na ul. Retkińskiej zlikwidowano 8 lipca 1978 – pamiątką po nim jest pomnik „Ośka” ufundowany przez łódzki Klub Miłośników Starych Tramwajów i odsłonięty 16 grudnia 2006[42];
- (S)  po raz ósmy Łódź była (16 maja) miastem etapowym VIII Wyścigu Pokoju z Pragi przez Berlin do Warszawy; meta XII etapu Stalinogród (wcz. i ob. Katowice) – Łódź (205 km) znajdowała się po raz szósty na stadionie ZKS „Włókniarz” przy al. Unii (ob. al. Unii Lubelskiej) 2; zwyciężył reprezentant NRD – Gustav-Adolf Schur (5:24:48); 17 maja kolarze wyruszyli z Łodzi do Warszawy[43];
- (E)   (U)  wmurowanie (w maju) kamienia węgielnego pod budowę gmachu Biblioteki Uniwersytetu Łódzkiego przy ul. Matejki 34/38 według projektu Edmunda Orlika; otwarta 19 stycznia 1960; w latach 2003–06 dobudowano na sąsiedniej działce drugi gmach według projektu Andrzeja Pietkiewicza;
- (Z)  oddanie do użytku ośrodka wodnego na śródleśnych stawach w Arturówku w południowo-zachodniej części lasu Łagiewnickiego; w 1960 r. kąpielisko zostało powiększone o drugi staw o pow. 1,5 ha, a trzeci staw o pow. 3,2 ha przeznaczono na ośrodek sportów wodnych (przystań kajakowa i wypożyczalnia sprzętu wodnego); trzy stawy o łącznej pow. 8,4 ha lustra wody stanowią poszerzenie koryta rzeki Bzury; obecnie obiektem administruje MOSiR w Łodzi[44];
- (Z)  założenie parku im. Jana Krasickiego [inne źródła podają 1954 r.[16]] (od 1994 r. park im. gen. Mariusza Zaruskiego) w kwartale pomiędzy ulicami Giewont, Potokową, Skalną i Szczytową, na osiedlu Stoki; usytuowany na terenie zwanym Górką Stokowską (wcześniej było to miejsce wydobywania żwiru) park, o powierzchni ok. 9 ha [inne źródła podają 6 ha[16]], powstał według projektu Kazimierza Chrabelskiego; w 1998 r. w parku ustawiono obelisk z tablicą pamiątkową poświęconą jej obecnemu patronowi[45];
- otrzymanie przez pogotowie ratunkowe samolotu sanitarnego Po-2 – od 12 grudnia stacjonował w hangarze na lotnisku Ligi Przyjaciół Żołnierza w Aleksandrowie Łódzkim[46];
- (K)  powstanie z inicjatywy Seweryna Nowickiego Studia Opracowań Filmów przy ul. Traugutta (później przy ul. Łąkowej 29); było to pierwsze studio dubbingowe powstałe w Polsce po II wojnie światowej;
- (L)  Łódź liczyła 674 172 mieszkańców;

### 1956

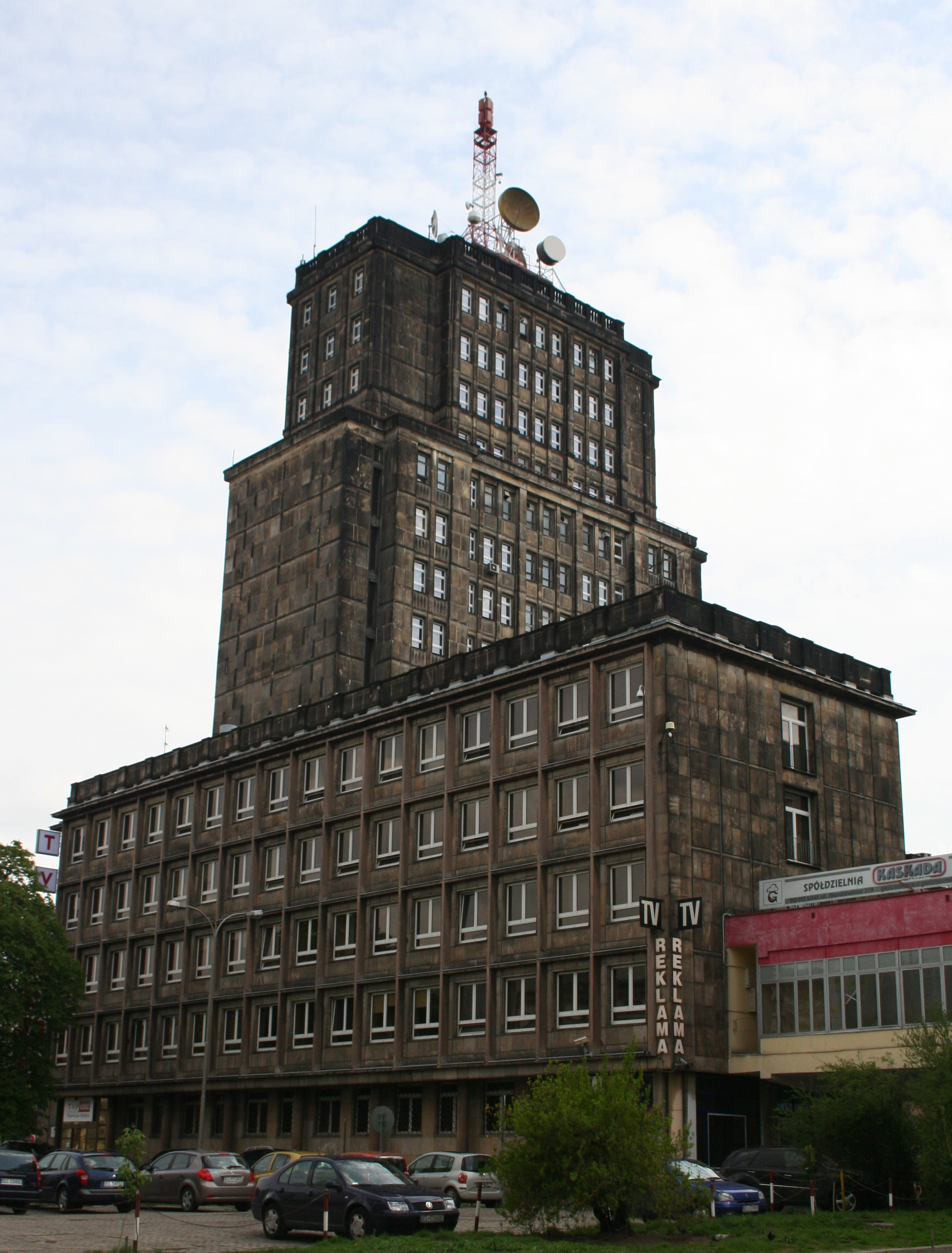
Obecna siedziba TVP3 Łódź przy ul. Narutowicza 13
(maj 2010)

- (Ś)  uruchomienie (22 lutego) regionalnego ośrodka Telewizji Polskiej w Łodzi; pierwszy program – film dokumentalny pt. Halo, tu Polskie Radio Łódź – został nadany 22 lipca o godz. 16:00;
- (S)  po raz dziewiąty Łódź była (3 maja) miastem etapowym IX Wyścigu Pokoju z Warszawy przez Berlin do Pragi; meta II etapu Warszawa – Łódź (140 km) znajdowała się po raz siódmy na stadionie ZKS „Włókniarz” przy al. Unii (ob. al. Unii Lubelskiej) 2; zwyciężył ponownie reprezentant NRD – Gustav-Adolf Schur (3:32:28); 4 maja kolarze wyruszyli z Łodzi do Stalinogrodu (wcz. i ob. Katowice)[43];
- (A)  przewodniczącym Prezydium Rady Narodowej Miasta Łodzi został (od 24 maja) Edward Kaźmierczak; funkcję pełnił do 29 kwietnia 1971;
- (Z)  otwarcie (1 września) Miejskiej Palmiarni w parku Źródliska, spadkobierczyni kolekcji roślin (w tym ponadstuletnich palm) z oranżerii fabrykantów i carskich urzędników;
- (T)  oddanie do użytku (17 września) nowej pętli tramwajowej na ul. Nowotki (ob. ul. Pomorska) przy ul. Przemyskiej (ulicy obecnie nieistniejącej)[15]; pętlę zlikwidowano 18 listopada 1986;
- (T)  uruchomienie (21 października) linii autobusowej nr „57” łączącej ulicą Piotrkowską pl. Wolności z pl. Niepodległości; została zlikwidowana 17 maja 1978[47];
- (K)  pierwszy Międzynarodowy Festiwal Sztuki Cyrkowej (1–15 grudnia), w którym wystąpili artyści m.in. z Austrii, Belgii, Bułgarii, Czechosłowacji, Danii, Finlandii, Francji, Holandii, NRD, RFN, Polski, Turcji i ZSRR;
- (T)  wprowadzenie do eksploatacji nowych autobusów Star N52, nazwanych przez łodzian „stonkami”; w latach 1956–57 do Łodzi sprowadzono łącznie 16 pojazdów; ostatnie trzy wycofano 31 sierpnia 1961[48];
- (I)  zainstalowanie pierwszych 6 lamp jarzeniowych na ul. Piotrkowskiej między ulicami Tuwima a Zamenhofa;

### 1957
- (I)   (T)  zainstalowanie (w styczniu) pierwszych w Łodzi (i w Polsce) luster drogowych na skrzyżowaniach ulic Narutowicza z Sienkiewicza oraz Narutowicza z Kilińskiego[49];
- otwarcie (2 lutego) izby wytrzeźwień przy ul. Deotymy 1 na Dąbrowie[49];
- (I)  zainstalowanie (w marcu) pierwszej w Łodzi budki telefonicznej na pl. Wolności; kolejne 9 umieszczono w najruchliwszych punktach miasta;
- (K) odbył się (18 marca) pierwszy pokaz mody Domu Mody „Telimena”[50][51]. W trakcie rewii zaprezentowano m.in. pastelowe sukienki rypsowe i kretonowe na halkach, przybrane kwiatami[51].
- (O)  powołanie (29 marca) Społecznego Komitetu Łódzkiej Gry Liczbowej „Kukułeczka”; wpływy z gry były przeznaczane na rozwój łódzkiego budownictwa mieszkaniowego i komunalnego. Komitet działał do 31 marca 1959, a dzień później w jego miejsce powstało Przedsiębiorstwo Państwowe Łódzka Gra Liczbowa „Kukułeczka”;
- (T)  wprowadzenie (31 marca) zakazu palenia tytoniu w pojazdach łódzkiej komunikacji miejskiej[49];
- (S)  po raz dziesiąty Łódź była (14 maja) miastem etapowym X Wyścigu Pokoju z Pragi przez Berlin do Warszawy; meta XI etapu Katowice – Łódź (215 km) znajdowała się po raz ósmy na stadionie ŁKS przy al. Unii (ob. al. Unii Lubelskiej) 2; zwyciężył reprezentant Belgii – Louis Proost (5:32:56); 15 maja kolarze wyruszyli z Łodzi do Warszawy[43];
- (S)  zdobycie (20 lipca) przez piłkarzy ŁKS Łódź Pucharu Polski w piłce nożnej; w meczu finałowym łodzianie pokonali Górnika Zabrze 2:1 (1:0); sukces powtórzyła drużyna Widzewa Łódź w 1985 r.;

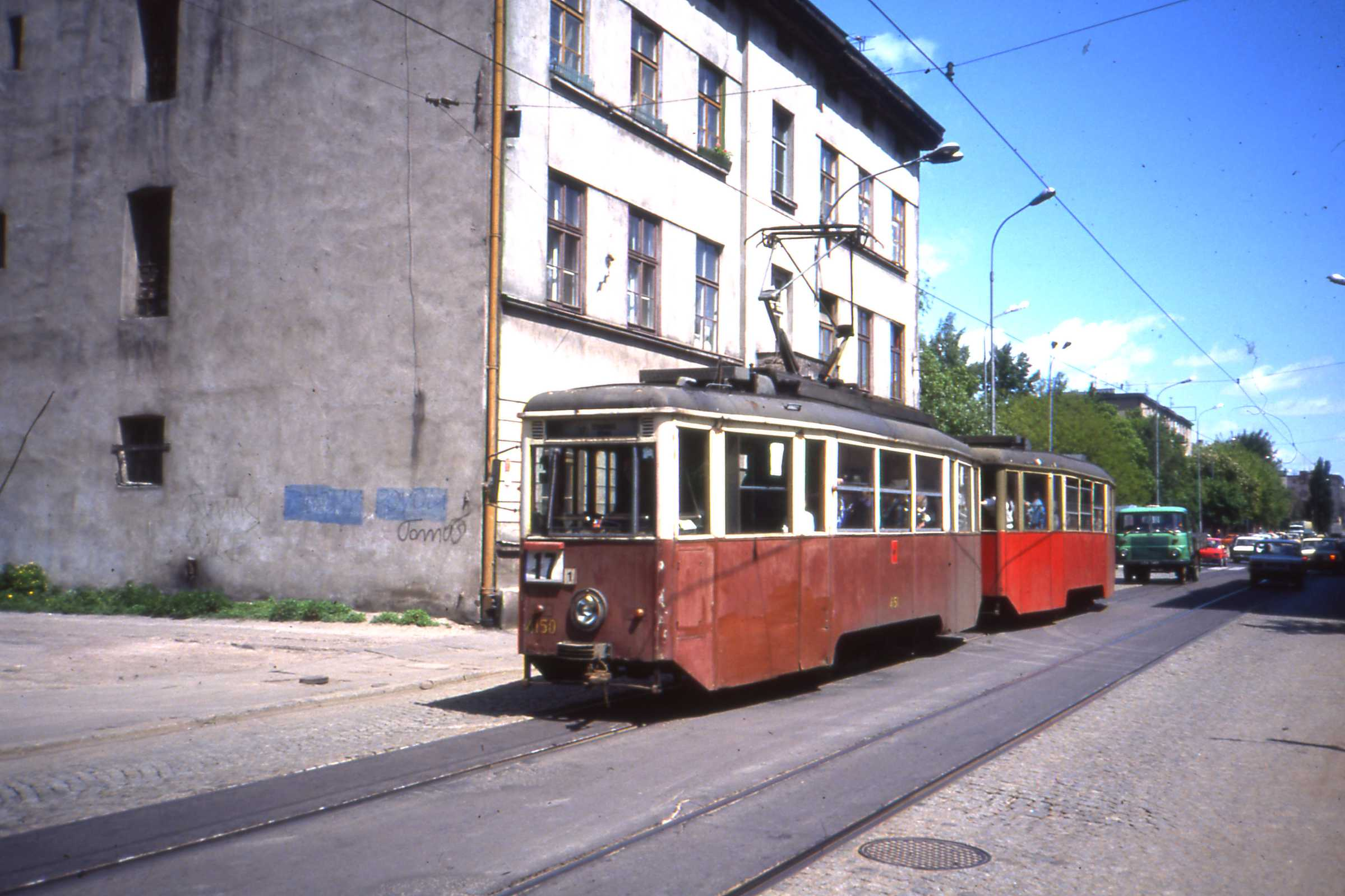
Tramwaj typu 5N+5ND
na ul. Pomorskiej (maj 1991)

- (D)  strajk łódzkich tramwajarzy (12–14 sierpnia) z żądaniami podwyżek płac i poprawy warunków bytowych; w lokalnej prasie został potępiony jako [...] bezrozumne, uparte i warcholskie dążenie jednostek, które zamierzają dezorganizować życie gospodarcze, paraliżować główne nerwy życia miasta, które decydując się na strajk – zdecydowały się na pogorszenie i tak już trudnej sytuacji gospodarczej miasta i kraju[52];
- (T)  rozpoczęcie (3 września) eksploatacji pierwszych tramwajów typu 5N wyprodukowanych przez Chorzowską Wytwórnię Konstrukcji Stalowych; łącznie w latach 1957–62 do Łodzi sprowadzono 181 wagonów nowych oraz 29 używanych z innych miast; od 1974 r. rozpoczęto ich stopniowe wycofywanie, ostatni skład wyjechał na trasę (linii nr „43 bis”) 27 października 1991; większość wagonów serii 5N przejechała w Łodzi ponad 1,5 mln kilometrów, niektóre ponad 2 mln km[53];
- (S)  oddanie do użytku (1 października) Łódzkiej Hali Sportowej przy ul. Worcella 21 (obecnie hala MOSiR przy ul. ks. hm. Skorupki 21), wzniesionej według projektu Włodzimierza Prochaski z Politechniki Gdańskiej;
- (E)  powstanie Wydawnictwa Łódzkiego;

### 1958

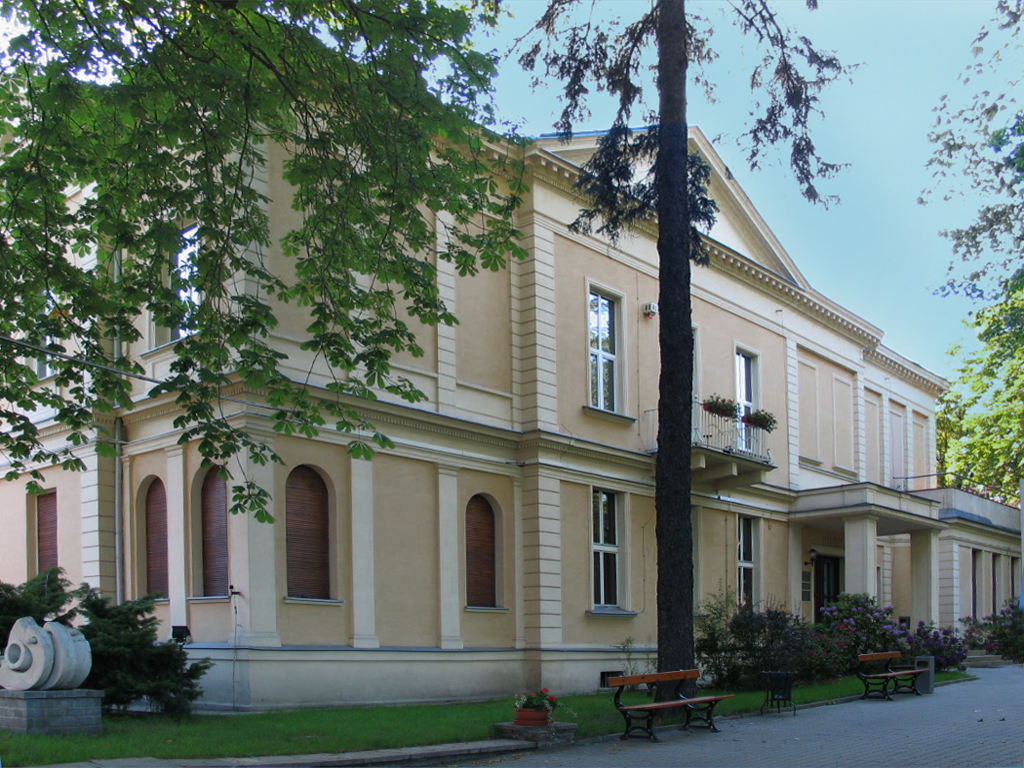
Pałac Oskara Kona – obecnie siedziba rektoratu „Filmówki” (czerwiec 2006)

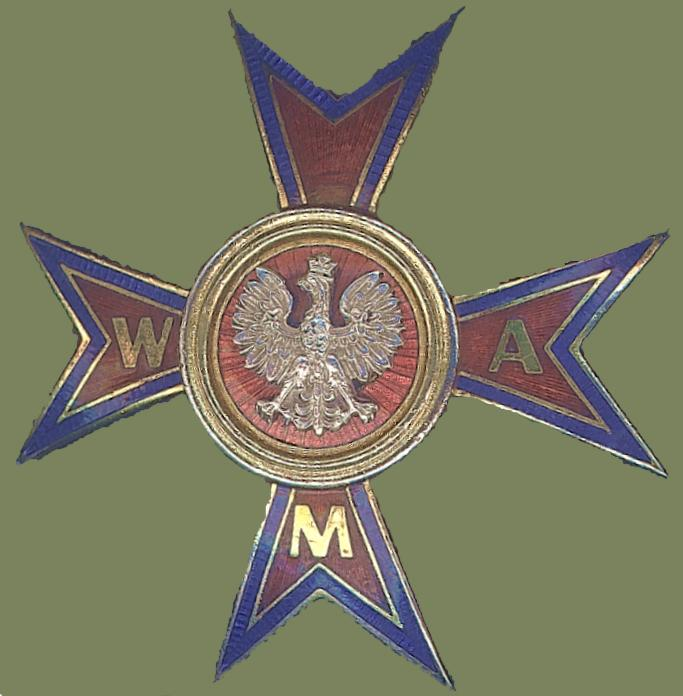
Odznaka absolwenta Wojskowej Akademii Medycznej
(1992–2002)

- (T)  elektryfikacja linii Łódź Kaliska – Łódź Chojny – Łódź Olechów – Bedoń; próbny przejazd pociągu elektrycznego odbył się 31 stycznia[54];
- (I)  początki systemu ciepłowniczego miasta – uruchomienie (14 lutego) pierwszej turbiny w EC-2[55];
- (E)  utworzenie (w kwietniu) Państwowej Wyższej Szkoły Teatralnej i Filmowej (z połączenia działającej od 1949 r. Państwowej Wyższej Szkoły Aktorskiej z istniejącą od 1948 r. Państwową Wyższą Szkołą Filmową) – obecnie PWSFTViT im. Leona Schillera;
- (S)  po raz jedenasty Łódź była (3 maja) miastem etapowym XI Wyścigu Pokoju z Warszawy przez Berlin do Pragi; meta II etapu Warszawa – Łódź (140 km) znajdowała się po raz dziewiąty na stadionie ŁKS przy al. Unii (ob. al. Unii Lubelskiej) 2; zwyciężył reprezentant ZSRR – Wiktor Kapitonow (3:56:44); 4 maja kolarze wyruszyli z Łodzi do Katowic[43];
- (E)   (M)  utworzenie (1 lipca) Wojskowej Akademii Medycznej (na podstawie rozkazu Ministra Obrony Narodowej z dnia 19 maja 1958 r. powołującego WAM od 1 lipca 1958 r.); w początkach swej działalności Akademia w znacznej mierze korzystała z zasobów (personelu, katedr, zakładów i klinik) cywilnej Akademii Medycznej w Łodzi; rozwiązana w 2002 r. (mocą Ustawy Sejmu RP z dn. 27 lipca 2002 r. o powołaniu Uniwersytetu Medycznego w Łodzi, która w miejsce dwóch poprzednio istniejących łódzkich uczelni medycznych, tj. Akademii Medycznej i Wojskowej Akademii Medycznej, powoływała nową, kontynuującą statutowo tradycje obu swoich poprzedniczek);
- (K)  koncert Jana Kiepury w Pałacu Sportu (25 października); wysłuchało go w szczelnie zapełnionej hali ok. 12 000 widzów[56]; śpiewak podczas wizyty w Łodzi zagościł w hotelu „Grand”, gdzie tuż po przybycie do miasta zaśpiewał z hotelowego balkonu na I piętrze „Ninon” i „Umarł Maciek, umarł”; świadkami tego wydarzenia były tłumy łodzian blokujące ulicę Piotrkowską[57]; redaktor „Dziennika Łódzkiego” tak opisał występ słynnego śpiewaka i aktora w Pałacu Sportu:

Nie tylko sam Kiepura jest dalej młodzieńczy, pełen fantazji i werwy. Najbardziej cenne jest przede wszystkim to, że nic nie uronił ze swego wielkiego talentu. Że jego głos nie stracił swojej sugestywnej siły i w dalszym ciągu brzmi w nim szlachetny metal. Że artysta, tak jak przed wojną, zaskakuje nas niesłychanym kunsztem techniki. (...) Program, w którym wzięła udział orkiestra Polskiego Radia pod dyrekcją Konrada Bryzka był bardzo bogaty. Z rzeczy bardziej znanych – utwory Moniuszki, Rossiniego, Bizeta, Marczewskiego. (...) 12 tysięcy łodzian oklaskiwało najbardziej frenetycznie „Kujawiaka” Wieniawskiego oraz śpiewane na bis stare dobrze znane piosenki „Ninon”, „La donna e mobile”, „Umarł Maciek, umarł”, „Tobie śpiewam tę pieśń”, „Brunetki, blondynki”. Tu właśnie pokazał mistrz Kiepura swój lwi pazur i swoją niezrównaną klasę! Nic też dziwnego, że owacjom nie było końca, a artysta bisował chętnie.

- (S)  zdobycie (26 października) przez piłkarzy ŁKS pierwszego dla Łodzi mistrzostwa Polski w piłce nożnej (kolejne w 1998 r.);
- (E)   (U)  wmurowanie (8 listopada) aktu erekcyjnego pod budowę pierwszej w Łodzi Szkoły Tysiąclecia Państwa Polskiego przy ul. Pojezierskiej 45/51; szkołę otwarto 19 stycznia 1960;
- (T)  wprowadzenie do eksploatacji autobusów San H01B; łącznie do Łodzi dostarczono 87 pojazdów, ostatnie wycofano w 1967 r.[58];

### 1959

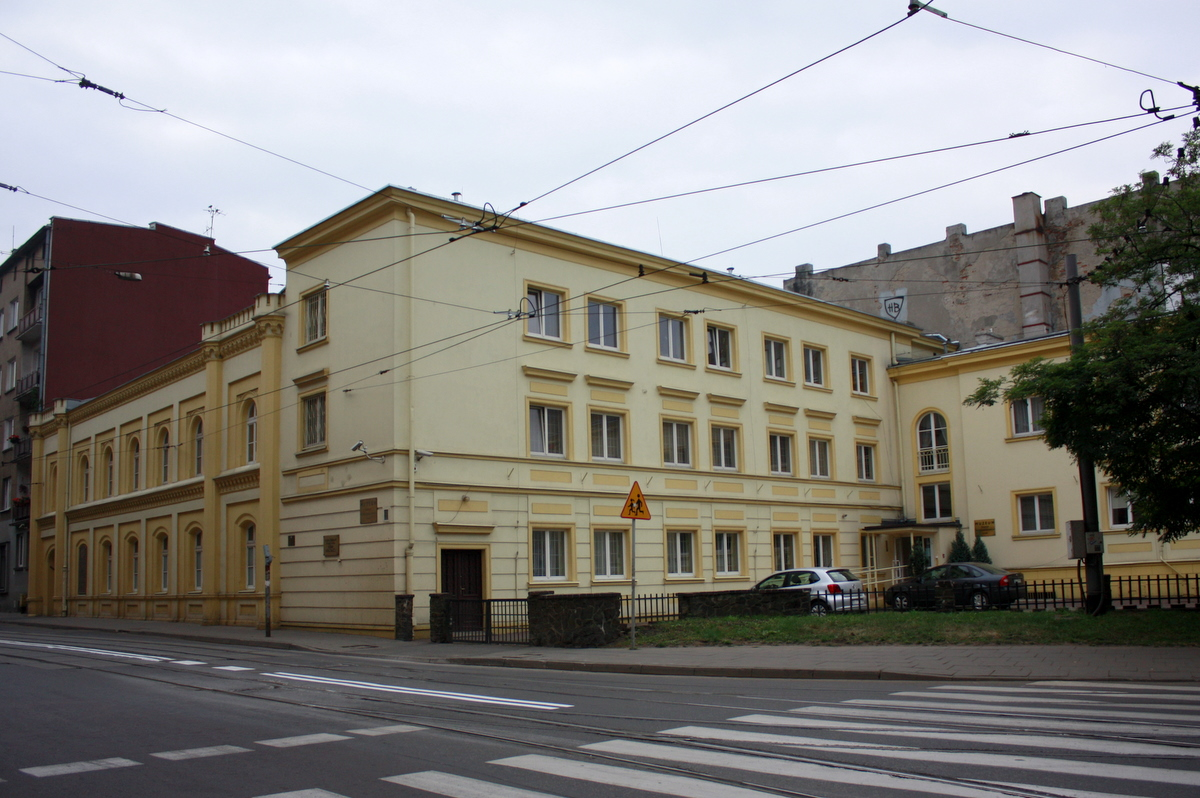
Siedziba Muzeum Tradycji Niepodległościowych
przy ul. Gdańskiej 13
(wrzesień 2011)

- (A)  włączenie (1 stycznia) w granice miasta osady Huty Aniołów z gromady Brużyca Wielka – obszar Łodzi powiększył się o 2,286 ha do 21 203 ha[11];
- (E)   (K)  utworzenie (w styczniu) Muzeum Historii Ruchu Rewolucyjnego z siedzibą w gmachu byłego więzienia carskiego przy ul. Gdańskiej 13 (od 1 stycznia 1990 r. Tradycji Niepodległościowych, z oddziałem na Radogoszczu); muzeum otwarto dla zwiedzających 16 października 1960;
- (T)  oddanie do użytku (2 lutego) nowej pętli tramwajowej na ul. Limanowskiego przy ul. Grunwaldzkiej[15]; istniała do 4 lipca 1965;
- (G)  oddanie do eksploatacji (5 marca) gazociągu Górny Śląsk – Łódź oraz stacji redukcyjno-pomiarowej na Chojnach;
- (M)   (U)  oficjalne otwarcie (10 maja) szpitala pediatrycznego przy ul. Spornej 36/50 (obecnie Uniwersyteckie Centrum Pediatrii im. Marii Konopnickiej w Łodzi)[59][60];
- (S)  po raz dwunasty Łódź była (15 maja) miastem etapowym XII Wyścigu Pokoju z Berlina przez Pragę do Warszawy; meta XII etapu Katowice – Łódź (167 km) znajdowała się po raz dziesiąty na stadionie ŁKS przy al. Unii (ob. al. Unii Lubelskiej) 2; zwyciężył reprezentant Włoch – Romeo Venturelli (4:24:32); 16 maja kolarze wyruszyli z Łodzi do Warszawy[61];
- (Ś)  powstanie (18 maja) na Politechnice Łódzkiej Studenckiego Radia „Żak”;
- (O)  reaktywowanie (27 listopada) Towarzystwa Przyjaciół Łodzi;
- (M)   (U)  otwarcie (29 grudnia) największego w Polsce szpitala zakaźnego przy ul. Teresy 6 (obecnie Wojewódzki Specjalistyczny Szpital im. dr. Wł. Biegańskiego przy ul. Kniaziewicza 1/5);
- (T)  wprowadzenie do eksploatacji pierwszych dziesięciu węgierskich autobusów Ikarus 620; łącznie w latach 1959–71 do Łodzi sprowadzono 258 pojazdów, a ich użytkowanie zakończono 30 czerwca 1978, pozostawiając jeszcze do końca roku kilkanaście jako rezerwę[62];
- (L)  liczba mieszkańców Łodzi przekroczyła 700 000;

### 1960

Podział na dzielnice

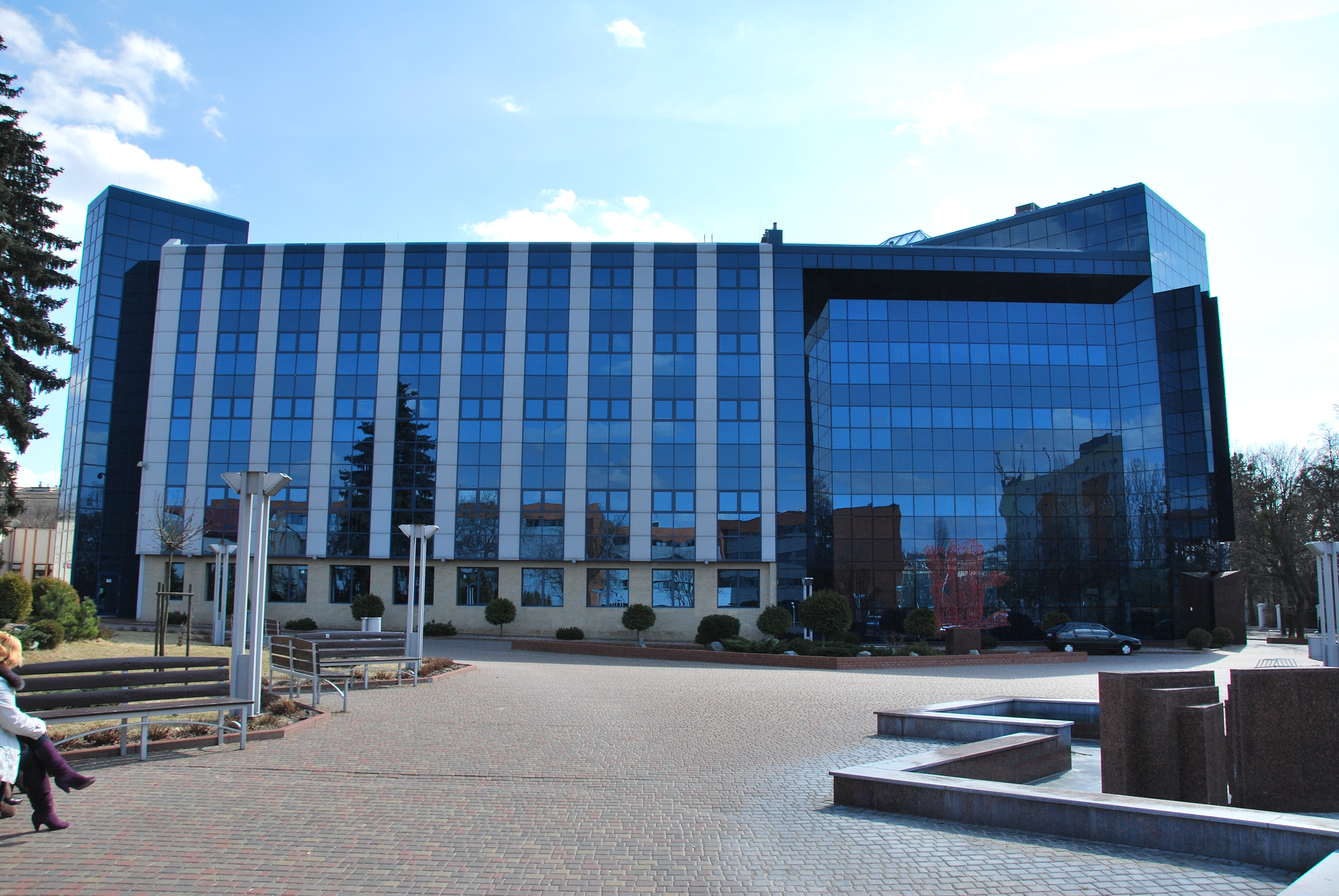
Biblioteka Uniwersytetu Łódzkiego (marzec 2011)

- (A)  wprowadzenie (1 stycznia) nowego podziału Łodzi na pięć dzielnic: Bałuty, Górną, Polesie, Śródmieście i Widzew; w kolejnych latach powierzchnia poszczególnych dzielnic wielokrotnie ulegała zmianie, odbywało się to jednak nie kosztem dzielnicy sąsiedniej, ale podłódzkich miejscowości, które sukcesywnie włączano w obręb miasta; ostatnia duża zmiana miała miejsce 1 stycznia 1988 roku, kiedy to dość znacznie powiększono obszar dzielnicy Widzew i Górna; podział na dzielnice obowiązywał do 31 grudnia 1992, a od 1 stycznia 1993 został formalnie zniesiony;
- (E)   (K)  utworzenie (1 stycznia) Muzeum Historii Włókiennictwa (obecnie Centralne Muzeum Włókiennictwa) w zabytkowym gmachu Białej Fabryki Ludwika Geyera; muzeum zostało otwarte dla zwiedzających 30 kwietnia 1961;
- (T)  przedłużenie (1 stycznia) trasy tramwajowej wzdłuż al. Politechniki od ul. Świerczewskiego (ob. ul. Radwańska) do ul. Wróblewskiego; oddano też do użytku odcinek wzdłuż ulic Wólczańskiej i ks. Skargi od ul. Czerwonej do ul. Piotrkowskiej[15];
- (E)   (U)  otwarcie (19 stycznia) pierwszej w Łodzi Szkoły Tysiąclecia Państwa Polskiego przy ul. Pojezierskiej 45/51 – Szkoły Podstawowej nr 161 (od 1 września także siedziba XXII Liceum Ogólnokształcącego im. dr. S. Kopcińskiego i Zasadniczej Szkoły Metalowo-Elektrycznej); otwarcia dokonał I sekretarz KC PZPR Władysław Gomułka[63][64];
- (W)  przyznanie (19 stycznia) po raz pierwszy Honorowej Odznaki Miasta Łodzi. Prezydium Rady Narodowej Miasta Łodzi odznaczyło 29 osób, w tym jako pierwszego Władysława Gomułkę, a następnie m.in.: Michalinę Tatarkównę-Majkowską, Ignacego Logę-Sowińskiego, Kazimierza Dejmka, Tadeusza Kotarbińskiego i dowódcę wojsk radzieckich, które wkroczyły do Łodzi w 1945 – generała Władimira Kołpakczi[65][66].
- (E)   (U)  otwarcie (19 stycznia) nowego gmachu Biblioteki Uniwersytetu Łódzkiego przy ul. Matejki 34/38[67];
- (T)  oddanie do użytku (16 kwietnia) trasy tramwajowej łączącej ul. Narutowicza z ul. Nowotki (ob. ul. Pomorska) wzdłuż ul. Konstytucyjnej[15];
- (T)  likwidacja (19 kwietnia) trasy tramwajowej na ul. Sterlinga między ul. Narutowicza a ul. Nowotki (ob. ul. Pomorska)[15];
- (T)  wycofanie (1 maja) tramwajów z ul. Piotrkowskiej na odcinku od pl. Wolności do ul. Żwirki[15]; torowiska między pl. Wolności a al. Mickiewicza zostały usunięte dopiero w latach 1992–97 podczas remontu ulicy, zaś na odcinku od al. Mickiewicza do ul. Żwirki stare torowisko usunięto w 2014 r., zastępując je nowym;
- (T)  uruchomienie (1 maja) pierwszej nocnej linii autobusowej (oznaczonej literą „N”) na trasie pl. Niepodległości – Piotrkowska – pl. Wolności – Nowomiejska – Zgierska – Bałucki Rynek; linię zlikwidowano 4 marca 1968, zastępując ją nową o numerze „151”[68];
- (S)  po raz trzynasty Łódź była (8 maja) miastem etapowym XIII Wyścigu Pokoju z Pragi przez Warszawę do Berlina; meta VI etapu Katowice – Łódź (211 km) znajdowała się po raz jedenasty na stadionie ŁKS przy al. Unii (ob. al. Unii Lubelskiej) 2; zwyciężył reprezentant NRD – Egon Adler (5:14:06); 9 maja kolarze wyruszyli z Łodzi do Warszawy[61];
- (U)  oddanie do użytku (21 lipca) części osiedla mieszkaniowego im. Włady Bytomskiej (imię zniesiono 3 grudnia 1990) oraz stadionu Spółdzielczego Klubu Sportowego „Start” Łódź przy ul. Teresy (ob. ul. św. Teresy od Dzieciątka Jezus) 56/58; w tym samym dniu odsłonięto odbudowany pomnik Tadeusza Kościuszki;
- (Z)  utworzenie parku im. gen. Jarosława Dąbrowskiego w kwartale pomiędzy ulicami Rzgowską, Jarosława Dąbrowskiego, Podmiejską i Stanisława Jachowicza w dzielnicy Górna (powierzchnia 6,5 ha); park powstał w latach 1960–64 według projektu Kazimierza Chrabelskiego na terenach częściowo rolniczych, częściowo po rozebranych budynkach fabrycznych; już podczas budowy powierzchnię parku znacznie ograniczono, lokalizując w nim obiekty sportowe MKS „Metalowiec”[16];
- (Z)  utworzenie parku przy ul. Gabrieli Zapolskiej (ob. skwer im. Maksymiliana Kolbego) położonego pomiędzy ulicami Tatrzańską, Alojzego Felińskiego i Lucjana Rydla (powierzchnia 2,1 ha); park powstał w latach 1960–64 na potrzeby budowanego w tym samym okresie osiedla Dąbrowa; w latach 80. XX w. wyłączono południową część skweru pod budowę kościoła parafii św. Maksymiliana Marii Kolbego; w zachodniej części parku, od strony ul. Tatrzańskiej, znajduje się rzeźba Łabędzie[16];
- (W)  nadanie Łodzi (14 października) Orderu Budowniczych Polski Ludowej; Łódź była pierwszym z pięciu miast, którym władze PRL przyznały to wyróżnienie[69];
- (L)  Łódź liczyła 709 698 mieszkańców;

### 1961

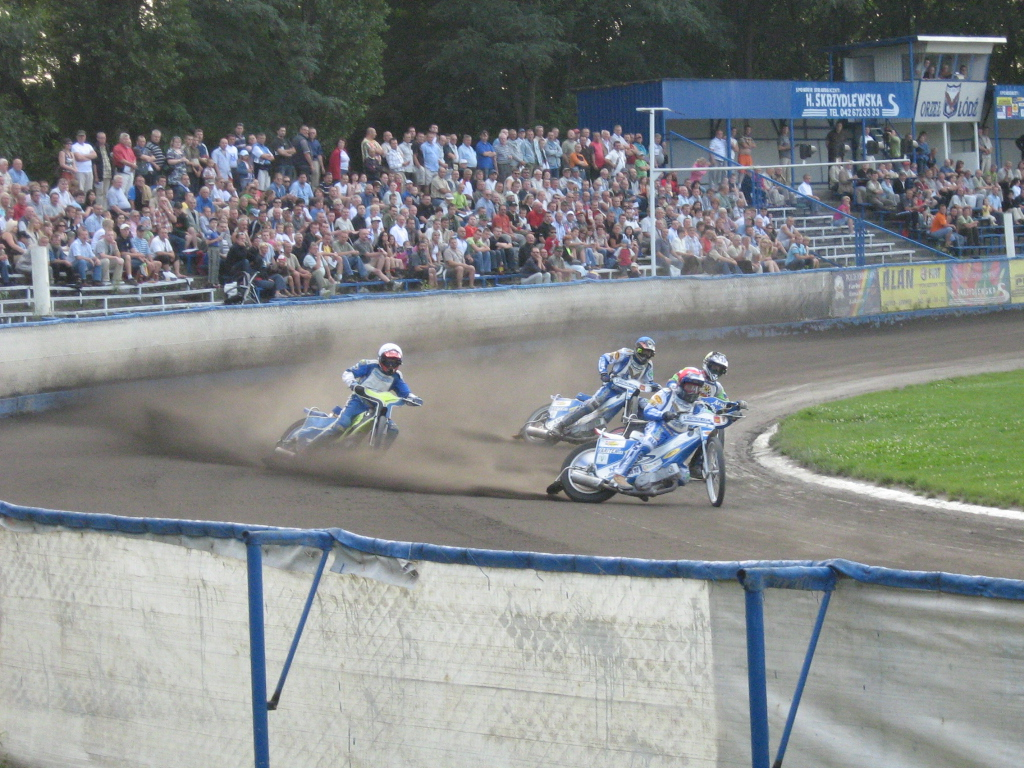
Zawody żużlowe
na stadionie „Orła” Łódź (sierpień 2007)

- (T)  oddanie do użytku (21 stycznia) zajezdni autobusowej przy ul. Kraszewskiego (istniała do 2008 r.)[70];
- (D)  wielki pożar zabudowań fabrycznych przy ul. Więckowskiego 35 (25/26 stycznia), użytkowanych przez Spółdzielnię Pracy „Kotlarz”, Spółdzielnię Pracy im. G. Dui i dwie inne spółdzielnie włókiennicze. Ogień pojawił się późnym wieczorem; jego gaszenie, utrudnione przez 15-stopniowy mróz, trwało ponad 12 godzin; zapalił się też dach kamienicy po przeciwnej stronie ulicy, a wiatr przenosił płonące żagwie aż do ul. Obrońców Stalingradu (ob. ul. Legionów); fabryka spłonęła doszczętnie, wraz z urządzeniami, magazynami, surowcami i gotowymi wyrobami; straty oszacowano wstępnie na ponad 13 mln złotych, ranni zostali jeden robotnik i jeden strażak[71]. W miejscu po spalonej fabryce oddano do użytku we wrześniu 1964 r. gmach Szkoły Podstawowej nr 36 im. Aleksandra Zawadzkiego (obecnie im. Zenona Wasilewskiego);
- (P)  masówki, wiece i rezolucje protestacyjne w łódzkich zakładach pracy po ujawnieniu zabójstwa Patrice’a Lumumby (15–17 lutego)[72][73]; 27 lutego Prezydium Rady Narodowej m. Łodzi podjęło uchwałę o przemianowaniu ul. Bystrzyckiej na ul. Patrice’a Lumumby[74], od której później powstała potoczna nazwa położonego w jej rejonie osiedla studenckiego Uniwersytetu Łódzkiego – Lumumbowo;
- (K)  koncert peruwiańskiej śpiewaczki Ymy Súmac (29 marca) w Hali Sportowej przy ul. Worcella (ob. ul. ks. Skorupki) 21; artystce towarzyszyły Orkiestra Łódzkiej Rozgłośni Polskiego Radia pod batutą Henryka Debicha oraz dwie tancerki, których występy recenzent ocenił jako bardzo słabe i nieciekawe, podobnie jak kompozycje Moisesa Vivanco, męża śpiewaczki, wykonane przez orkiestrę[75][76];
- (T)  przedłużenie (21 lipca) trasy tramwajowej wzdłuż al. Politechniki od ul. Wróblewskiego do budowanego ronda Titowa (ob. rondo Lotników Lwowskich)[77];
- (Ś)  wmurowanie (21 lipca) aktu erekcyjnego pod budowę Łódzkiej Drukarni Dziełowej przy ul. Rewolucji 1905 r. 45, według projektu Jerzego Brandysiewicza; próbny rozruch przeprowadzono 22 lipca 1965, normalną działalność podjęła 17 stycznia 1966;
- (S)  po raz siódmy Łódź była (30 lipca) miastem etapowym 18. Wyścigu Kolarskiego dookoła Polski (obecnie Tour de Pologne); meta VIII etapu Inowrocław – Łódź (193 km) znajdowała się po raz piąty na torze kolarskim w parku parku Helenów; zwyciężył Polak Józef Jochem (3:50:00); najlepszy z łodzian – Stanisław Świercz (ŁKS „Włókniarz”) – był na mecie 40. (4:00:56); w Łodzi wyścig się zakończył;
- (T)  eksperymentalne wprowadzenie (po raz pierwszy w Polsce) na okres 31 lipca – 30 września samoobsługi w autobusach linii nr „57”; w 20 pojazdach zainstalowano pierwsze automatyczne kasowniki[78];
- (I)  zainstalowanie (31 sierpnia) 40 nowych ulicznych lamp rtęciowych dających światło zbliżone do dziennego; 20 lamp założono na pl. Wolności, pozostałe – w rejonie skrzyżowania ulic Narutowicza i Sienkiewicza;
- (Z)  utworzenie parku im. „Promienistych” (od 1991 r. park im. Szarych Szeregów) w kwartale pomiędzy ulicami Głowackiego, Staszica, Plater, Górniczą, Marysińską i Boya-Żeleńskiego (powierzchnia 15 ha); park powstał w latach 1961–64 według projektu Kazimierza Chrabelskiego na zrekultywowanych terenach dawnych wyrobisk i wysypisk; w południowej części parku powstała pływalnia z ośrodkiem wypoczynkowym; 9 maja 1971 r. w środkowej części parku odsłonięto pomnik Martyrologii Dzieci (tzw. pomnik Pękniętego Serca), autorstwa Jadwigi Janus[79];
- (S)   (U)  otwarcie nowych stadionów: WKS „Orzeł” Łódź przy ul. 22 Lipca (ob. ul. 6 Sierpnia) 71 oraz KS „Włókniarz” Łódź przy ul. Milionowej 12;
- (A)  przyłączenie do Łodzi (31 grudnia) części wsi Starowa Góra; obszar miasta zwiększył się o 21,06 ha do 21 225 ha[11];
- (K)  koncert Marina Mariniego w Hali Sportowej przy ul. Worcella (ob. ul. ks. Skorupki) 21;

### 1962

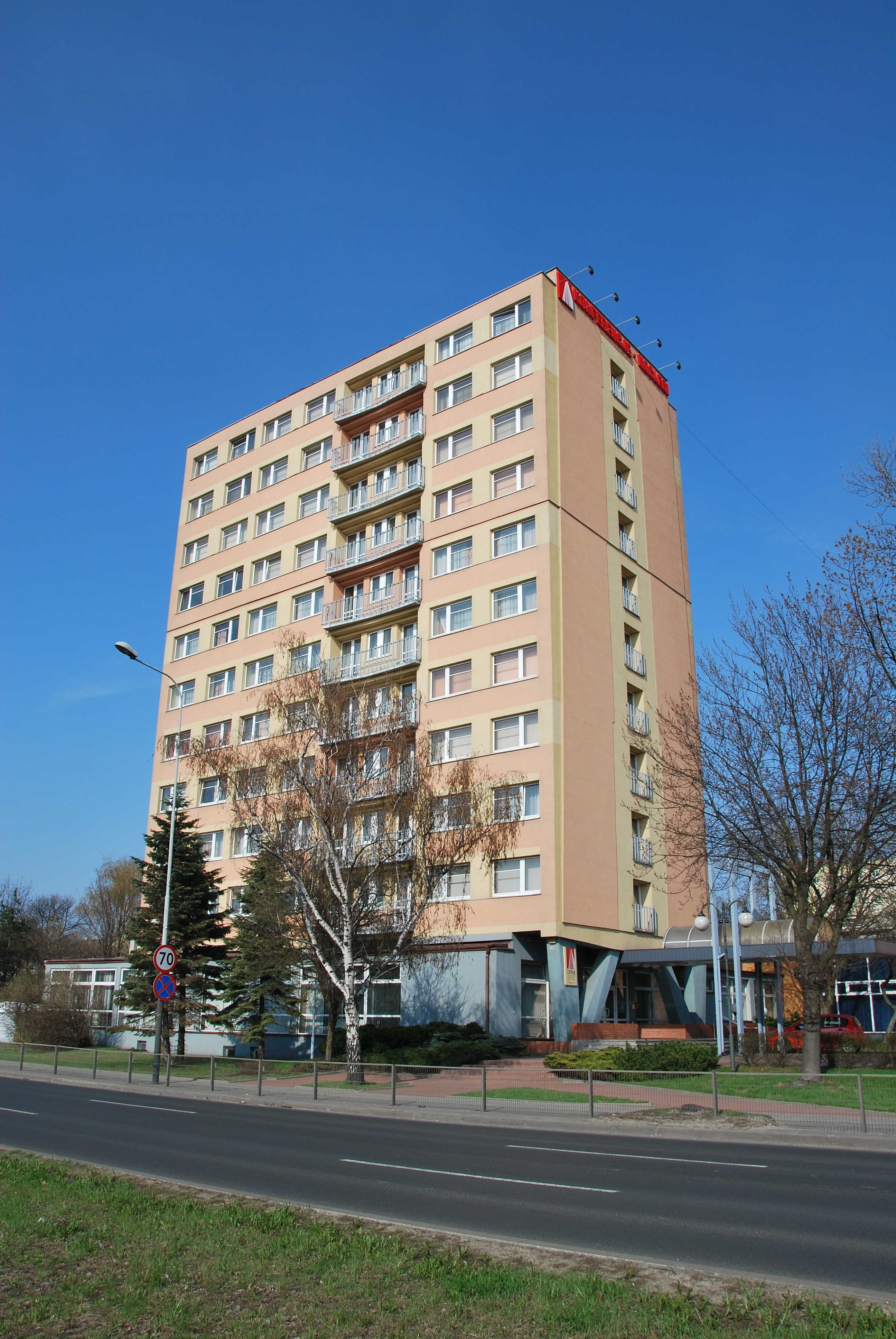
Gmach Centrum Szkoleniowo-Konferencyjnego UŁ (kwiecień 2012)

- (T)  wprowadzenie (2 stycznia) samoobsługi w tramwajach linii okólnej „O”; 1 lutego powrócono do obsługi konduktorskiej[77];
- (G)  powstanie (w styczniu) w dawnej fabryce Karola Scheiblera kombinatu przemysłowego pod nazwą Łódzkie Zakłady Przemysłu Bawełnianego im. Obrońców Pokoju (później „Uniontex”);
- (E)   (U)  wmurowanie (30 kwietnia) aktu erekcyjnego pod budowę gmachu Studium Języka Polskiego dla Cudzoziemców przy ul. Kopcińskiego 16/18, znanego później jako „wieża Babel” (obecnie Centrum Szkoleniowo-Konferencyjne UŁ);
- (H)   (U)  wmurowanie (9 czerwca) aktu erekcyjnego pod budowę nowego dwupiętrowego pawilonu handlowego „Motozbytu” przy ul. ks. Skargi;
- (T)  oddanie do użytku (8 lipca) nowej pętli tramwajowej przy ul. Popioły w Rudzie Pabianickiej (zlikwidowano ją 24 lipca 1996)[80];
- (H)   (U)  wmurowanie (21 lipca) aktu erekcyjnego pod budowę Państwowego Domu Towarowego „Uniwersal ”przy pl. Niepodległości 4 (obecnie Centrum Handlowe Unicity)[81]; otwarty 30 września 1966, był w Łodzi pierwszym wielkim domem handlowym (powierzchnia ok. 10 000 m²) i pierwszym budynkiem z ruchomymi schodami;
- (G)  uruchomienie (w lipcu) pierwszej hali montażowej Fabryki Transformatorów i Aparatury Trakcyjnej „Elta” przy ul. Aleksandrowskiej 67/93 (obecnie ABB Elta Spółka z o.o.); kolejne hale uruchomiono w 1963, a budowę całej fabryki zakończono w 1964 r.[82];
- (T)   (U)  ukończenie (w sierpniu) budowy ronda Titowa (ob. rondo Lotników Lwowskich);
- (H)  otwarcie (17 września) pierwszego w Polsce Domu Sprzedaży Wysyłkowej przy ul. Limanowskiego 166, urządzonego na wzór lipskiego DSW;
- (T)  sprowadzenie (4 października) pierwszych pięciu autobusów San H25B; później do Łodzi dostarczono ich jeszcze 14, ostatnie wycofano z ruchu w 1967[58];

### 1963

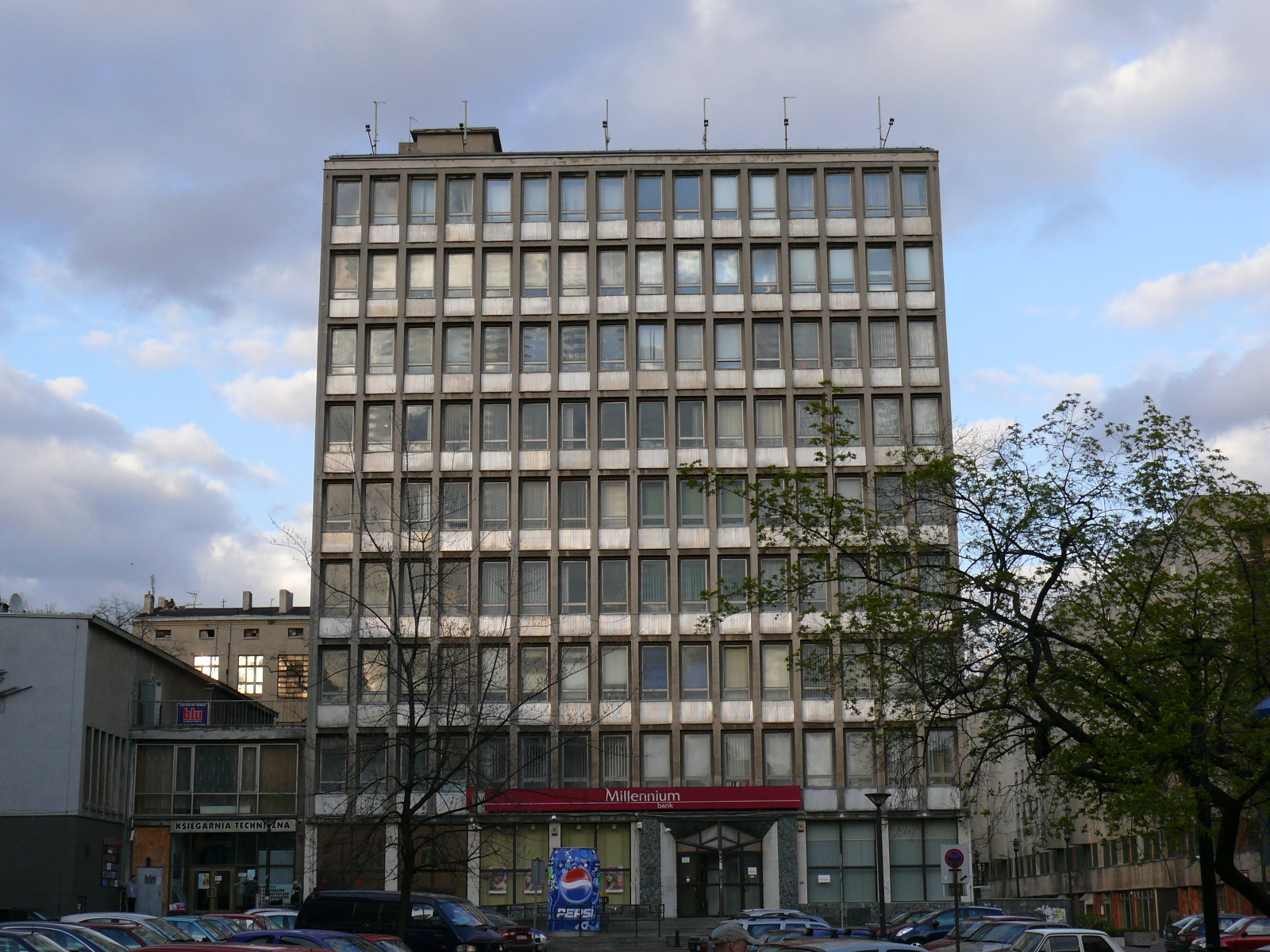
Dom Technika
(kwiecień 2007)

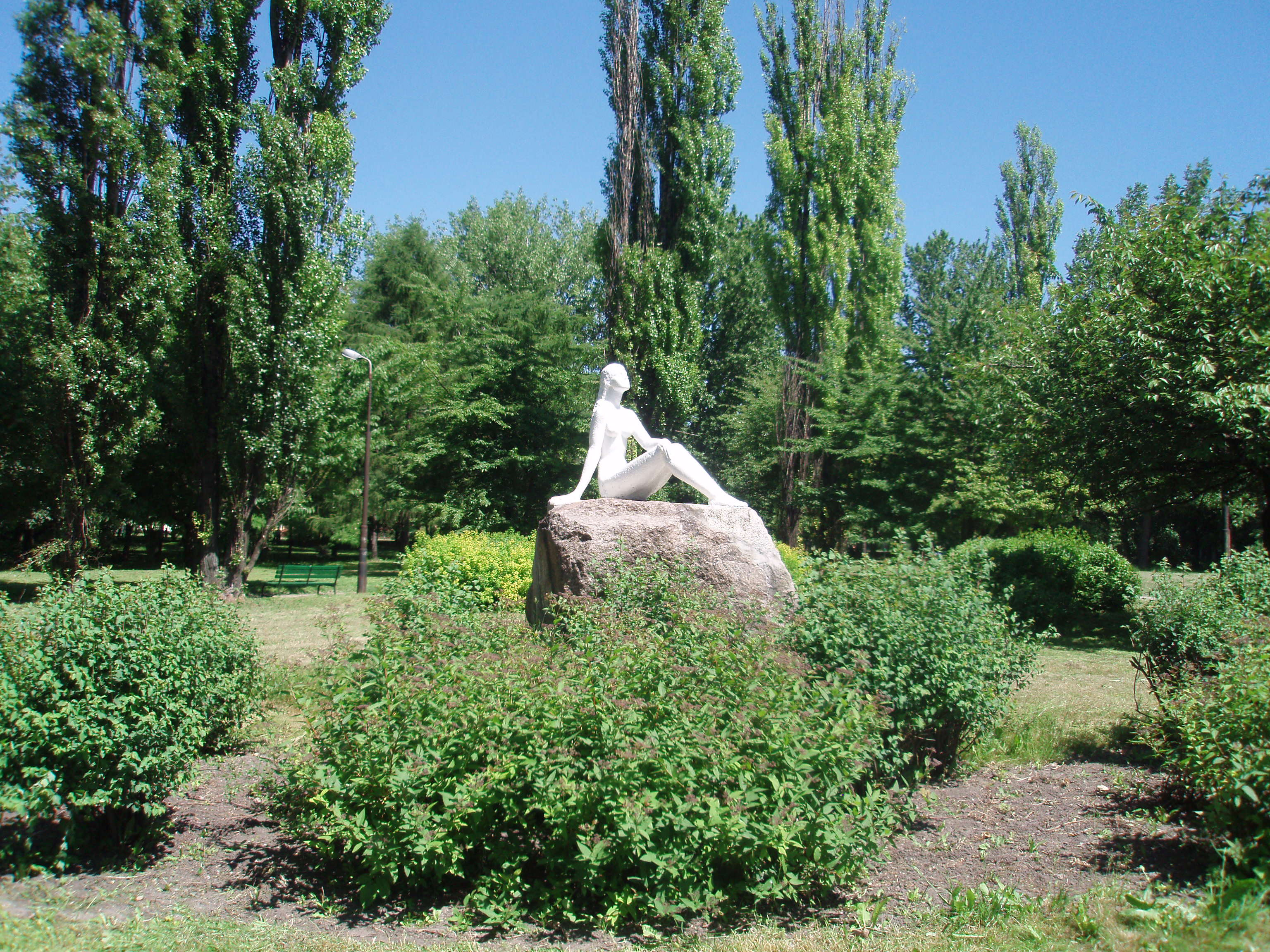
Skwer Dubaniewicza
(czerwiec 2008)

- (T)  oddanie do użytku (7 stycznia) nowych pętli tramwajowych na ul. Szczecińskiej i na Dąbrowie przy linii kolei obwodowej[77];
- (T)  oddanie do użytku (29 stycznia) nowej pętli tramwajowej na ul. Przybyszewskiego przy ul. Tatrzańskiej (istniała do 29 października 1978)[77];
- (H)   (U)  otwarcie (4 kwietnia) pierwszego w Łodzi samoobsługowego baru „Balaton” na 189 miejsc przy ul. Struga 6/10; na piętrze znajdowała się kawiarnia na 160 miejsc;
- (T)  przedłużenie (1 maja) trasy tramwajowej wzdłuż ul. Zielonej od pl. 9 Maja (ob. pl. Hallera) do nowej pętli przy ul. Obrońców Stalingradu (ob. ul. Legionów); jednocześnie zlikwidowano pętlę na pl. 9 Maja (ob. pl. Hallera)[77];
- (U)  wmurowanie (20 lipca) aktu erekcyjnego pod budowę Domu Technika przy pl. Komuny Paryskiej 5a;
- (K)  koncert Dalidy (w trzeciej dekadzie lipca) w Hali Sportowej przy ul. Worcella (ob. ul. ks. Skorupki) 21;
- (T)  wprowadzenie do eksploatacji (27 lipca) na linii nr „9” pierwszego zmodernizowanego w Łodzi tramwaju 5N+5ND z automatycznie otwieranymi i zamykanymi drzwiami, miękkimi fotelami dla pasażerów, zamontowanym na stałe fotelem motorniczego i kierownicą zamiast tradycyjnej korby nastawnika, a także z głośnikami, przez które motorniczy mógł przekazywać informacje pasażerom. Był to jedyny taki skład – planowane 20 kolejnych nigdy nie powstało z uwagi na wysokie koszty i długi czas modernizacji; z ruchu został wycofany w 1978 roku[53]. W pierwszym kursie tramwaju uczestniczył minister gospodarki komunalnej Mieczysław Sroka[83];
- (Z)  utworzenie parku Młodości (ob. skwer im. Henryka Dubaniewicza) położonego pomiędzy ulicami Paderewskiego, Strycharską, Ciołkowskiego i Zakopiańską (powierzchnia 5 ha); park powstał w latach 1963–64; centralnym punktem skweru jest zmodernizowana w latach 1998–99 fontanna, a od strony ul. Paderewskiego znajduje się biała rzeźba przedstawiająca młodą kobietę[16];
- (T)  wprowadzenie (8 października) sprzedaży okresowych biletów pracowniczych na konkretne linie, zwanych w Łodzi „migawkami”[77];
- (V)  wizyta w Łodzi radzieckich kosmonautów Walentiny Tierieszkowej (24–26 października) i Walerija Bykowskiego (25–26 października);
- (T)  sprowadzenie (16 listopada) pierwszych trzech autobusów Jelcz 272 MEX (pierwszy raz wyjechały na trasę linii „57” 1 stycznia 1964); do 1977 r. Łódź otrzymała łącznie ok. 640 pojazdów, ostatnie cztery wycofano 29 lutego 1984[84];
- (K)  koncert Paula Anki (17 listopada) w Hali Sportowej przy ul. Worcella (ob. ul. ks. hm. Skorupki) 21;

### 1964

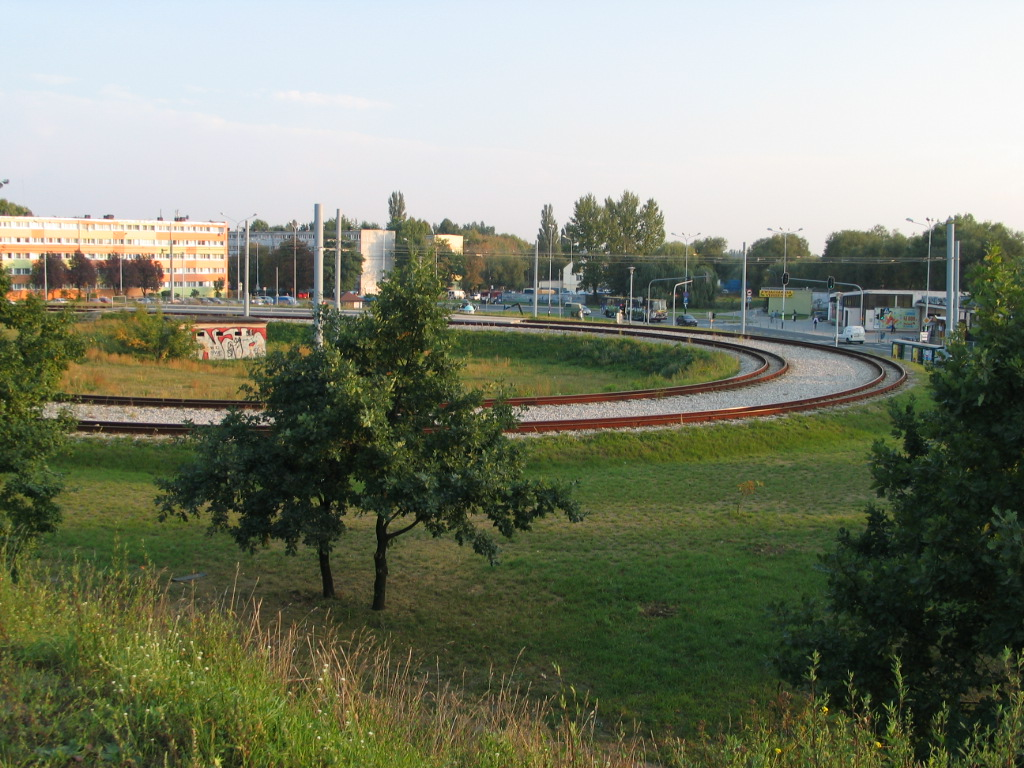
Pętla tramwajowa
przy dworcu Łódź Żabieniec (wrzesień 2006)

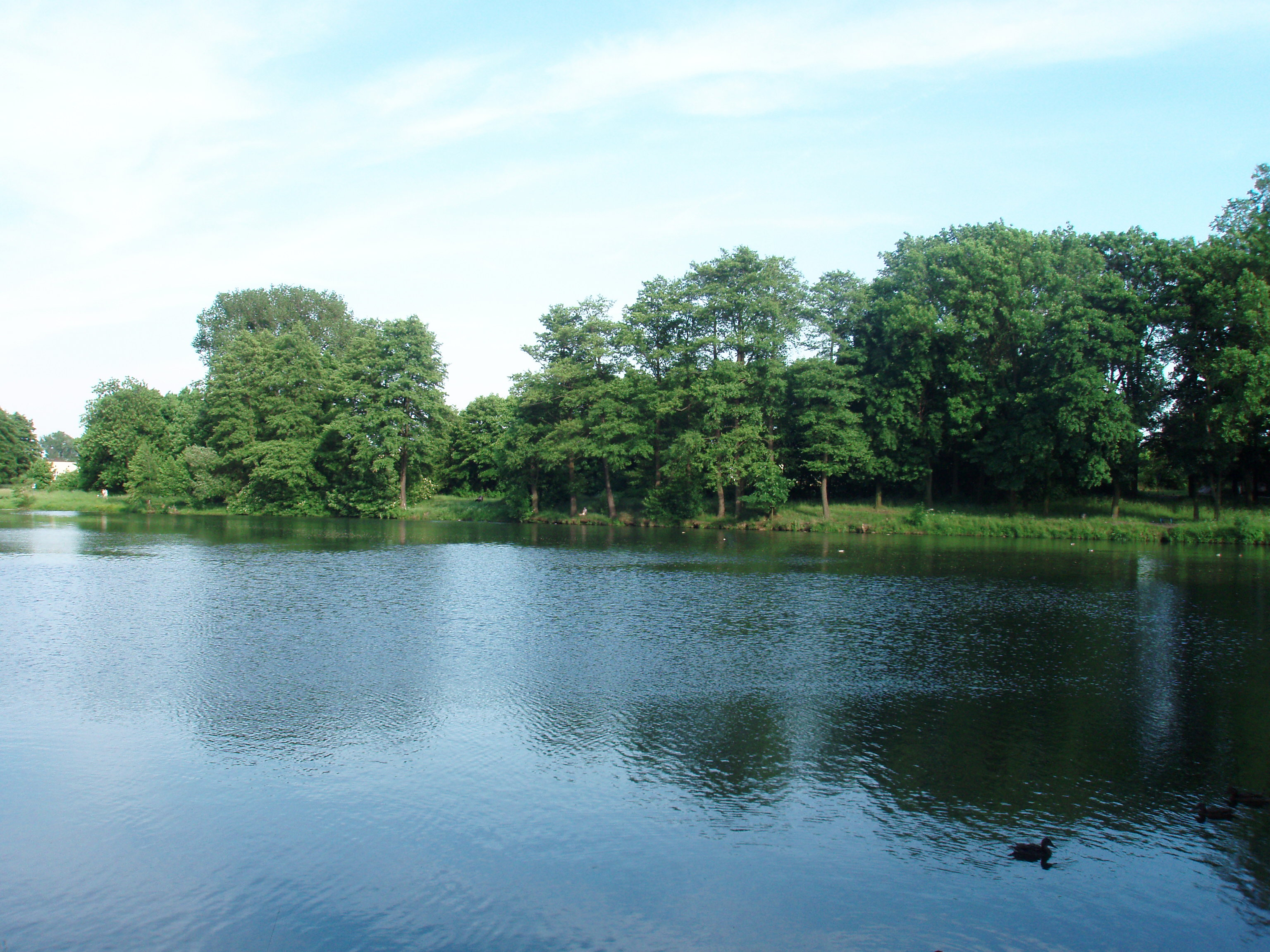
Park na Młynku
(czerwiec 2008)

- (T)  oddanie do użytku (2 stycznia) po przebudowie pętli tramwajowej przy dworcu Łódź Żabieniec[77];
- (L)  pierwsze obchody Dnia Włókniarza (19 kwietnia);
- (U)  odsłonięcie pomnika Juliana Marchlewskiego (30 kwietnia) na Starym Rynku[85];
- (S)  po raz czternasty Łódź była (10 maja) miastem etapowym XVII Wyścigu Pokoju z Warszawy przez Berlin do Pragi; meta II etapu – jazdy drużynowej na czas na trasie Sochaczew – Łódź (84 km) – znajdowała się po raz dwunasty na stadionie ŁKS przy al. Unii (ob. al. Unii Lubelskiej) 2; zwyciężyła drużyna NRD (1:59:49); 11 maja kolarze wyruszyli z Łodzi do Wrocławia[86];
- (K)   (U)  otwarcie (17 lipca) nowego gmachu Teatru Muzycznego przy ul. Północnej 47/51, wybudowanego według projektu łódzkiego architekta Tadeusza Melchinkiewicza; na inaugurację wystawiono operetkę Ułani księcia Józefa Zygmunta Wiehlera;
- (U)  oddanie do użytku (21 lipca) osiedla mieszkaniowego Wielkopolska;
- (I)  wyłączenie z eksploatacji (1 sierpnia) ostatnich w mieście 102 latarni gazowych (dwie pozostawiono na pamiątkę przed gmachem Gazowni Łódzkiej przy ul. Targowej 18);
- (S)   (U)  wmurowanie aktu erekcyjnego (15 sierpnia) pod budowę nowej trybuny głównej na stadionie przy al. Unii (ob. al. Unii Lubelskiej) 2[87] (więcej »);
- (Z)  utworzenie parku Przy Zbiorczej (ob. park Nad Jasieniem) [inne źródła podają 1973 r.[16]] położonego pomiędzy ulicami Promińskiego (ob. al. Śmigłego-Rydza) i 8 Marca (ob. ul. ks. bpa Tymienieckiego) oraz osiedlem Zbiorcza, po północnej stronie stawu na rzece Jasień (powierzchnia 13 ha); park powstał na łąkach i polach dawnego folwarku Scheiblera[88];
- (Z)  utworzenie parku na Młynku wraz z ośrodkiem wodnym położonym w południowo-wschodniej części dzielnicy Górna w dolinie rzeki Olechówki; w przeszłości był tu tzw. las scheiblerowski na Kowalszczyźnie; w latach międzywojennych było to popularne miejsce wypoczynku robotników z Widzewa; staw na Młynku ma 370 m długości i ok. 90 m szerokości; obecnie obiektem administruje MOSiR w Łodzi[89][90];
- (K)  pierwsze Łódzkie Spotkania Teatralne (w grudniu);
- (T)  przedłużenie (30 grudnia) trasy tramwajowej od ul. Dąbrowskiego do ul. Rzgowskiej wzdłuż ulic Kilińskiego i Broniewskiego[77];
- (U)  rozpoczęcie budowy osiedla mieszkaniowego Teofilów (ukończone w 1977 r.);

### 1965

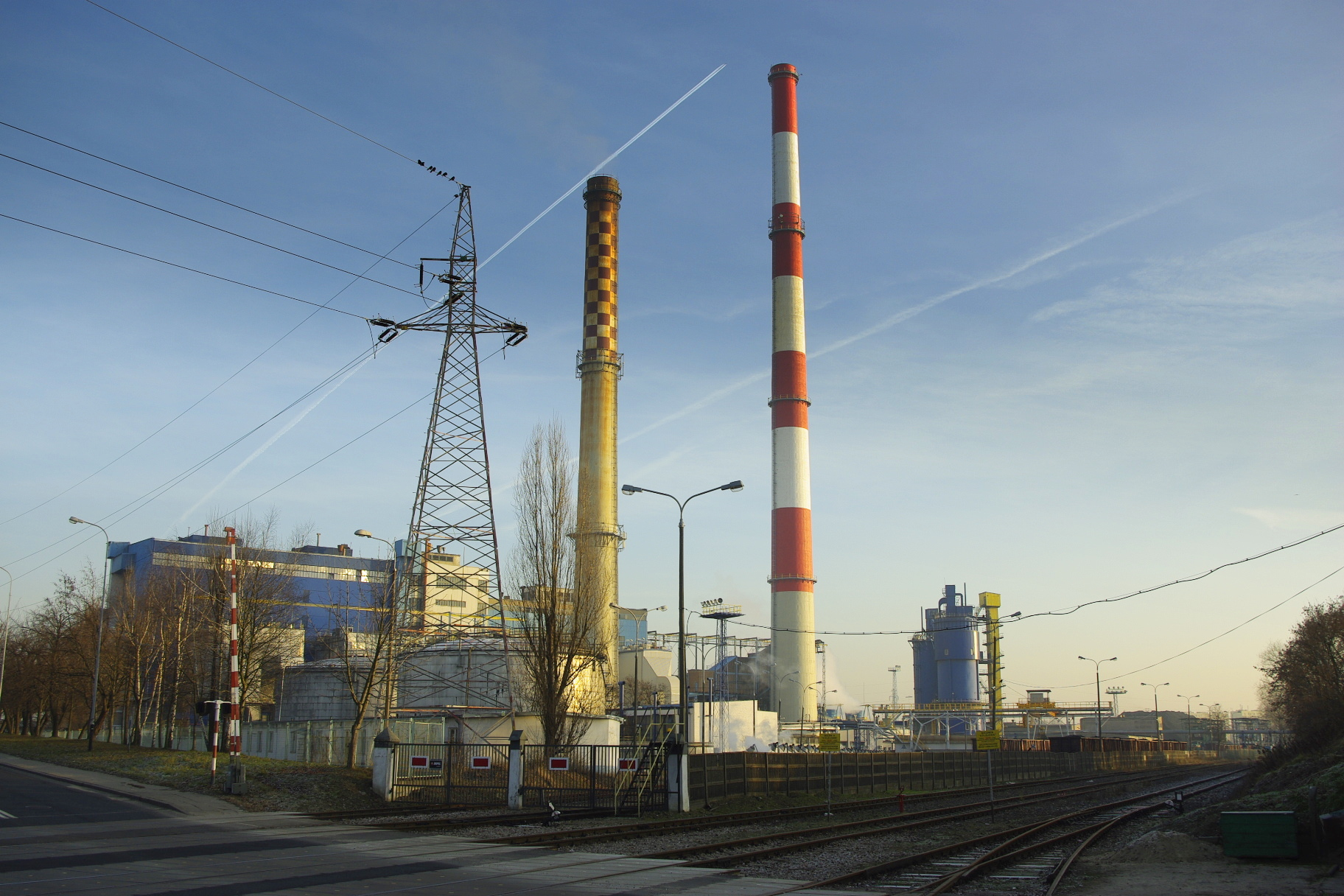
EC-3 przy ul. Pojezierskiej 70 (grudzień 2008)

- (A)  włączenie (1 stycznia) w granice Łodzi osiedla kolejowego na Olechowie i części wsi Ustronie odłączonej od osiedla Andrespol, dzięki czemu obszar miasta powiększył się o 210 ha do 21 435 ha[11];
- (E)  położenie (24 maja) kamienia węgielnego pod gmach Wydziału Biologii UŁ u zbiegu ulic Nowo Południowej (ob. ul. Banacha) i Matejki;
- (I)  likwidacja (w maju) ostatnich lamp naftowych w mieszkaniach – podłączono prąd elektryczny m.in. w dwóch lokalach przy ul. Wilanowskiej 33 i ul. Kilińskiego 93;
- (T)  oddanie do użytku (29 maja) nowej trasy tramwajowej wzdłuż ul. Gagarina (ob. ul. Paderewskiego) od ul. Rzgowskiej do ronda Titowa (ob. rondo Lotników Lwowskich)[77];
- (K)  pierwsze w Polsce (23 czerwca) obchody Dnia Ojca. W czerwcu 1965 roku na łamach łódzkiego „Expressu Ilustrowanego” pojawiła się dyskusja na temat obchodów Dnia Ojca, wzorem innych krajów. Dziennikarz gazety – Konrad Turowski – podjął się sondowania pomysłu i znalezienia dla niego optymalnej daty. Zapytał o nią, mieszkającego w Łodzi poetę, Jana Sztaudyngera. Artysta, zapytany przez dziennikarza[91], o poparcie pomysłu i wyznaczenie daty nowego święta, odpowiedział: „Popieram z całego serca, a dzień proponuję 23 czerwca. Jest to najkrótsza noc roku, ojciec ma labę, więc największe święto”[92]. Wywiad opublikowano 16 czerwca 1965 na łamach gazety, zaś 23 czerwca 1965 roku „Express Ilustrowany” ogłosił obchody Dnia Ojca, co roku przypominając o tym święcie[93].
- (E)   (K)  otwarcie (1 lipca) nowej siedziby Klubu Międzynarodowej Prasy i Książki przy ul. Narutowicza 8/10, w której znajdowały się: księgarnia, salon sprzedaży prasy z pięciu kontynentów, kawiarnia i czytelnia, sale lekcyjne i konwersacyjne oraz biura i magazyny;
- (T)  otwarcie (20 lipca) wiaduktu drogowego nad linią kolejową Łódź Kaliska – Bednary w ciągu ulic Limanowskiego i Aleksandrowskiej[77];
- (S)  przejazd (8 sierpnia) uczestników 19. Wyścigu dookoła Polski na trasie ostatniego, IX etapu Kalisz – Łowicz; w al. Politechniki przed Halą Sportową odbył się lotny finisz. Ponownie Tour de Pologne zawitał do Łodzi dopiero we wrześniu 1995 r.
- (G)  rozpoczęcie (31 sierpnia) prac nad budową elektrociepłowni EC-3 przy ul. Pojezierskiej 70;
- (L)  Łódź liczyła 744 086 mieszkańców, z których ponad 200 000 pracowało w przemyśle;

### 1966
- (T)  połączenie (14 kwietnia) trasą tramwajową ulic Zgierskiej i Łagiewnickiej wzdłuż ul. Dolnej; w czerwcu zdemontowano torowisko na ul. Łagiewnickiej na odcinku od ul. Dolnej do Bałuckiego Rynku[77];
- (T)  oddanie do użytku (1 maja) nowych pętli tramwajowych na ul. Bratysławskiej przy ul. Oszczepowej (ob. fragment al. ks. kard. Wyszyńskiego) i na ul. Biegunowej przy ul. Srebrzyńskiej (zlikwidowana 6 lipca 1992)[77];
- (S)  po raz piętnasty Łódź była (16 maja) miastem etapowym XIX Wyścigu Pokoju z Pragi przez Warszawę do Berlina; meta VII etapu Katowice – Łódź (205 km) znajdowała się po raz trzynasty na stadionie ŁKS przy al. Unii (ob. al. Unii Lubelskiej) 2; zwyciężył reprezentant NRD – Günter Hoffmann (5:04:47)[86];
- (G)  otwarcie (14 lipca) Zakładu Elektronicznej Techniki Obliczeniowej przy al. Kościuszki 118, wyposażonego w komputer Odra 1003;

### 1967

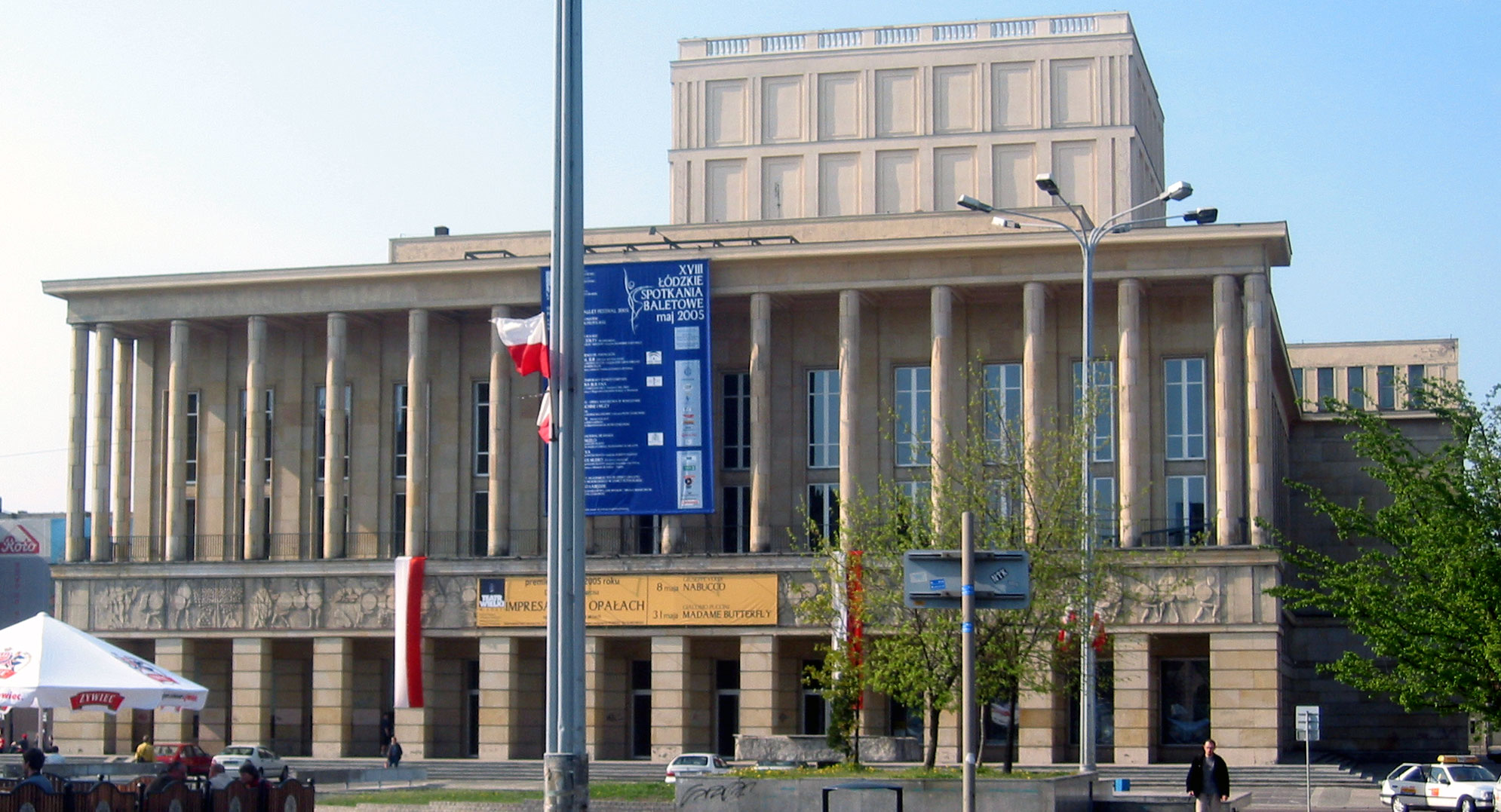
Teatr Wielki (maj 2005)

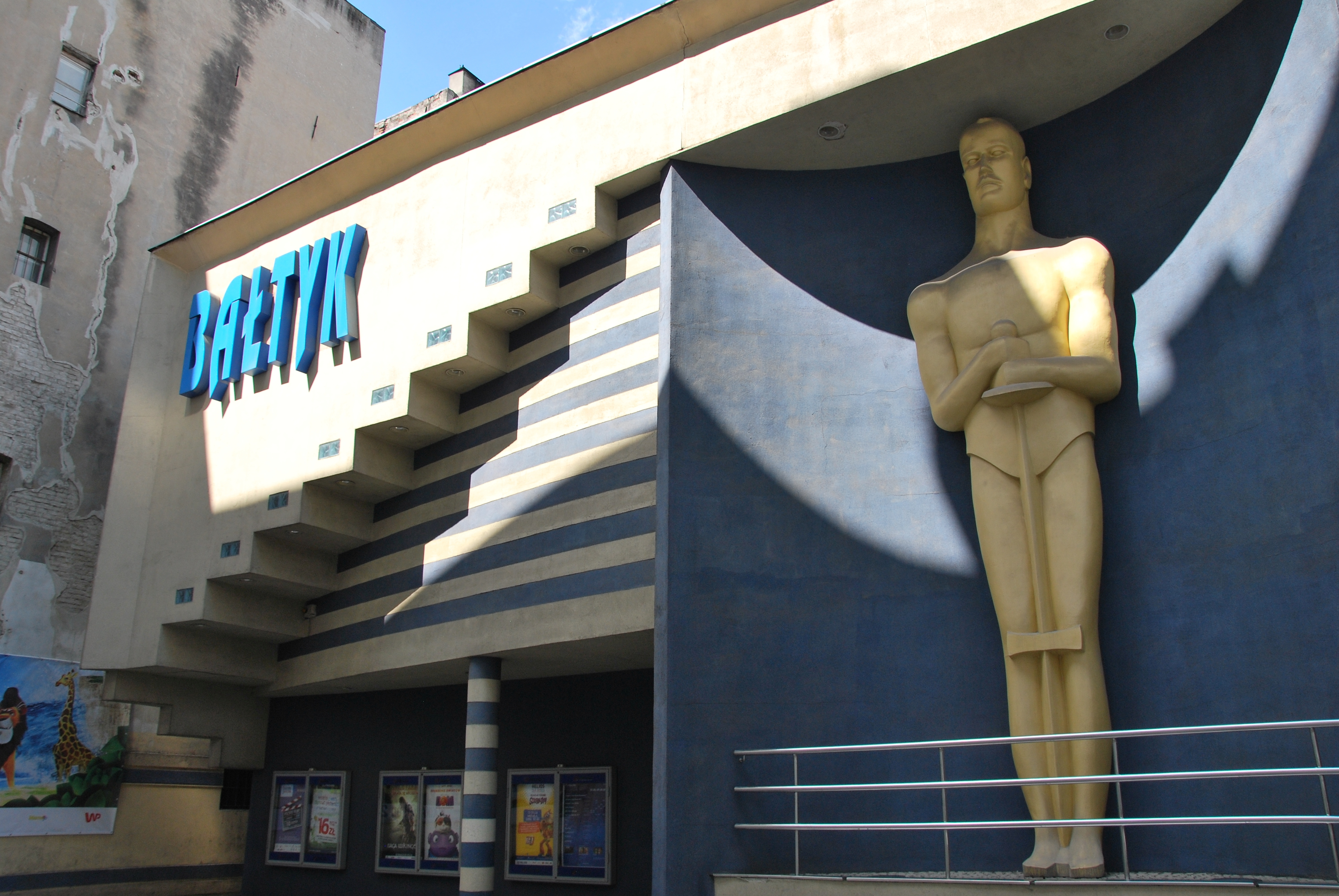
Kino „Bałtyk” (maj 2015)

- (K)   (U)  otwarcie (19 stycznia) gmachu Teatru Wielkiego na 1300 miejsc przy pl. Dąbrowskiego 1; wybudowany według projektu Józefa i Witolda Korskich oraz Romana Szymborskiego; podczas gali otwarcia wystawiono Halkę Stanisława Moniuszki;
- (D)  śmierć (27 stycznia) ordynariusza diecezji łódzkiej – biskupa Michała Klepacza; 31 stycznia został pochowany w krypcie katedry łódzkiej;
- (K)  wielkie widowisko historyczne (28 maja) z udziałem 500 aktorów i 150 tys. widowni w parku na Zdrowiu. Okazja jest 25 rocznica powstania PPR. Udział bierze m.in. minister spraw wewnętrznych Mieczysław Moczar "Mietek"[94].
- (U)  wmurowanie (4 czerwca) kamienia węgielnego pod budowę Zakładów Włókien Chemicznych „Chemitex-Anilana” przy ul. Armii Czerwonej 89 (ob. al. Piłsudskiego 141);
- (R)   (V)  wizyta w Łodzi (10 czerwca) arcybiskupa metropolity krakowskiego Karola Wojtyły (od 16 października 1978 papieża Jana Pawła II) na diecezjalnych obchodach milenijnych;
- (S)  zdobycie przez koszykarki ŁKS Łódź pierwszego mistrzostwa Polski w koszykówce kobiet (kolejne w 1972, 1973, 1974, 1982, 1983, 1986, 1995 i 1997);
- (H)   (U)  otwarcie (20 lipca) Domu Meblowego „Domus” przy ul. Piotrkowskiej 190;
- (K)  otwarcie po modernizacji (21 lipca) kina „Bałtyk” przy ul. Narutowicza 20 – pierwszego kina szerokoekranowego, które stało się najnowocześniejszą salą w Polsce; na seansie inauguracyjnym wyświetlono polski film panoramiczny pt. Morderca zostawia ślad i radziecki film krótkometrażowy pt. Zlot. Kino zostało zlikwidowane w 2015 r. (ostatni seans – Ziemia obiecana – odbył się 20 września);
- (Ś)   (U)  wmurowanie (3 listopada) kamienia węgielnego pod budowę Domu Prasy przy ul. Armii Czerwonej 28 (ob. al. Piłsudskiego 82) – pierwszego w Polsce obiektu, w którym redakcję połączono z drukarnią;

### 1968
- (T)  wprowadzenie do eksploatacji (7 marca) pierwszych ośmiu przegubowych autobusów Jelcz 021; do 1972 r. Łódź otrzymała łącznie 33 pojazdy; wycofywano je od 1973 r., ostatni 31 października 1979[95];
- (P)  liczne masówki w łódzkich zakładach pracy (12–22 marca) organizowane przez aktyw PZPR w celu potępienia organizatorów demonstracji marcowych w Warszawie;
- (D)   (L)  zamieszki na pl. Wolności (14 marca) związane z wydarzeniami Marca ’68, stłumione przez funkcjonariuszy MO, ORMO i tzw. aktyw robotniczy; zatrzymano 30 osób, w tym 11 nieletnich[96];
- (L)   (P)  wiec łódzkich studentów (19 marca) przed gmachem Biblioteki UŁ przeciwko polityce partii;
- (L)   (P)  wielki wiec poparcia dla polityki KC PZPR i Władysława Gomułki (20 marca), zorganizowany na pl. Zwycięstwa przez Komitet Łódzki PZPR; przemówienia I Sekretarza KŁ PZPR Józefa Spychalskiego słuchało ok. 150 000 zgromadzonych na placu osób[97]; wkrótce rozpoczęła się nagonka na łodzian pochodzenia żydowskiego – w jej następstwie Łódź opuściło w kolejnych miesiącach 1145 osób;
- (H)  otwarcie (w kwietniu) Spółdzielczego Domu Handlowego „Gosia” przy ul. Bratysławskiej 8a;
- (S)  zdobycie przez siatkarki „Startu” Łódź mistrzostwa Polski w piłce siatkowej kobiet (sukces powtórzyły w latach: 1971, 1972, 1973, 1977);
- (I)  oddanie do użytku (25 lipca) pierwszego w Polsce młodzieżowego miasteczka ruchu drogowego w parku im. księcia Józefa Poniatowskiego (powierzchnia ok. 5000 m²);
- (K)  w Teatrze Nowym zadebiutował (22 listopada) Marek Barbasiewicz;
- (R)  ingres (1 grudnia) do katedry łódzkiej czwartego ordynariusza diecezji łódzkiej – biskupa Józefa Rozwadowskiego; funkcję sprawował do 24 stycznia 1986, kiedy osiągnął wiek emerytalny;
- (L)  Łódź osiągnęła najwyższy w Polsce wskaźnik feminizacji: 115,5 kobiet na 100 mężczyzn;

### 1969

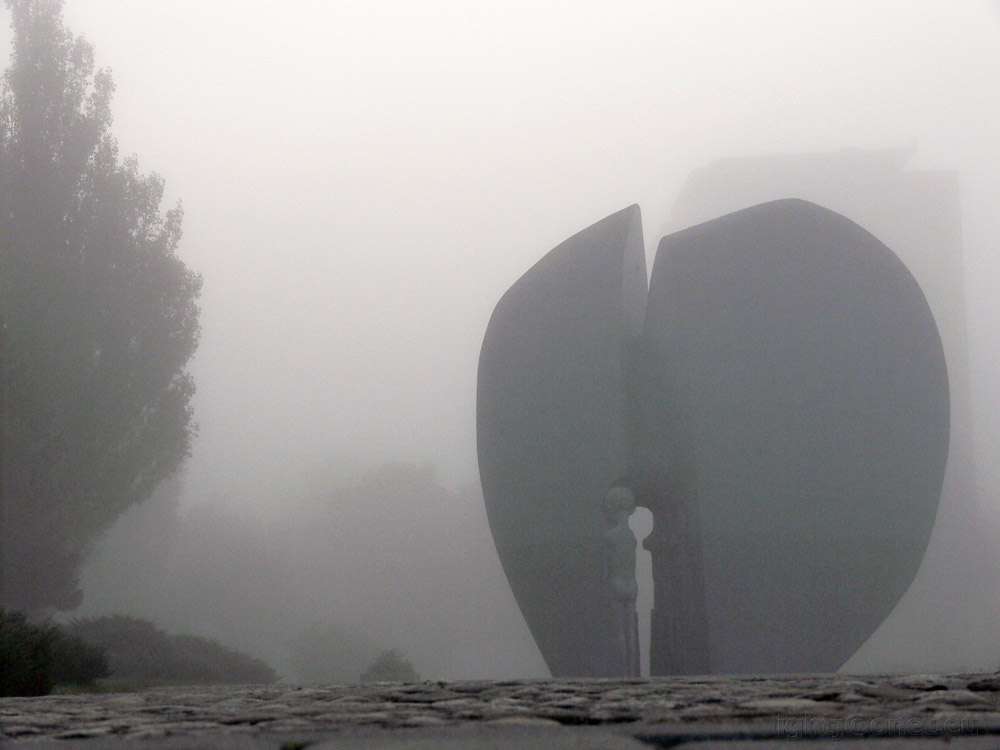
Pomnik Martyrologii Dzieci (listopad 2008)

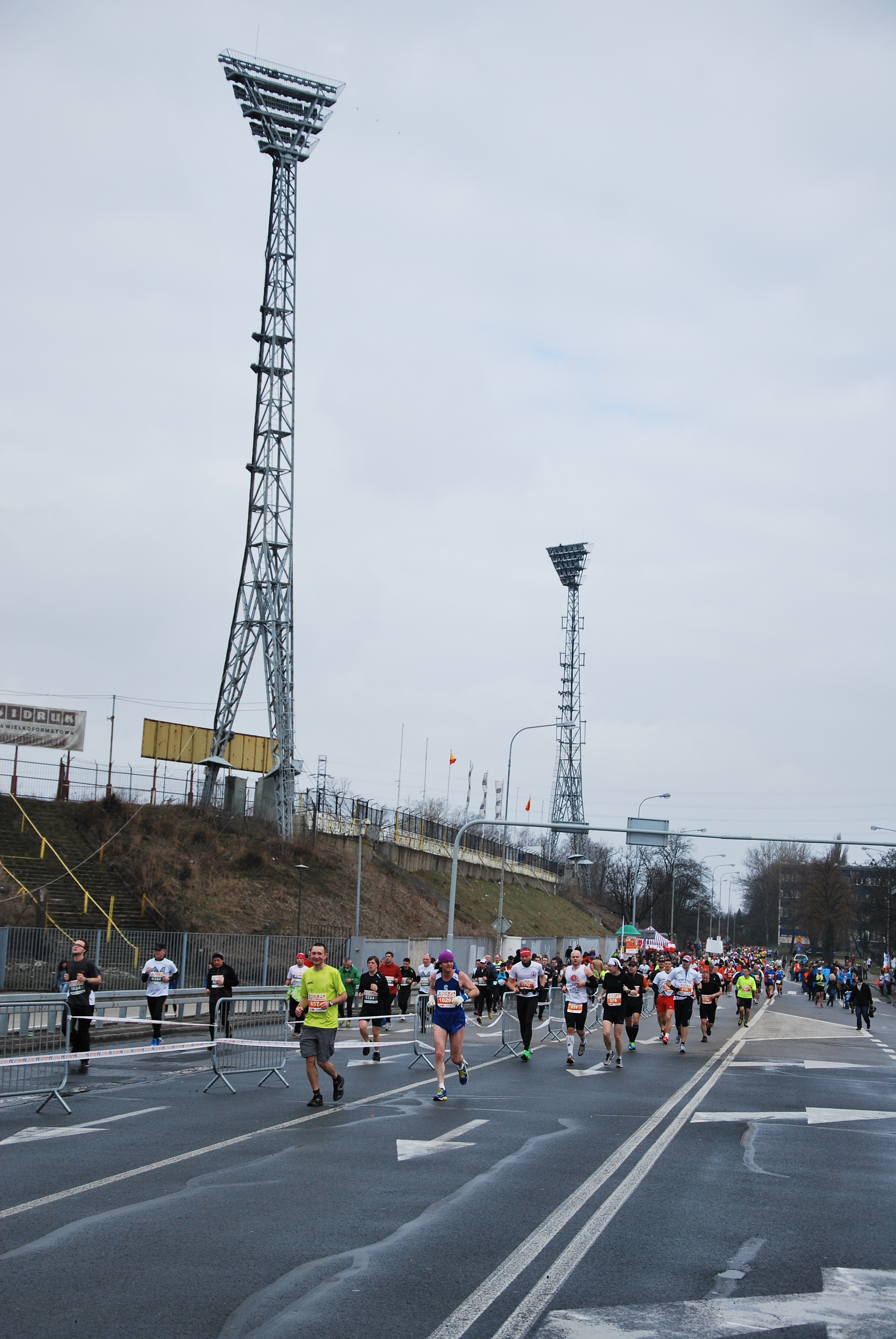
Maszty oświetleniowe
na starym stadionie ŁKS
(kwiecień 2013)

- (M)  przeprowadzenie (4 stycznia) w II Klinice Chirurgicznej Akademii Medycznej przy ul. Sterlinga 1/3 pierwszej próby przeszczepu serca 36-letniemu pacjentowi przez zespoły pod kierunkiem prof. dr. Jana Molla i doc. dr. Kazimierza A. Rybińskiego;
- (H)   (U)  otwarcie (14 stycznia) kombinatu gastronomicznego „Europa” przy al. Kościuszki 118 (powierzchnia: 1600 m²; restauracja na 160 miejsc, kawiarnia na 60 miejsc, taras z 60 miejscami);
- odjazd (24 marca) z dworca Łódź Fabryczna do ZSRR pierwszego łódzkiego Pociągu Przyjaźni. W ciągu 11 dni podróży 330 uczestników (działaczy społecznych i związkowych oraz przodowników pracy) zwiedziło Wilno, Rygę, Leningrad i Moskwę;
- (K)  ogłoszenie (4 maja) przez tygodnik „Odgłosy” pierwszych laureatów plebiscytu Łodzianin Roku. Łodzianami Roku 1968 zostali: lekarka[98] – Halina Krysińska i  malarz[98] – Stefan Just (ex equo), Henryk Debich (3 miejsce)[99];
- (S)  po raz szesnasty Łódź była (13 maja) miastem etapowym XXII Wyścigu Pokoju z Warszawy do Berlina; meta II etapu Warszawa – Łódź (164 km) znajdowała się po raz czternasty na stadionie ŁKS przy al. Unii (ob. al. Unii Lubelskiej) 2; zwyciężył Polak – Ryszard Szurkowski (3:40:32); 14 maja kolarze wyruszyli na trasę etapu jazdy indywidualnej na czas z Łodzi do Piotrkowa Trybunalskiego[100];
- (G)   (I)  uruchomienie (26 maja) EC-3 przy ul. Pojezierskiej 70;
- (T)   (U)  oficjalne otwarcie (30 maja) dworca PKS Łódź-Północ z 12 krytymi peronami przy ul. Smugowej 26/44[101];
- (S)  mecz towarzyski (27 sierpnia) piłkarskiej reprezentacji Polski z Norwegią na stadionie ŁKS; Polacy wygrali 6:1 (5:1); bramki dla Polski zdobyli Włodzimierz Lubański (10 i 37 min.), Joachim Marx (25 i 90 min.), Kazimierz Deyna (26 min.) i Lucjan Brychczy (35 min.); był to piąty w historii występ piłkarskiej reprezentacji narodowej seniorów na stadionie przy al. Unii (ob. al. Unii Lubelskiej);
- wmurowanie (13 września) aktu erekcyjnego pod budowę pomnika Martyrologii Dzieci Polskich w parku im. „Promienistych” (ob. park im. Szarych Szeregów);
- (S)   (U)  oddanie do użytku (8 października) nowej trybuny głównej na stadionie ŁKS przy al. Unii 2 (po pięciu latach budowy); żelbetową konstrukcję, na której przewidziano ok. 10 000 miejsc siedzących, podzielono na 14 sektorów (każdy z osobnym wejściem); ogólna kubatura obiektu wyniosła 44574 m³; pod trybuną znalazła się hala sportowa z widownią dla ok. 1000 osób; głównym projektantem trybuny był Janusz Wyżnikiewicz; rok później zainstalowano na stadionie sztuczne oświetlenie znajdujące się na czterech masztach, z zamontowanymi reflektorami o łącznej mocy oświetleniowej 320 luksów[102]; trybunę rozebrano w 2013 r.;
- (T)  wprowadzenie do eksploatacji (14 listopada) pierwszego autobusu Ikarus 556; kolejne 28 pojazdów sprowadzono na początku 1971 r.; po mieście jeździły do połowy 1979 r. (ostatnie wycofano 30 czerwca)[103];
- (E)   (U)  otwarcie (23 listopada) nowego gmachu Wydziału Budownictwa Lądowego PŁ przy al. Politechniki 6, wybudowanego w czasie 18 miesięcy, według projektu Bolesława Kardaszewskiego i Zbigniewa Kossowskiego;
- (G)  oddanie do użytku nowych Zakładów Obuwia Gumowego „Stomil” przy ul. Wersalskiej 47/75 (obecnie Fagum-Stomil S.A.);
- (S)   (U)  oddanie do użytku skoczni narciarskiej na Rudzkiej Górze;

### 1970

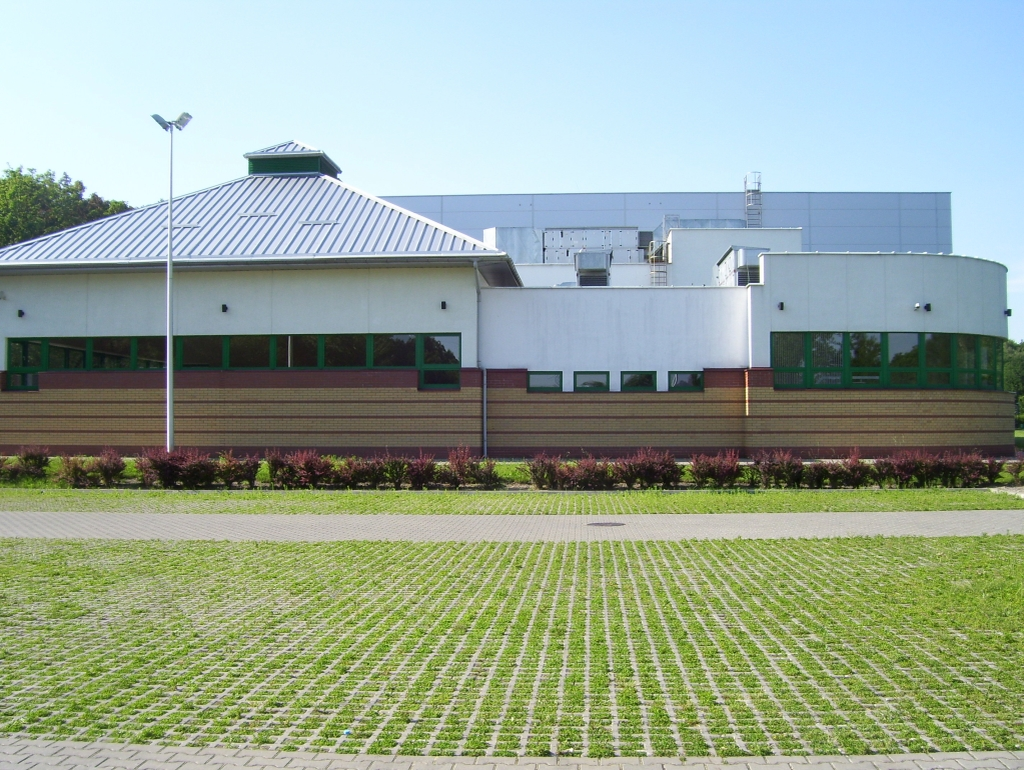
Hala Parkowa w parku
im. Baden-Powella
(czerwiec 2007)

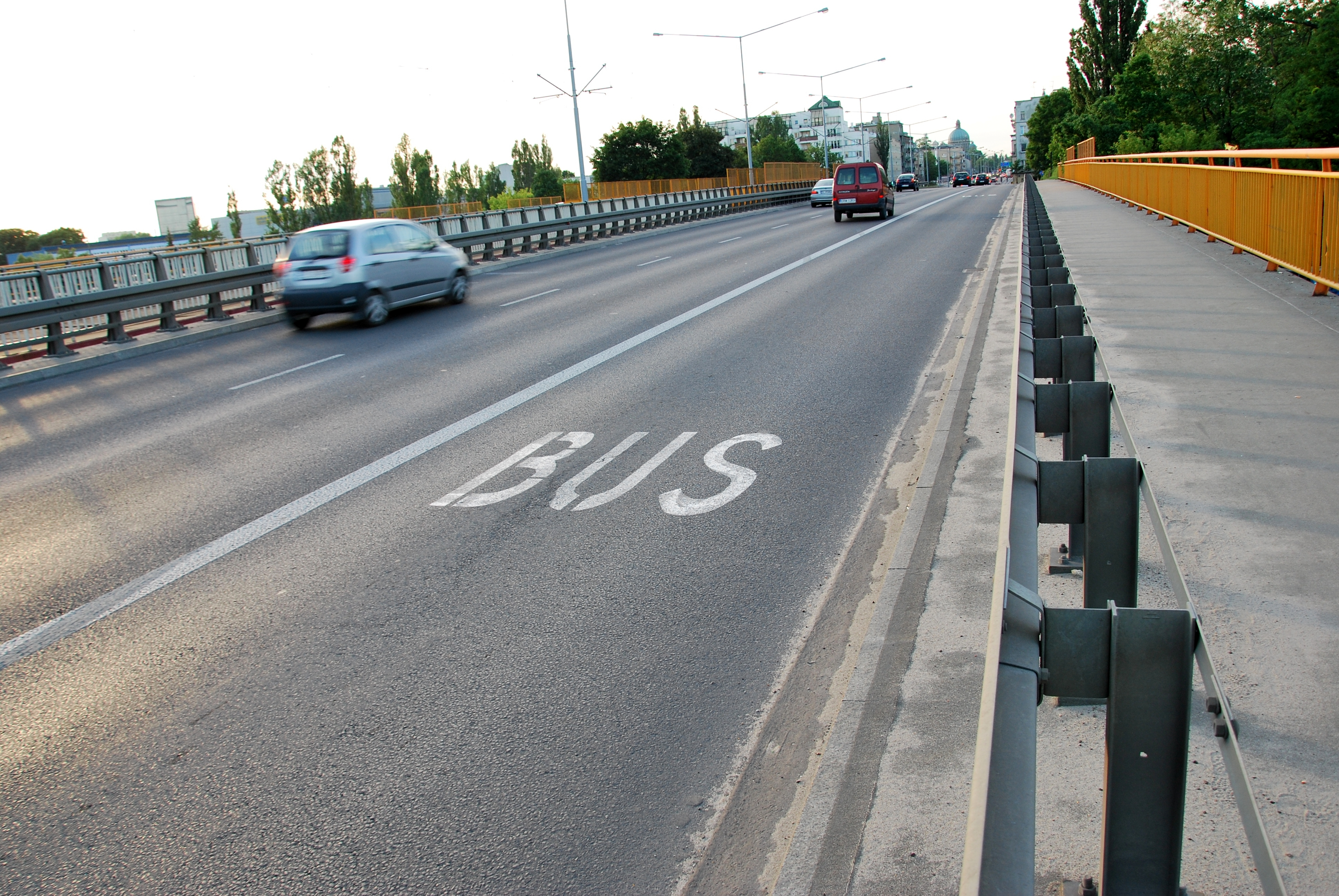
Wiadukt na ul. Kopcińskiego (czerwiec 2013)

- (K)  otwarcie (21 stycznia) Klubu-Piwnicy Oddziału Łódzkiego Związku Polskich Artystów Plastyków w kamienicy Pod Gutenbergiem przy ul. Piotrkowskiej 86, z wystrojem wnętrz autorstwa Andrzeja Pukaczewskiego, J. Bartczaka i Z. Kuligowskiego;
- (T)  wprowadzenie do eksploatacji (8 czerwca) pięciu sprowadzonych w styczniu nowoczesnych tramwajów przegubowych 802N, wyprodukowanych przez zakłady „Konstal” w Chorzowie; jesienią dwa z nich przekazano do Bydgoszczy, ostatni z pozostałych wycofano z ruchu przed końcem 1983 r.[104];
- (T)  oddanie do użytku (11 czerwca) nowej pętli tramwajowej na ul. Tuwima przy ul. Kopcińskiego; została zamknięta 12 lipca 1985[105];
- (S)   (U)  oddanie do użytku (1 lipca) Ośrodka Sportów Wodnych – basenu Zakładów Przemysłu Dziewiarskiego „Olimpia” przy ul. Bocznej (ob. ul. Sienkiewicza 175). Basen został zamknięty w 2005 r., w jego miejscu firma Ericpol zbudowała w latach 2013–14 biurowiec Ericpol Software Pool (zobacz »);
- (Z)  utworzenie parku Rozrywkowego (od 8 września 2007 r. park im. Baden-Powella) w rejonie ulic Małachowskiego i Niciarnianej, od zachodu graniczącego z parkiem 3 Maja, a od południa z torami kolejowymi linii Łódź Fabryczna – Koluszki (linia kolejowa nr 17); park o powierzchni ok. 15 ha powstał na zrekultywowanych terenach dawnego wysypiska; w północno-zachodniej części parku wybudowano halę sportową (nazwaną halą Parkową), a w północno-wschodniej Miasteczko ruchu drogowego[106];
- (Z)  utworzenie parku im. Związku Młodzieży Socjalistycznej (ob. zachodnia część parku Podolskiego) [inne źródła podają 1973 r.[16]] położonego pomiędzy ulicami Promińskiego (ob. al. marsz. Śmigłego-Rydza), Zbaraską i Tatrzańską, na terenie dzielnicy Widzew (osiedle Zarzew); wschodnią, większą część parku, pomiędzy ulicami Tatrzańską, Zbaraską i Zapadłą, utworzono później; park (powierzchnia 14,8 ha) powstał w dolinie rzeki Dąbrówki (obecnie na całej swojej długości ukryta w kanale) i stanowi pas zieleni rozdzielający osiedla Zarzew (na północy) i Dąbrowa (na południu); historycznie teren ten leżał na pograniczu dominium chojeńskiego i łódzkich dóbr biskupstwa włocławskiego;
- (T)   (U)  otwarcie (18 lipca) wiaduktu drogowego na ul. Kopcińskiego nad liniami kolejowymi Łódź Fabryczna – Koluszki i Łódź Fabryczna – Łódź Widzew oraz nad ul. Tuwima[107];
- (M)  wprowadzenie do eksploatacji (30 września) pierwszej tego typu w Polsce karetki reanimacyjnej o specjalności kardiologicznej, wyposażonej m.in. w elektrokardiograf i defibrylator;
- (T)   (U)  oddanie do użytku (3 października) 7-hektarowej bazy PKS przy ul. Stokowskiej oraz motelu dla kierowców przy ul. Strykowskiej[108];
- (T)   (U)  oddanie do użytku (6 listopada) ostatniego odcinka nowej dwujezdniowej arterii komunikacyjnej w ciągu ulic Kopcińskiego i Promińskiego (ob. al. marsz. Śmigłego-Rydza);
- (I)  uruchomienie (8 listopada) na pl. Dąbrowskiego pierwszej fontanny przed gmachem Teatru Wielkiego; w sierpniu 2009 zastąpiła ją nowa, w kształcie fali;
- (L)  Łódź liczyła 762 699 mieszkańców; według danych ze spisu powszechnego z 8 grudnia w przemyśle łódzkim zatrudnionych było 340 000 osób;

### 1971
- (T)  oddanie do użytku (4 stycznia) nowej pętli tramwajowej na ul. Aleksandrowskiej przy ul. Chochoła[105];
- (D)   (L)  strajki lutowe (10–15 lutego), głównie z żądaniami podwyżki płac wobec podniesienia cen żywności; zamieszki uliczne (15 lutego), stłumione przez milicjantów, członków ORMO i tzw. aktyw robotniczy, określone w prasie jako chuligańskie wybryki[109];
- (H)   (U)  otwarcie (3 marca) Domu Handlowego „Teofil” przy ul. Aleksandrowskiej 38 (obecnie Centrum Handlowe „Teofil”);
- (A)  przewodniczącym Prezydium Rady Narodowej Miasta Łodzi został (od 29 kwietnia) Jerzy Lorens; funkcję pełnił do 9 grudnia 1973 (potem – jako p.o. prezydenta miasta – do 16 grudnia 1973 i dalej – jako prezydent miasta i wojewoda – do 5 września 1978);
- (T)  oddanie do użytku (30 kwietnia) nowej zajezdni autobusowej przy ul. Limanowskiego 147/149[110];
- odsłonięcie (9 maja) pomnika Martyrologii Dzieci – autorstwa rzeźbiarki Jadwigi Janus i architekta Ludwika Mickiewicza; wzniesiony na skraju parku im. „Promienistych” (ob. park im. Szarych Szeregów), w kształcie pękniętego serca;
- (D)  wielki pożar katedry pw. św. Stanisława Kostki (11 maja). Ogień pojawił się około godz. 18:20; gasiło go przez kilkanaście godzin 180 strażaków ze wszystkich łódzkich jednostek straży pożarnej, wykorzystano dwie 30-metrowe drabiny firmy Magirus, drabinę 20-metrową sprowadzoną z Piotrkowa Trybunalskiego i dwie 17-metrowe sprowadzone ze Zgierza i Pabianic; doszczętnie spłonął dach wraz z konstrukcją i organy, a wnętrze katedry zostało zalane wodą[111][112]. Katedrę po odbudowie otwarto ponownie 16 grudnia 1972;
- (S)  zdobycie przez siatkarki „Startu” Łódź (po raz drugi) mistrzostwa Polski w piłce siatkowej kobiet;
- (S)  rozpoczęcie (23 września) budowy stadionu Klubu Sportowego „Tęcza” przy ul. Karpackiej 61; otwarty 20 lipca 1973;
- (T)  oddanie do użytku (21 listopada) nowej pętli tramwajowej na Helenówku[105];

### 1972

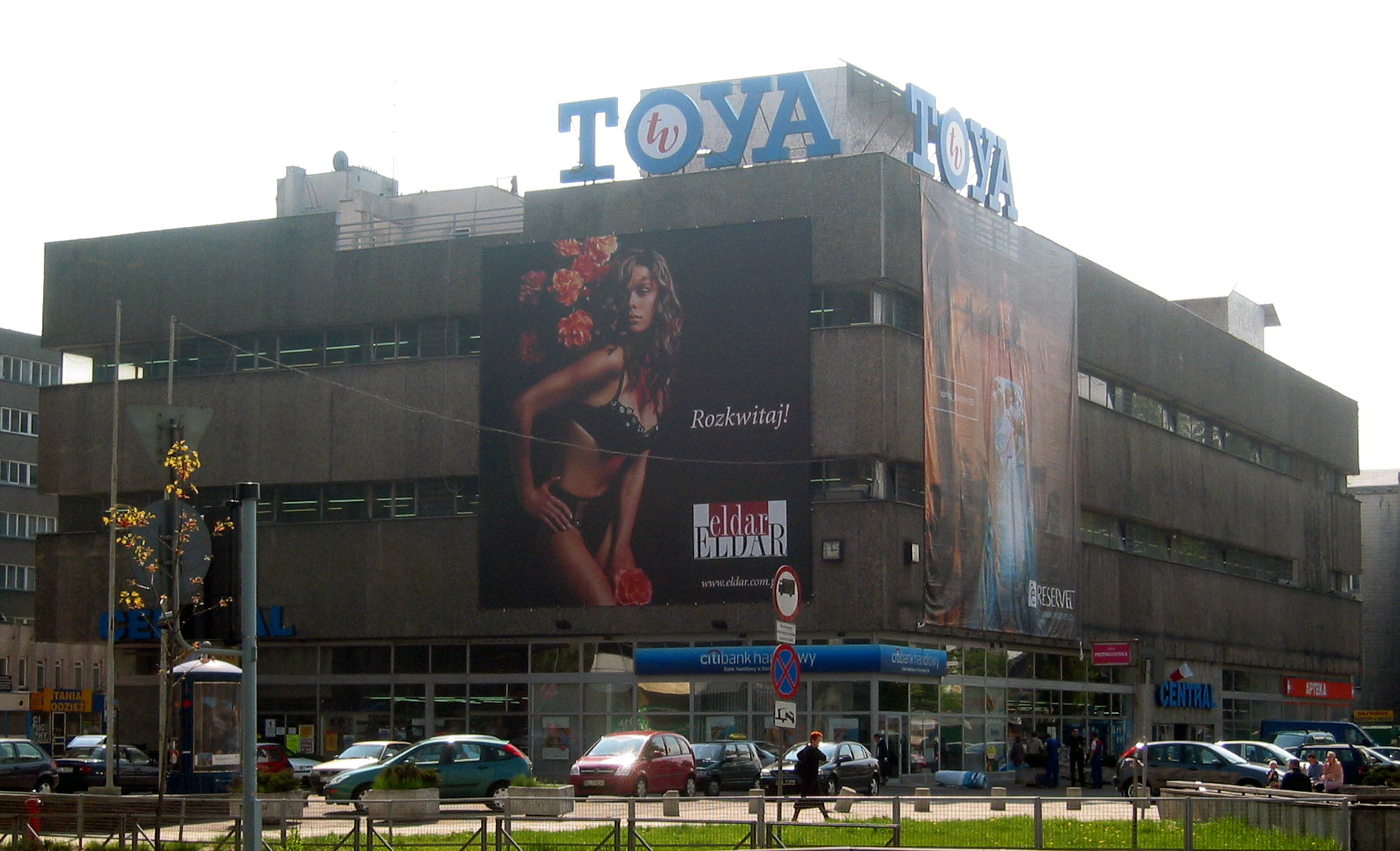
SDH „Central” (maj 2005)

- (E)   (K)  otwarcie (22 stycznia) Muzeum Polskiej Wojskowej Służby Zdrowia (obecnie Muzeum Uniwersytetu Medycznego) przy ul. Żeligowskiego 7/9;
- (I)   (T)  uruchomienie (w kwietniu) pierwszej w Polsce automatycznej myjni wagonów tramwajowych w zajezdni w Chocianowicach[113];
- (H)   (U)  otwarcie (30 sierpnia) przez Powszechną Spółdzielnię Spożywców „Społem” Spółdzielczego Domu Handlowego „Central” przy ul. Piotrkowskiej 165;
- (S)  zdobycie przez siatkarki „Startu” Łódź (po raz trzeci) mistrzostwa Polski w piłce siatkowej kobiet;
- (S)  zdobycie przez koszykarki ŁKS Łódź (po raz drugi) mistrzostwa Polski w koszykówce kobiet;
- (T)  oddanie do użytku (18 września) nowej pętli tramwajowej na ul. Pabianickiej przy ul. Chocianowickiej; została zamknięta 18 maja 2009, a następnie rozebrana[114];
- (T)  wprowadzenie do eksploatacji (8 października) na liniach nr „8” i „9” pierwszych dwóch sprowadzonych w maju tramwajów przegubowych Konstal 102NaW; w 1973 r. sprowadzono kolejnych 18 wagonów; w 1993 r. Po reformie Miejskiego Przedsiębiorstwa Komunikacyjnego, ostatnie dwa tramwaje przejęła spółka Międzygminna Komunikacja Tramwajowa, obsługująca linie podmiejskie; ostatni tramwaj Konstal 102NaW wyjechał na trasę linii nr „41” 31 grudnia 2003[115];
- (N)  powstanie Centrum Badań Molekularnych i Makromolekularnych PAN; od 16 stycznia 1975 znalazło siedzibę przy ul. Bocznej 5 (ob. ul. Sienkiewicza 112);

### 1973

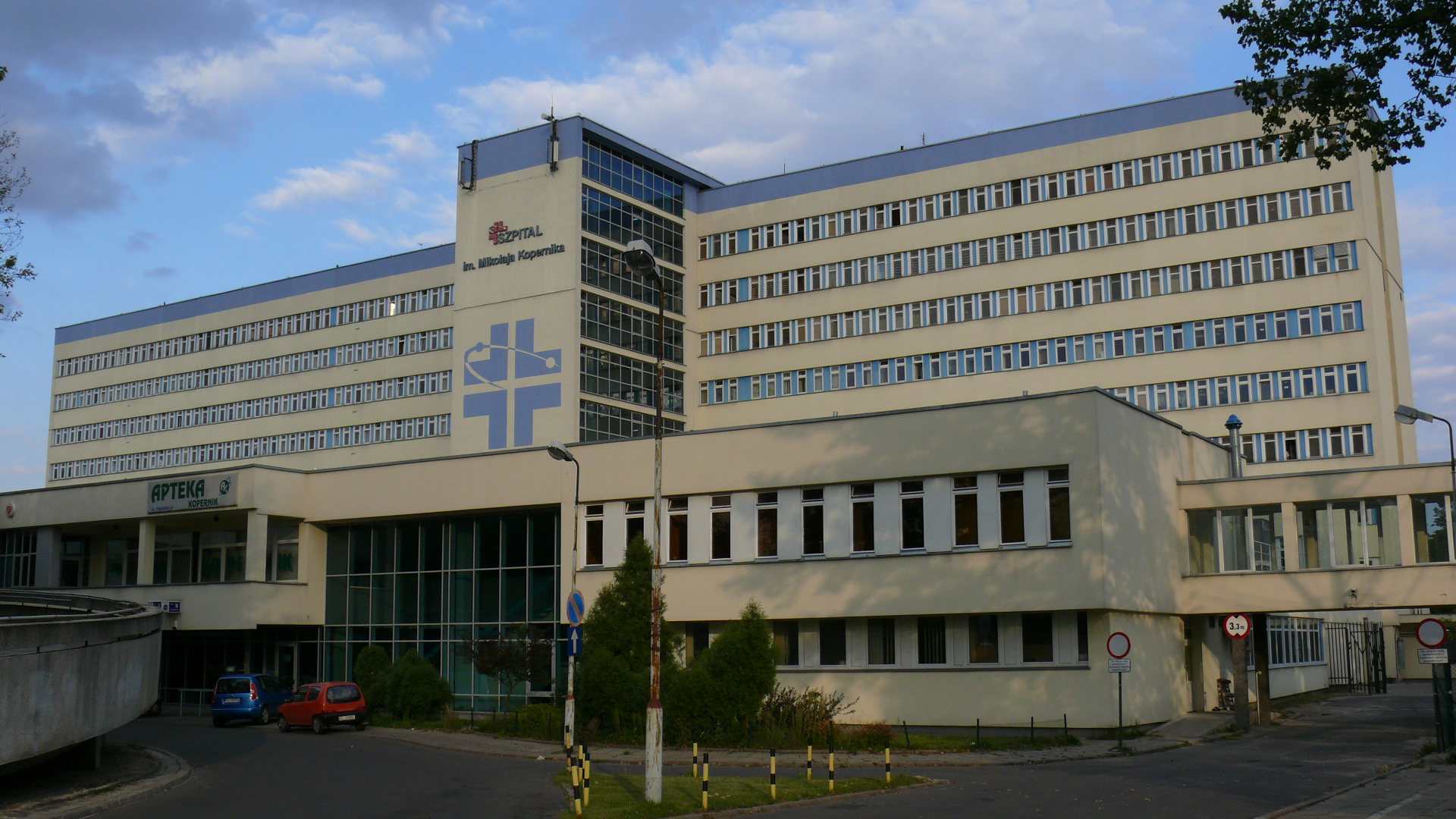
Szpital im. M. Kopernika (wrzesień 2007)

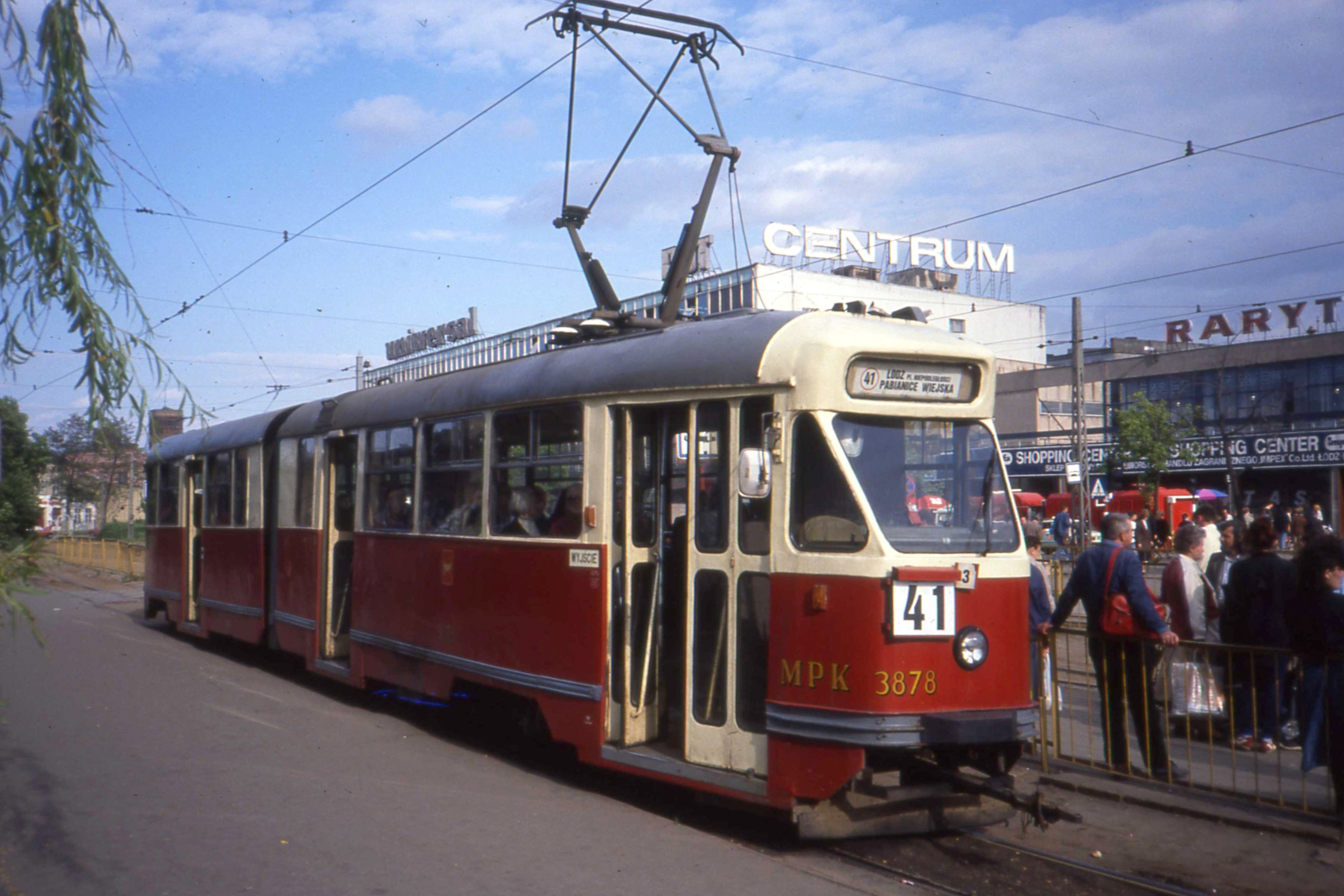
Tramwaj Konstal 803N
na pl. Niepodległości
(maj 1991)

- pierwsza w Łodzi prezentacja samochodu Fiat 126 (20 stycznia) – na trasie Stary Rynek – ul. Nowomiejska – pl. Wolności – ul. Piotrkowska – pl. Reymonta;
- (S)  mecz towarzyski (20 marca) piłkarskiej reprezentacji Polski ze Stanami Zjednoczonymi na stadionie ŁKS; Polacy wygrali 4:0 (2:0); bramki dla Polski zdobyli Włodzimierz Lubański (17, 24 i 84 min.) i Henryk Kasperczak (55 min.); był to szósty w historii występ piłkarskiej reprezentacji narodowej seniorów na stadionie przy al. Unii (ob. al. Unii Lubelskiej);
- (E)  otwarcie (9 kwietnia) pierwszej w Europie Szkoły Ratownictwa przy Wojewódzkiej Stacji Pogotowia Ratunkowego;
- (Ś)  pierwsza emisja programu stereofonicznego (22 kwietnia) przez Łódzką Rozgłośnię Polskiego Radia;
- (M)   (U)  otwarcie (1 maja) Wojewódzkiego Szpitala Zespolonego im. Mikołaja Kopernika (obecnie Wojewódzki Szpital Specjalistyczny im. M. Kopernika) przy ul. Pabianickiej 62;
- (T)   (U)  oddanie do użytku (w maju) bazy transportu sanitarnego przy ul. Wareckiej 2, wybudowanej w ciągu 2 i pół roku, z 4- i 3-piętrowymi garażami na 240 pojazdów, stacją diagnostyczną, zapleczem technicznym z lakiernią i blacharnią, stacją benzynową i zapleczem socjalnym; oficjalne otwarcie odbyło się 20 lipca[116];
- (S)  zdobycie przez siatkarki „Startu” Łódź (po raz czwarty) mistrzostwa Polski w piłce siatkowej kobiet;
- (S)  zdobycie przez koszykarki ŁKS Łódź (po raz trzeci) mistrzostwa Polski w koszykówce kobiet;
- (S)   (U)  wmurowanie (19 lipca) aktu erekcyjnego pod budowę hali sportowej Rzemieślniczego Klubu Sportowego „Resursa” przy ul. Długosza 43; oddana do użytku 19 lipca 1974;
- (Z)  otwarcie (19 lipca) po rozbudowie pierwszej części Miejskiego Ogrodu Botanicznego przy ul. Krzemienieckiej 36/38, o powierzchni 20 ha;
- (T)  ukończenie (20 lipca) remontu dworca Łódź Fabryczna, podczas którego zainstalowano m.in. wiaty nad peronami i południową częścią dworca;
- (U)  oddanie do użytku (20 lipca) pierwszego w Łodzi podziemnego przejścia dla pieszych przy Dworcu Fabrycznym; zostało zlikwidowane wiosną 2014 podczas budowy Nowego Centrum Łodzi;
- (T)  wprowadzenie do eksploatacji (1 września) pierwszych sprowadzonych w sierpniu tramwajów przegubowych Konstal 803N; w latach 1973–75 Łódź otrzymała łącznie 141 wagonów; od połowy 1992 r. kursowały wyłącznie na liniach podmiejskich, a ostatnim dniem ich eksploatacji był 31 marca 2012[117];
- (Ś)  oddanie do użytku Domu Prasy wraz z drukarnią Prasowych Zakładów Graficznych (wcześniej Zakłady Graficzne Robotniczej Spółdzielni Wydawniczej „Prasa”) przy ul. Armii Czerwonej 28 (ob. al. Piłsudskiego 82)[118];

### 1974

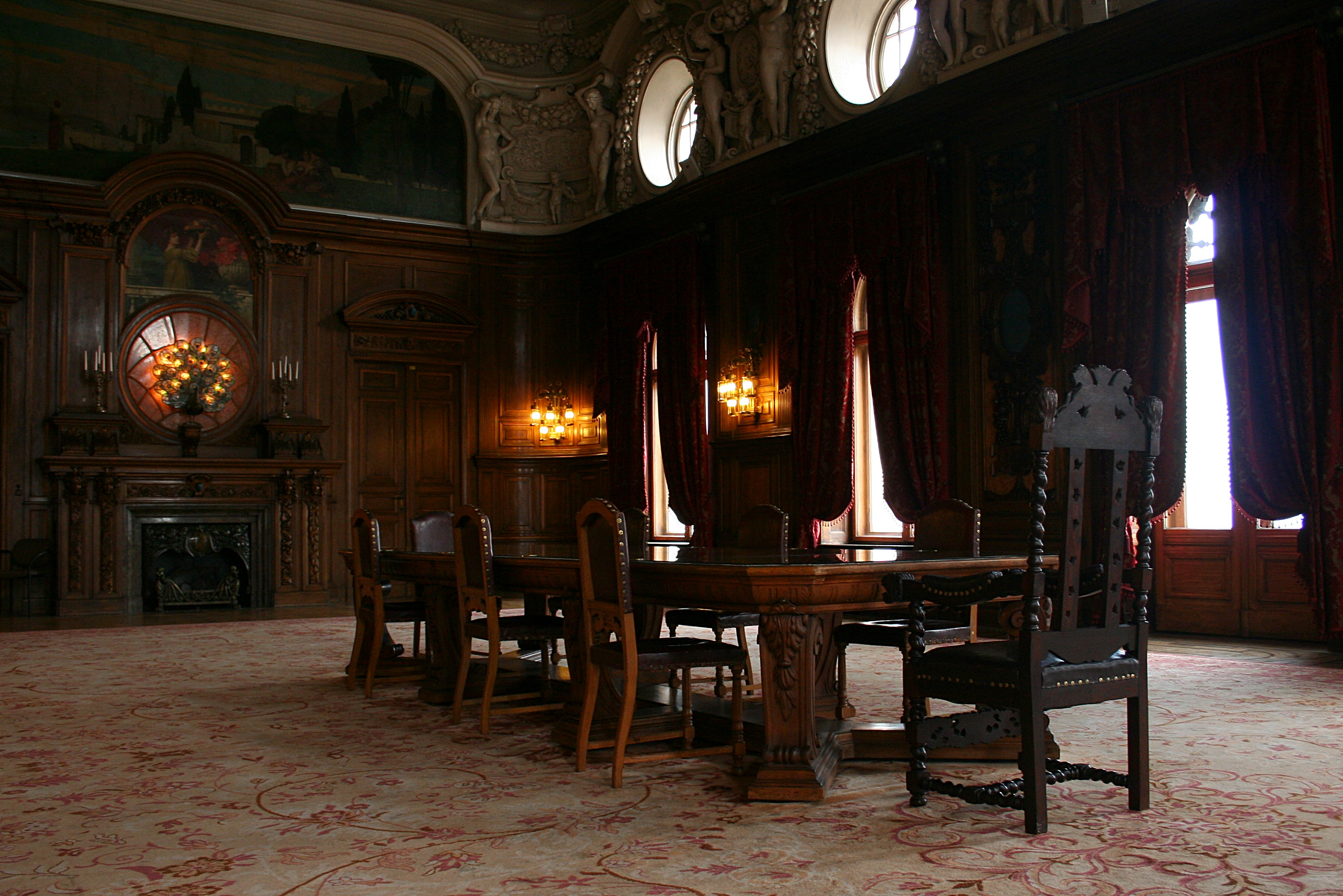
Jadalnia pałacu Izraela Poznańskiego, w której nakręcono scenę odwiedzin Borowieckiego u Buchholza
w filmie Ziemia obiecana
(maj 2010)

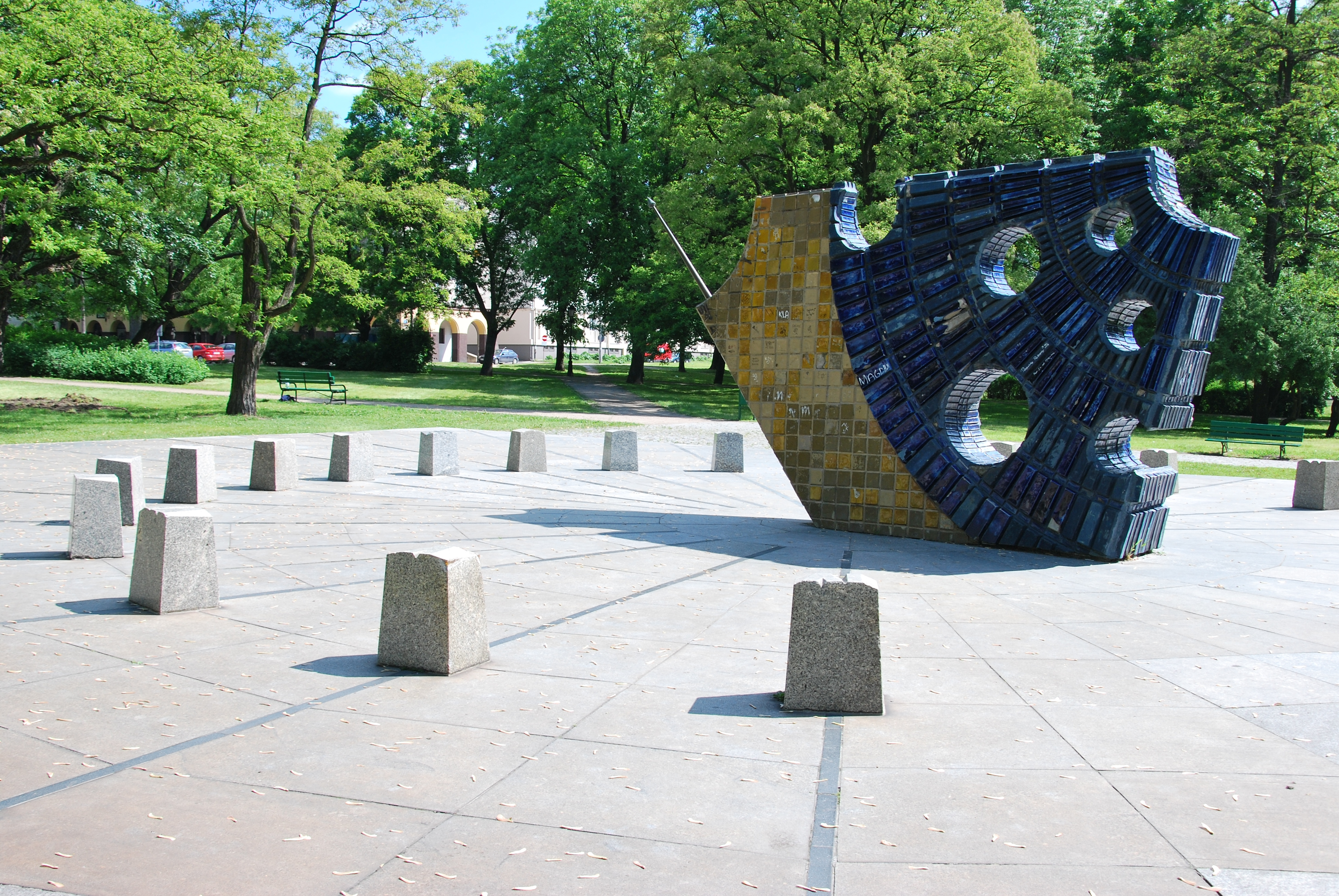
Zegar słoneczny
w Parku Staromiejskim
(maj 2013)

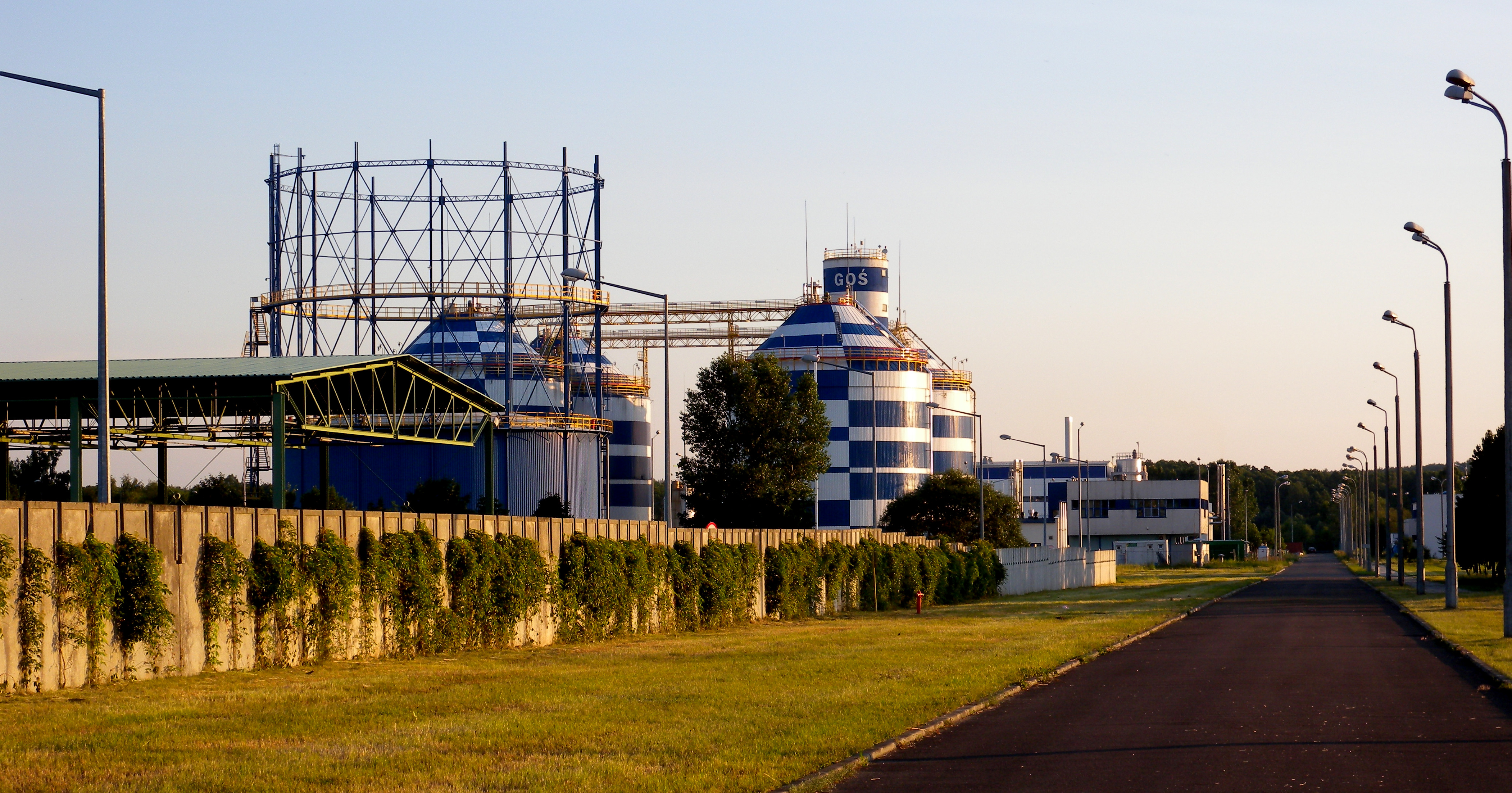
Grupowa Oczyszczalnia Ścieków (lipiec 2009)

- (K)  pierwszy Ogólnopolski Przegląd Piosenki Turystycznej „Óć 1974” (16–17 marca), zorganizowany przez organizacje studenckie Politechniki Łódzkiej; z tego przeglądu narodził się rok później Ogólnopolski Studencki Przegląd Piosenki Turystycznej „Yapa”;
- (H)   (K)  I Polskie Targi Estradowe „POLTEST” (5–8 kwietnia) w Hali Sportowej przy ul. Worcella (ob. ul. ks. hm. Skorupki) 21. W ich ramach wystąpiło około 700 wykonawców w 60 programach artystycznych i koncertach; odbyło się 30 pokazów giełdowych prezentujących możliwości polskiego przemysłu rozrywkowego[119][120];
- (K)  rozpoczęcie (9 kwietnia) na ulicach Łodzi realizacji zdjęć plenerowych do filmu Ziemia obiecana w reż. Andrzeja Wajdy (premiera filmu 21 lutego 1975 r.); obraz nominowano do Oscara w kategorii filmu nieangielskojęzycznego (nagrodę zdobył radziecki film Dersu Uzała w reżyserii Akiry Kurosawy);
- (E)   (U)  oficjalne oddanie do użytku (29 kwietnia) nowego gmachu Państwowej Ogólnokształcącej Szkoły Muzycznej I i II stopnia im. Henryka Wieniawskiego przy ul. Sosnowej 9, z salą koncertową na 370 miejsc, wybudowanego w latach 1970–74 według projektu K. Sosnowskiej[121];
- (H)  otwarcie (1 maja) kawiarni „Pod Kurantem” przy pl. Wolności 7 (116 miejsc, w tym 20 na tarasie)[122];
- (S)   (U)  wmurowanie (11 maja) kamienia węgielnego pod budowę hali sportowej Chojeńskiego Klubu Sportowego (wówczas ChKS „Komunalni”) przy ul. Kosynierów Gdyńskich 18[123];
- (T)   (U)  otwarcie (13 maja) drugiej jezdni ul. Aleksandrowskiej na odcinku od skrzyżowania z ul. Kwiatową (ob. skrzyżowanie z ulicami Bielicową i Warecką) do posesji nr 127 za skrzyżowaniem z ul. Szczecińską[124];
- (I)   (T)  uruchomienie (25 maja) automatycznej telefonicznej informacji o godzinach odjazdów pociągów z dworca Łódź Kaliska (pod numerem 284-60) i z dworców Łódź Fabryczna i Łódź Chojny (pod numerem 399-80), czynnej w dni powszednie w godz. 15:00–8:00, w soboty od godz. 13:00, a w niedziele i święta – całą dobę. Z każdym z numerów mogło łączyć się jednocześnie 10 abonentów telefonicznych, a rozkład odjazdów był odtwarzany z taśmy magnetofonowej[125];
- (U)  podjęcie (27 maja) decyzji o budowie osiedla mieszkaniowego Widzew Wschód dla Robotniczej Spółdzielni Mieszkaniowej „Bawełna” (ukończone w 1981 r.);
- (S)  zdobycie przez koszykarki ŁKS Łódź (po raz czwarty) mistrzostwa Polski w koszykówce kobiet;
- (T)  zatwierdzenie (w czerwcu) przez prezydenta miasta projektu nowej organizacji ruchu w centrum Łodzi – w okresie od 1 lipca do 30 października wprowadzono etapami pierwszeństwo przejazdu wzdłuż wyznaczonych ciągów ulic, a na wielu ulicach – ruch jednokierunkowy, z parkowaniem dozwolonym tylko po jednej stronie; zezwolono na parkowanie pojazdów na chodnikach o dostatecznej szerokości; ponadto znacznie ograniczono ruch na ul. Nowomiejskiej między ulicami Ogrodową a Północną, placu Wolności i ul. Piotrkowskiej między pl. Wolności a ul. Główną (ob. al. Piłsudskiego), zezwalając na przejazd skrzyżowań z ulicami poprzecznymi na wprost tylko autobusom komunikacji miejskiej; zmianom uległy trasy wielu linii tramwajowych i autobusowych[126][127];
- (T)  oddanie do użytku (7 lipca) nowej pętli tramwajowej na ul. Skrajnej przy ul. Rudzkiej; zamknięta 24 lipca 1996, rozebrana przed końcem roku[128];
- (I)   (T)  uruchomienie (18 lipca) na skrzyżowaniu ulic Ogrodowej i Zachodniej pierwszej w Łodzi podwieszonej na wysięgnikach sygnalizacji świetlnej[129];
- (S)   (U)  oficjalne oddanie do użytku (19 lipca) hali sportowej Rzemieślniczego Klubu Sportowego „Resursa” przy ul. Letniej 4 (ob. al. Włókniarzy 183)[130]; po upadku klubu w listopadzie 2001 została zamknięta; po ponad 18 latach, na początku marca 2020, zdewastowany obiekt wyburzono[131];
- (O)  powstanie (w lipcu) Przedsiębiorstwa Turystycznego „Łódź”;
- (I)  zakończenie (w lipcu) budowy zegara słonecznego w parku Staromiejskim;
- (U)  (H)  rozpoczęcie działalności (16 października) Targowiska Dolna-Ceglana[132];
- (G)  uruchomienie produkcji (30 września) w nowych obiektach Fabryki Dywanów „Dywilan” przy ul. Dąbrowskiego 247, wzniesionych w latach 1972–74;
- (I)  rozpoczęcie budowy Grupowej Oczyszczalni Ścieków (23 października), największej obecnie oczyszczalni ścieków tego typu w kraju (366 ha powierzchni), zlokalizowanej nad rzeką Ner, w południowo-zachodniej części miasta; w 1990 r. oddano do użytku pierwszy kolektor, halę krat i piaskowników oraz kanał ominięcia; w 1994 r. zbudowano siódmy kolektor, co pozwoliło na pełne przejęcie ścieków i wyłączenie z eksploatacji starej oczyszczalni mechanicznej na Lublinku (ścieki z Łodzi, Konstantynowa Łódzkiego, Ksawerowa, Pabianic i Nowosolnej); w 1997 r. powstały pierwsze zamknięte komory fermentacyjne o wysokości 30 m; w 2002 r. dobudowano linie biologicznego oczyszczania ścieków oraz ukończono hale z dmuchawami, dostarczającymi tlen mikroorganizmom usuwającym zanieczyszczenia; w 2004 r. wybudowano elektrociepłownię zasilaną biogazem z komór fermentacyjnych;
- (G)  uruchomienie produkcji (23 listopada) w nowych obiektach Zakładów Przemysłu Dziewiarskiego „Bistona” przy ul. Dąbrowskiego 234;

### 1975

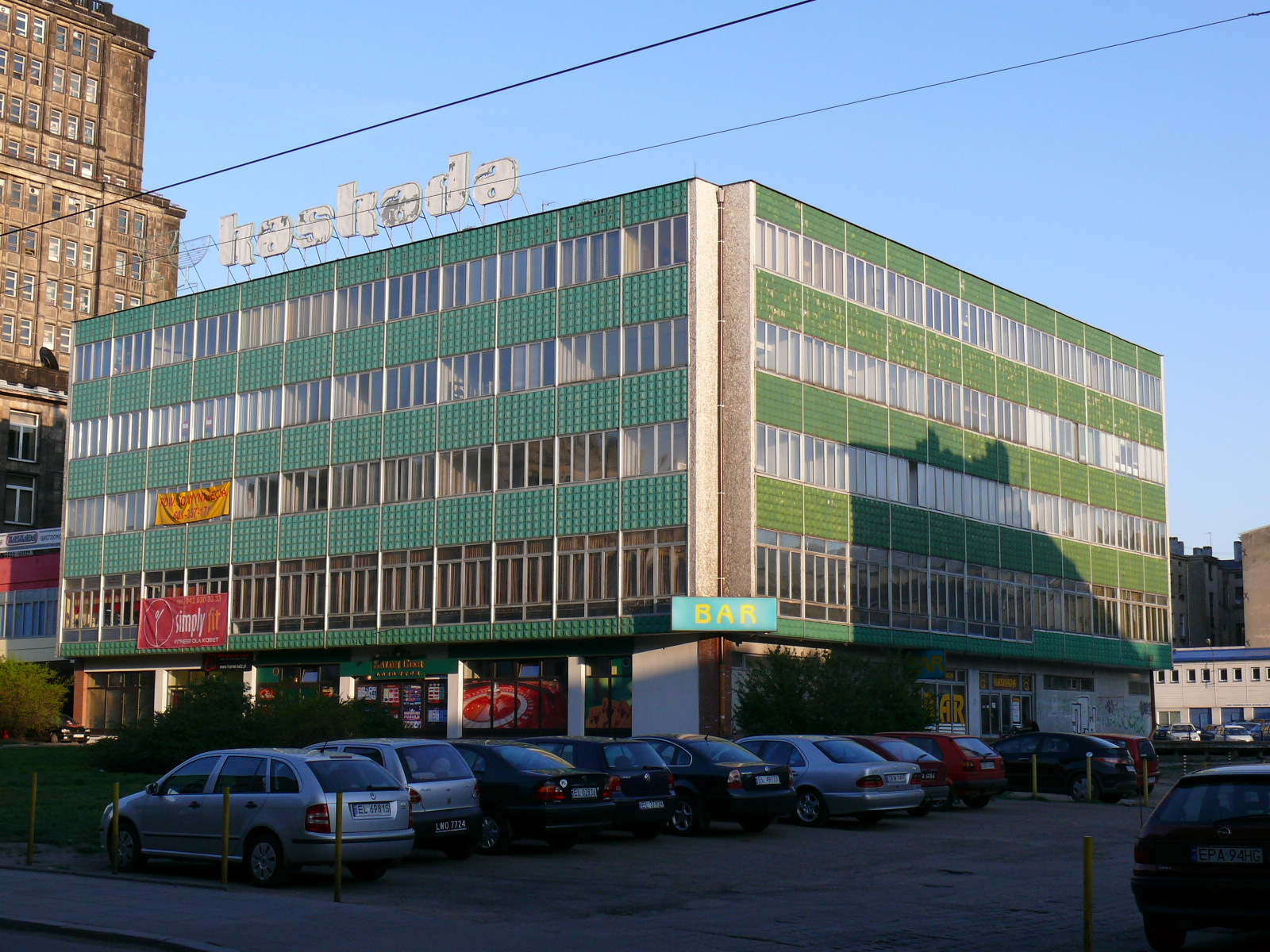
Kombinat gastronomiczny „Kaskada” (2007)

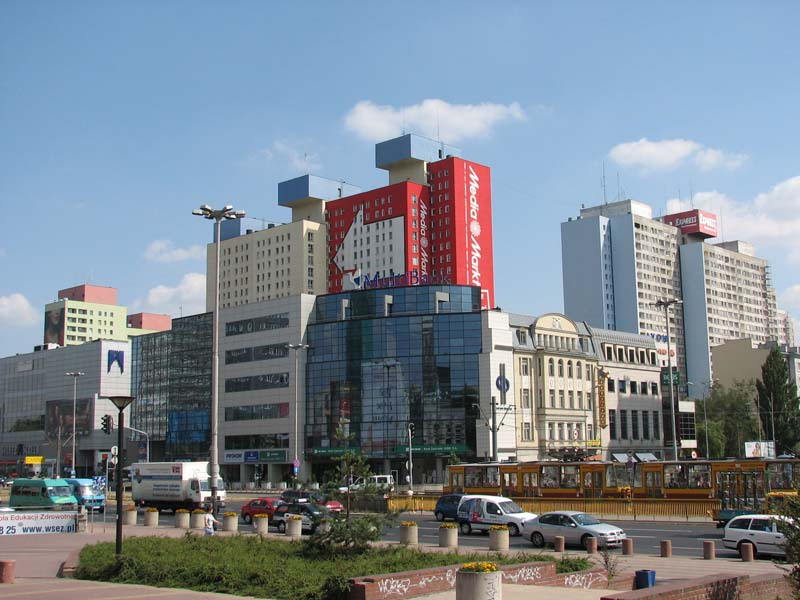
Śródmiejska Dzielnica Mieszkaniowa (2006)

- (K)  otwarcie (11 stycznia) na I piętrze kamienicy przy ul. Narutowicza 2 Klubu Gier Automatycznych „Maxim”;
- (H)   (U)  otwarcie (20 lutego) kombinatu gastronomicznego „Kaskada” przy ul. Narutowicza 7/9 (z barem szybkiej obsługi na 220 miejsc, restauracją i kawiarnią na 220 miejsc, wytwórnią i sklepem cukierniczym oraz dwiema własnymi orkiestrami);
- (K)  otwarcie (30 kwietnia) kina „Iwanowo” przy ul. Limanowskiego 200 (z widownią liczącą 633 miejsca, kawiarnią i szatnią); było to 32. kino działające w Łodzi; w III RP zmieniło nazwę na „Adria” i po kilku latach zostało zamknięte;
- (S)  po raz siedemnasty Łódź była (21 maja) miastem etapowym XXVIII Wyścigu Pokoju z Berlina przez Pragę do Warszawy; meta XII etapu Konin – Łódź (112 km) znajdowała się po raz piętnasty (ostatni) na stadionie ŁKS przy al. Unii (ob. al. Unii Lubelskiej) 2; zwyciężył Polak – Stanisław Boniecki (2:18:22); 22 maja kolarze wyruszyli z Łodzi do Warszawy[133];
- (A)  likwidacja (28 maja) województwa łódzkiego i utworzenie w jego miejsce kadłubowego województwa miejskiego łódzkiego, o powierzchni zaledwie 1524 km²; z dotychczasowego dużego regionu wyodrębniono mniejsze ośrodki administracyjne ze stolicami w Łodzi, Kaliszu, Koninie, Piotrkowie Trybunalskim, Płocku, Sieradzu i Skierniewicach;
- (U)  rozpoczęcie (w maju) budowy Śródmiejskiej Dzielnicy Mieszkaniowej według projektu Andrzeja Nędzi, Mieczysława Sowy, Krzysztofa Wiśniowskiego i Ryszarda Żabińskiego, nazwanej przez łodzian „łódzkim Manhattanem”;
- odsłonięcie (22 czerwca) pomnika Czynu Rewolucyjnego w parku im. Józefa Piłsudskiego na Zdrowiu; wyremontowany i przebudowany w latach 2005–06;
- (S)  mecz towarzyski (8 października) piłkarskiej reprezentacji Polski z Węgrami na stadionie ŁKS; Polacy wygrali 4:2 (3:1); bramki dla Polski zdobyli Kazimierz Kmiecik (12 min.), Henryk Kasperczak (17 min.) i Joachim Marx (31 i 77 min.); był to siódmy w historii występ piłkarskiej reprezentacji narodowej seniorów na stadionie przy al. Unii (ob. al. Unii Lubelskiej);
- (K)  pierwsze Międzynarodowe Triennale Tkaniny (22 października – 31 grudnia) w Muzeum Historii Włókiennictwa (obecnie Centralne Muzeum Włókiennictwa) z udziałem 163 artystów z 14 krajów;
- (E)   (K)  powołanie (1 października) Muzeum Historii Miasta Łodzi (obecnie Muzeum Miasta Łodzi) w dawnym pałacu Izraela Poznańskiego przy ul. Ogrodowej 15[134];
- (T)  oddanie do użytku (1 listopada) nowej pętli tramwajowej na ul. Rzgowskiej przy ul. Kurczaki[105];
- (L)  Łódź liczyła 798 263 mieszkańców;

### 1976

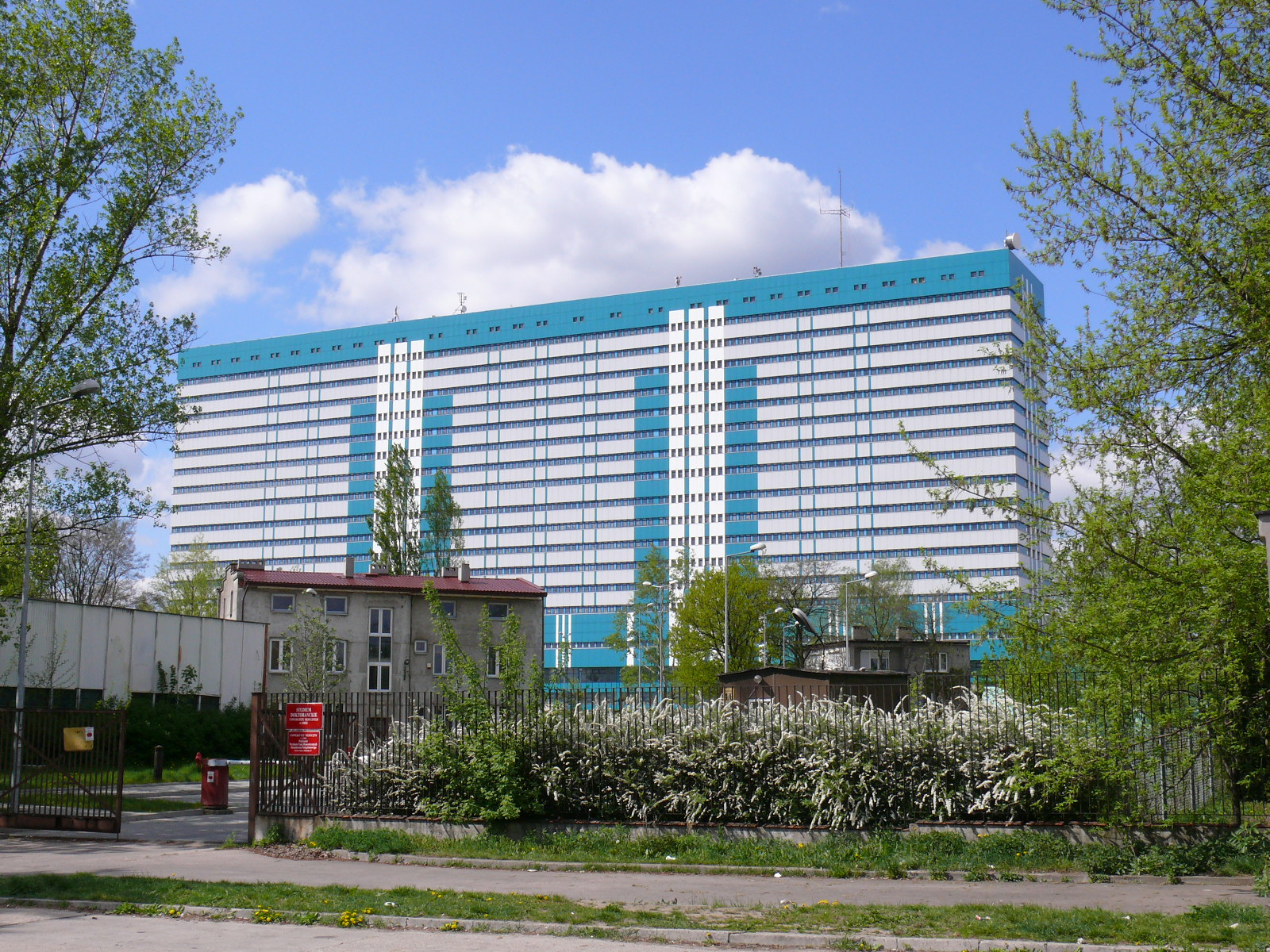
Centrum Kliniczno-Dydaktyczne UM
(kwiecień 2007)

- (M)   (U)  wmurowanie (16 stycznia) aktu erekcyjnego pod budowę Centrum Kliniczno-Dydaktycznego Akademii Medycznej przy ul. Czechosłowackiej 8/10 / ul. Nowotki (ob. ul. Pomorska) 251 (obecnie Centrum Kliniczno-Dydaktyczne Uniwersytetu Medycznego). Budowę zakończono 13 grudnia 2013, czyli po blisko 38 latach[135], zaś pierwszych pacjentów przyjęto na leczenie 1 kwietnia 2014[136];
- (N)  otwarcie (19 stycznia) przy ul. Zgierskiej 147 Muzeum Martyrologii i Walki – filii Muzeum Historii Ruchu Rewolucyjnego (obecnie Oddział Martyrologii i Walki „Radogoszcz” Muzeum Tradycji Niepodległościowych);
- (G)  oficjalne otwarcie (2 lutego) Zakładów Aparatury Elektrycznej „Ema-Elester” przy ul. Lodowej 88 (obecnie Elester S.A.);
- (T)  wprowadzenie do eksploatacji (14 lutego) autobusu Jelcz-Berliet PR110U; do 1992 r. (zakończenie eksploatacji) Łódź otrzymała łącznie 315 pojazdów[58][137];
- (U)  rozpoczęcie (16 marca) budowy trasy W-Z (początek prac – na skrzyżowaniu dawnej ul. Mickiewicza z ul. Żeromskiego);
- (H)  otwarcie (29 kwietnia) cukiernio-kawiarni „Hortex” przy ul. Piotrkowskiej 106/110 (obecnie cukiernio-kawiarnia „Hort-Cafe”);
- (S)  otwarcie (19 czerwca) kąpieliska „Fala” przy al. Unii (ob. al. Unii Lubelskiej) 4 na Zdrowiu (m.in. 4 baseny, w tym jeden ze sztuczną falą); przeznaczone było dla 4000 osób i zajmowało 7 ha. W 1992 r. zostało zamknięte, a w jego miejscu powstał w latach 2005–08 Aquapark „Łódź – Fala”;
- (P)  manifestacja na pl. Dąbrowskiego (26 czerwca), zorganizowana przez Komitet Łódzki PZPR w odpowiedzi na wydarzenia czerwcowe w Radomiu, Ursusie i Płocku; na wiecu pod hasłem „Robotnicza Łódź – z Wami towarzyszu Gierek” do zgromadzonych kilku tysięcy łodzian przemawiał m.in. I sekretarz KŁ PZPR Bolesław Koperski;

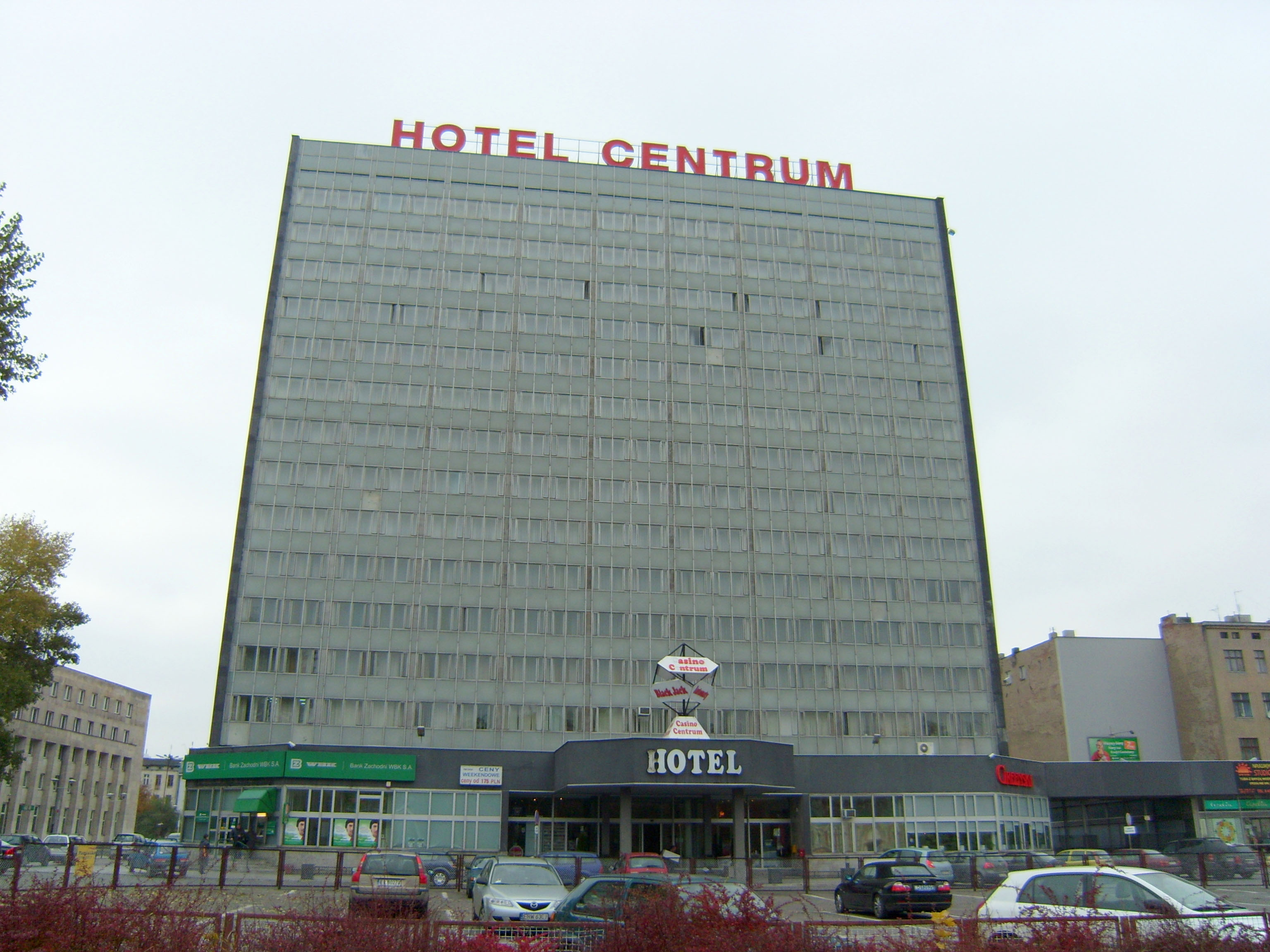
Hotel „Centrum”
(październik 2007)

- (P)  wiece w łódzkich zakładach produkcyjnych (28 czerwca) – manifestacja poparcia polityki PZPR i rządu, a potępienie tych, którzy [...] ośmielili się wykorzystać fakt konsultacji narodowej do chuligańskich, warcholskich i niszczycielskich wystąpień[138];
- (S)  zdobycie przez siatkarki ChKS Łódź mistrzostwa Polski w piłce siatkowej kobiet;
- (U)  oficjalne otwarcie (18 sierpnia) przy ul. Kilińskiego 59/63 hotelu „Centrum” z 400 miejscami noclegowymi; działał do 26 czerwca 2014, w listopadzie rozpoczęto jego rozbiórkę, którą zakończono na początku lutego 2015;
- (G)  uruchomienie produkcji (1 września) w nowych Zakładach Tkanin Obiciowych „Vera” przy ul. Siewnej 15; oficjalnie zakłady otwarto 17 stycznia 1977;
- (H)   (U)  otwarcie (25 września) Spółdzielczego Domu Handlowego „Juventus” przy ul Głównej (ob. al. Piłsudskiego) 14, wybudowanego według projektu łódzkiego architekta Aleksandra Zwierki;
- (T)  otwarcie nowej zajezdni autobusowej na Nowych Sadach;
- (L)  liczba mieszkańców Łodzi przekroczyła 800 000;

### 1977
- (T)  dostarczenie (12 stycznia) pierwszych dwóch wagonów tramwajowych Konstal 805N, których prowadzenie odbywało się nie przy użyciu korb (jak w dotychczasowych tramwajach), lecz pedałów przyspieszenia i hamowania; do ruchu zostały wprowadzone 14 lutego 1978[139];

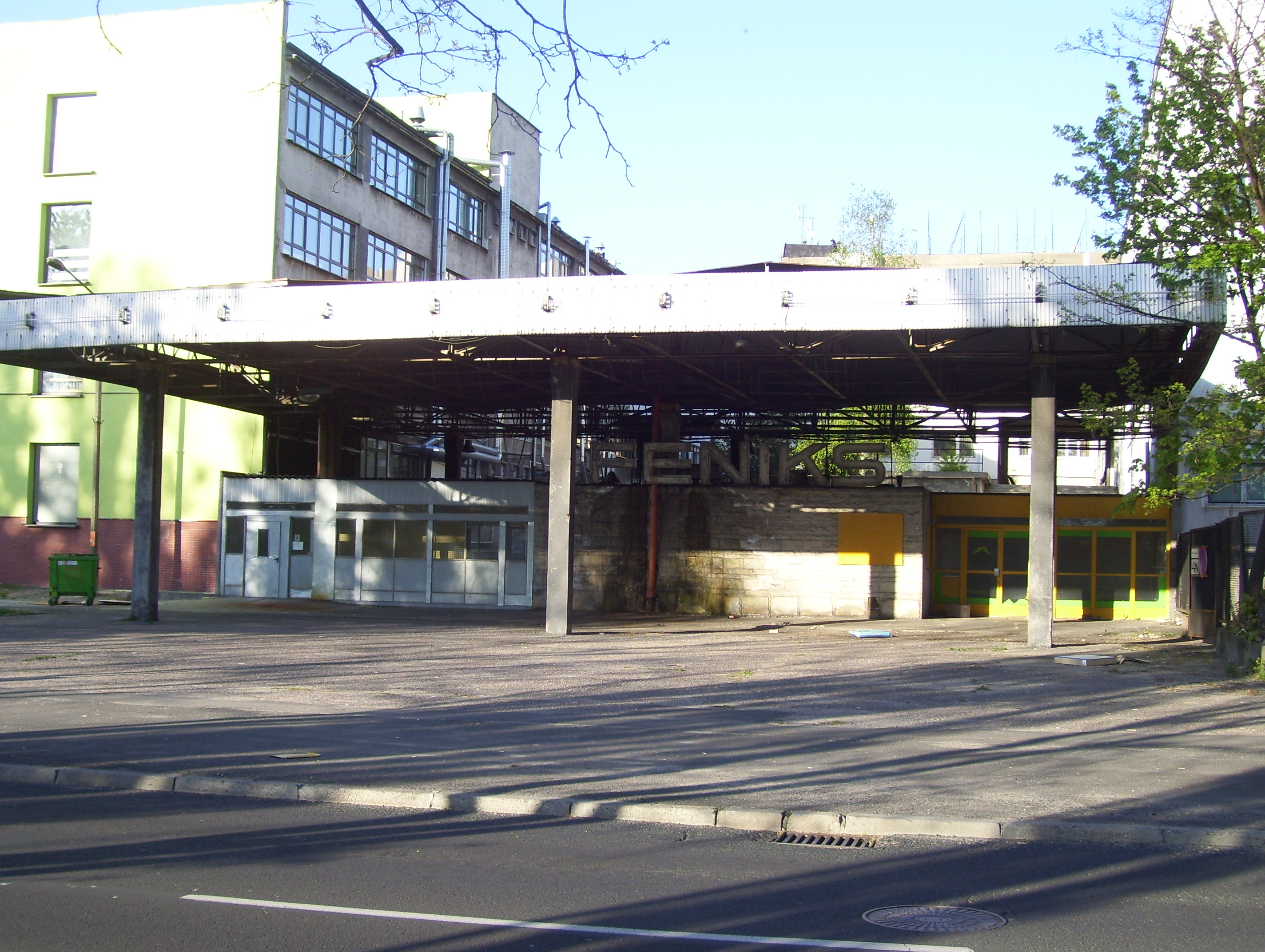
Dawne Zakłady Przemysłu Pończoszniczego „Feniks”
(maj 2007)

- (U)  otwarcie (17 stycznia) nowego obiektu Zakładów Przemysłu Odzieżowego im. Adama Próchnika przy ul. Promińskiego (ob. al. marsz. Śmigłego-Rydza) 20, wybudowanego według projektu zespołu pod kierownictwem Leszka Durysa (architekt – Jerzy Kurmanowicz, główny konstruktor – Stefan Bubiak). Zakłady opuściły budynek w 1999 r., w latach 2007–09 został on przebudowany przez firmę Mermaid Properties na biurowiec Cross Point;
- (G)  uruchomienie produkcji (w styczniu) w nowym obiekcie Zakładów Przemysłu Pończoszniczego „Feniks” przy ul. Brzezińskiej 5/15; oficjalnie zakłady otwarto 21 lipca;
- (S)  po raz osiemnasty Łódź była (9 maja) miastem etapowym XXX Wyścigu Pokoju z Warszawy przez Berlin do Pragi; meta II etapu Warszawa – Łódź (125 km) znajdowała się na ul. Promińskiego (ob. al. marsz. Śmigłego-Rydza) w rejonie wiaduktu nad bocznicą kolejową; zwyciężył reprezentant ZSRR – Aleksandr Awierin (2:46:39); 10 maja kolarze wyruszyli z Łodzi do Torunia[133][140];
- (T)  uruchomienie (21 maja) pierwszego bezpośredniego międzynarodowego połączenia kolejowego z Łodzi do Berlina[141];
- (S)  zdobycie przez siatkarki „Startu” Łódź (po raz piąty) mistrzostwa Polski w piłce siatkowej kobiet;
- (T)  odjazd (1 września) ostatniej lokomotywy parowej z dworca Łódź Kaliska; odtąd trakcja parowa została w Łodzi zastąpiona spalinową i elektryczną[141];
- (G)   (I)  uruchomienie (28 października) pierwszego turbozespołu w nowej elektrociepłowni EC-4 (ob. przy ul. Andrzejewskiej 5);
- (H)   (U)  otwarcie (5 listopada) Domu Handlowego „Hermes” przy ul Głównej (ob. al. Piłsudskiego) 10, wybudowanego według projektu łódzkiego architekta Aleksandra Zwierki;
- (U)  otwarcie (15 listopada) przy ul. Retkińskiej 106 pierwszego w Polsce krytego strzeżonego parkingu osiedlowego na 100 pojazdów, z myjnią;
- otwarcie (w grudniu) pierwszego w Łodzi klubu nocnego – „Night-Clubu” w budynku Estrady Łódzkiej przy ul. Narutowicza 28;

### 1978

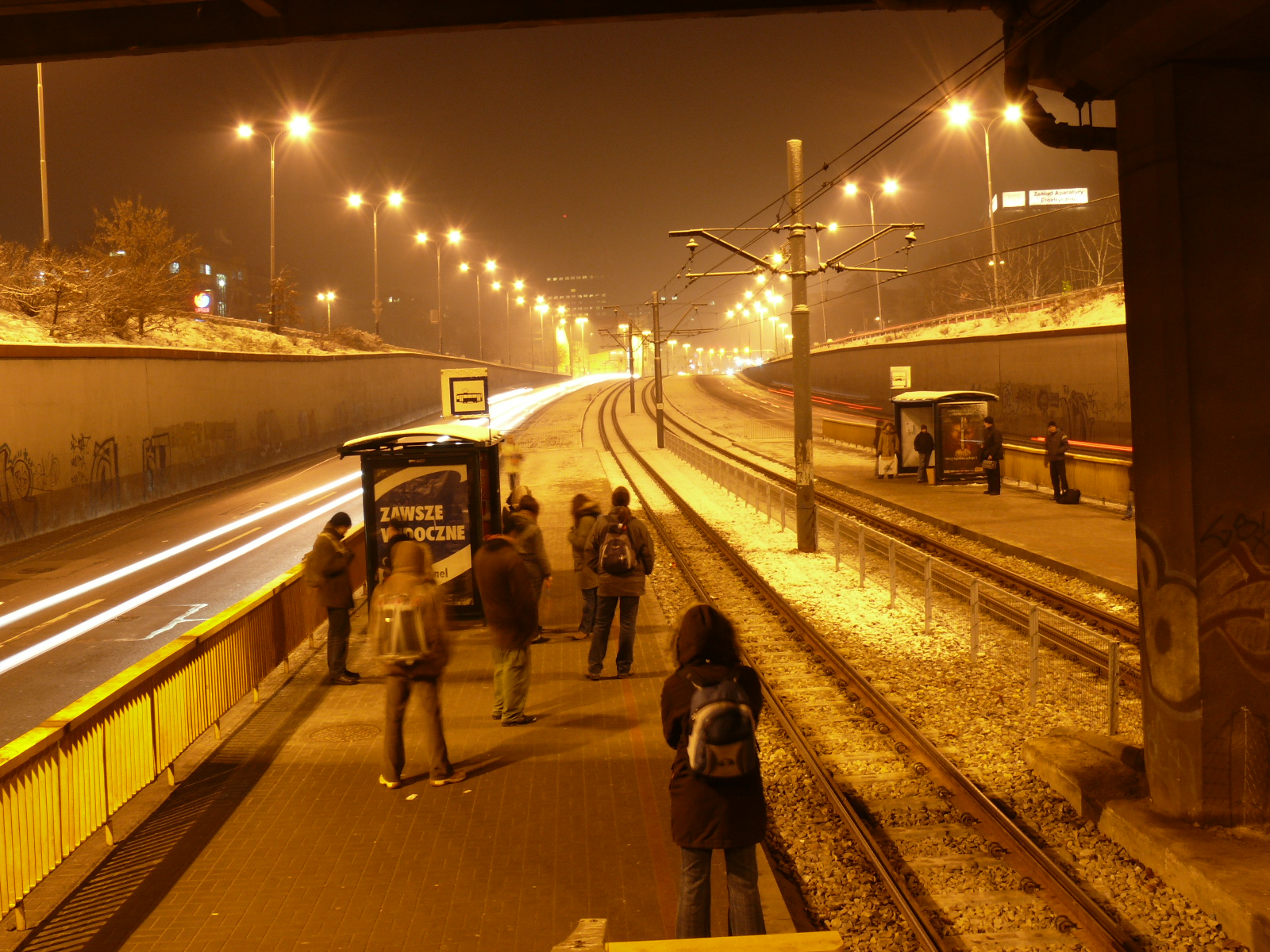
Fragment trasy W-Z
(listopad 2007)

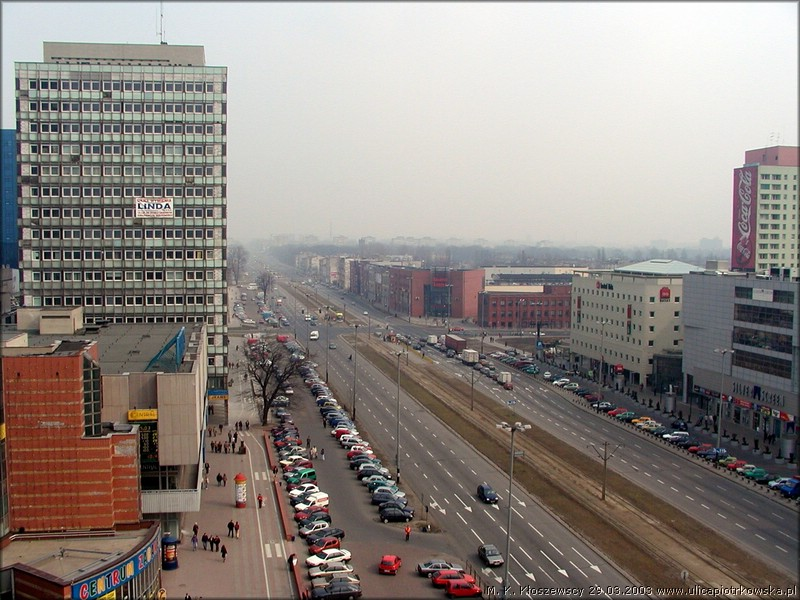
Trasa W-Z, widok w kierunku wschodnim (fot. Konrad Kłoszewski, marzec 2003)

- (T)   (U)  oddanie do użytku (19 stycznia) górnej części dwupoziomowego węzła komunikacyjnego nowej trasy W-Z – skrzyżowania al. Mickiewicza z ulicami Żeromskiego i Łąkową;
- (U)  oddanie do użytku (w styczniu) pierwszego 26-kondygnacyjnego wieżowca Śródmiejskiej Dzielnicy Mieszkaniowej – przy ul. Piotrkowskiej 182, o wysokości 76 m;
- (T)  wprowadzenie do eksploatacji (14 lutego) tramwajów Konstal 805N; łącznie do Łodzi sprowadzono 27 pojazdów, wycofywano je od 1984 r., ostatnie dwa jeździły do końca 2000 r.[139];
- otwarcie (10 kwietnia) nowoczesnego Centrum Przedsiębiorstwa Turystycznego „Łódź” przy pl. Wolności 10/11;
- (S)  mecz towarzyski (12 kwietnia) piłkarskiej reprezentacji Polski z Irlandią na stadionie ŁKS; Polacy wygrali 3:0 (0:0); bramki dla Polski zdobyli Zbigniew Boniek (52 min.), Kazimierz Deyna (60 min.) i Włodzimierz Mazur (82 min.); był to ósmy w historii występ piłkarskiej reprezentacji narodowej seniorów na stadionie przy al. Unii (ob. al. Unii Lubelskiej);
- (N)   (O)  utworzenie łódzkiej siedziby Polskiej Akademii Nauk; inauguracja (8 czerwca) Wszechnicy PAN w sali obrad Rady Narodowej m. Łodzi;
- (T)  oddanie do użytku (9 lipca) nowej pętli tramwajowej na ul. Marchlewskiego (ob. al. ks. kard. Wyszyńskiego) przy ul. Allende (ob. ul. ks. Popiełuszki)[105];
- (A)  prezydentem Łodzi i wojewodą został (od 6 września) Józef Niewiadomski; obie funkcje pełnił do 12 grudnia 1985;
- (K)  odsłonięcie (21 października) pomnika Władysława Stanisława Reymonta na pl. Reymonta, wykonanego z brązu według projektu łódzkiego artysty rzeźbiarza Wacława Wołosewicza;
- (T)  oddanie do użytku (29 października) nowej pętli tramwajowej na ul. Lodowej przy ul. Przybyszewskiego; w tym samym dniu zlikwidowano pętle tramwajowe na ul. Przybyszewskiego przy ul. Tatrzańskiej i przy linii kolei obwodowej[105];
- (T)   (U)  otwarcie (12 grudnia) ruchu na trasie W-Z na odcinku od al. Włókniarzy do ul. Wysokiej (3150 m). Budowa trasy trwała niespełna 21 miesięcy, kosztowała 800 mln złotych, a pracowało przy niej 21 przedsiębiorstw;
- (D)  niespodziewany i gwałtowny atak zimy (29 grudnia 1978 – 8 stycznia 1979) – przez Łódź przetoczyła się fala śnieżyc, którym towarzyszył silny i porywisty wiatr. Temperatura powietrza 29 grudnia spadła w ciągu kilku godzin z 6 °C do –11 °C, nocami panował silny mróz (do –26 °C w dniu 5 stycznia 1979). W mieście wiatr usypał wysokie zaspy – ulice stały się nieprzejezdne, w dniach 31 grudnia 1978 i 1 stycznia 1979 prawie całkowicie została wstrzymana komunikacja miejska (w kolejnych dniach kursowała tylko głównymi, zastępczymi trasami); zawieszono do odwołania kursowanie wielu pociągów i autobusów PKS; do 7 stycznia przedłużone zostały ferie świąteczne w szkołach; z powodu unieruchomienia skutych lodem taśmociągów elektrociepłownia EC-4 przerwała na kilka dni ogrzewanie m.in. osiedli Widzew Wschód, części Dąbrowy i Zarzewa (temperatura w mieszkaniach spadła do 4 °C); do odblokowania ulic ze śniegu użyto pługów gąsienicowych i wirnikowych; władze miasta wezwały do pomocy w odśnieżaniu wojsko, Milicję Obywatelską, ORMO, załogi zakładów pracy i studentów[142][143][144];

### 1979

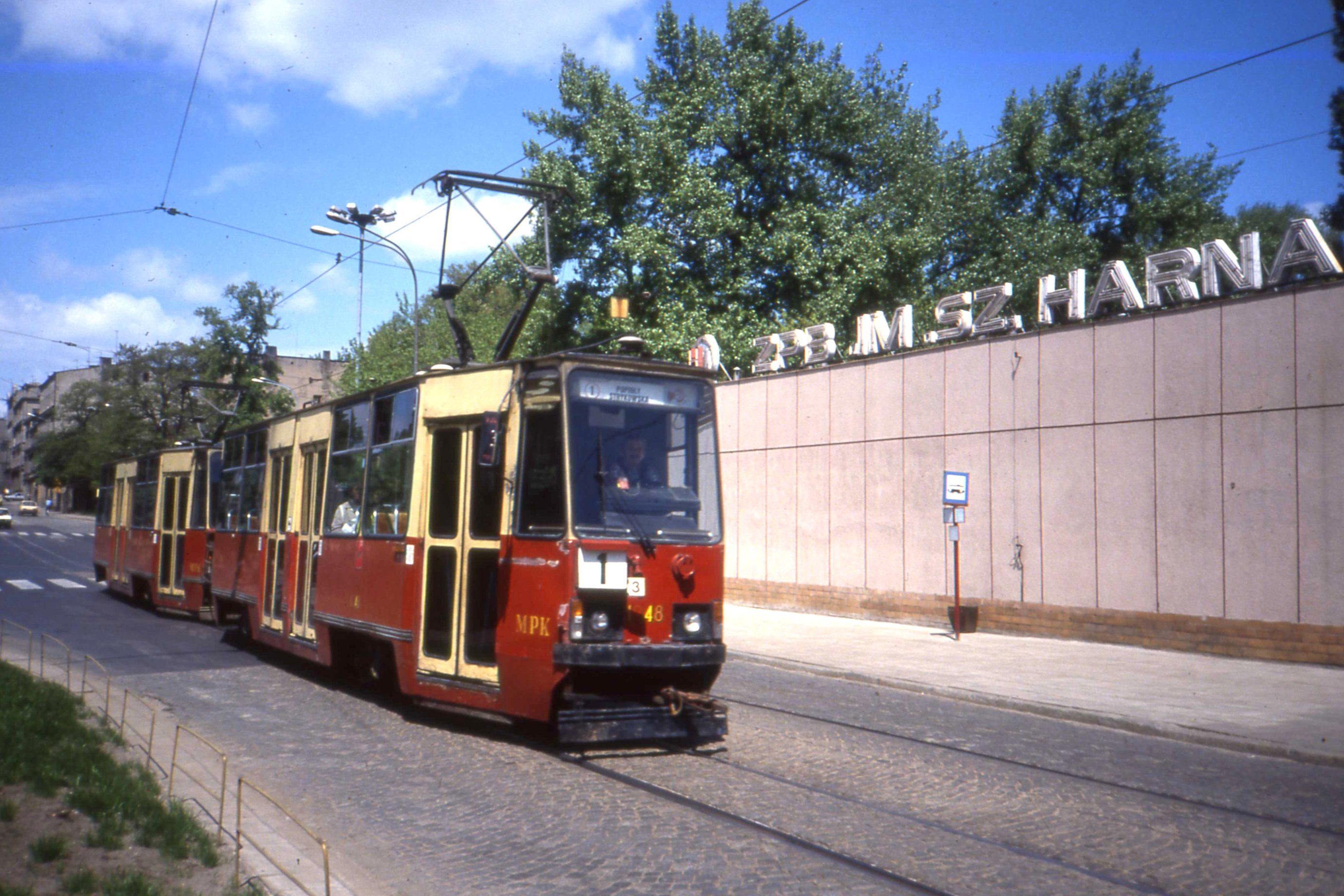
Tramwaj Konstal 805Na
na ul. Kilińskiego mija nieistniejące dziś Zakłady Przemysłu Bawełnianego
im. Szymona Harnama
(maj 1991)

- (I)  uruchomienie (12 stycznia) drugiej w Polsce centrali telefonicznej E-10 pozwalającej na automatyczne uzyskiwanie połączeń międzymiastowych;
- (I)   (T)  uruchomienie (28 marca) na przejściu dla pieszych przez ul. Promińskiego (ob. al. marsz. Śmigłego-Rydza) przy ul. Zbaraskiej pierwszej w Łodzi sygnalizacji świetlnej uruchamianej przez pieszego przyciskiem[145];
- (S)   (U)  oddanie do użytku (7 listopada) hali Klubu Sportowego „Tęcza” przy ul. Karpackiej 61;
- (K)  powstanie awangardowej grupy artystycznej „Łódź Kaliska”;
- (T)  wprowadzenie do eksploatacji nowych tramwajów Konstal 805Na; był to model sprowadzony do Łodzi w największej liczbie – do 1990 r. 439 wagonów; wiele z nich jeździ nadal, część została zmodernizowana[146];

### 1980
- (T)  przedłużenie (18 stycznia) trasy tramwajowej wzdłuż ul. Przybyszewskiego od ul. Lodowej do obecnego ronda Sybiraków i dalej, wzdłuż ul. Puszkina, do nowej pętli przy zbiegu z ul. Rokicińską;
- (E)   (N)  pierwszy Ogólnopolski Przegląd Filmów Przyrodniczych o nagrodę im. Włodzimierza Puchalskiego (15–17 maja); obecnie Międzynarodowy Festiwal Filmów Przyrodniczych im. Włodzimierza Puchalskiego;
- (U)  oddanie do użytku (w czerwcu) pierwszego bloku na osiedlu Chojny Zatorze;
- (D)   (L)  liczne strajki w wielu łódzkich zakładach pracy (8–15 sierpnia); główne żądania strajkujących dotyczyły płac i organizacji pracy; prasa lokalna poinformowała o strajkach dopiero 15 sierpnia, nazywając je zakłóceniami w rytmie pracy i przerwami w pracy[147];
- (D)   (L)  nasilenie strajków sierpniowych (26–31 sierpnia) o charakterze solidarnościowym; strajk pracowników Miejskiego Przedsiębiorstwa Komunikacyjnego – przez 6 dni mieszkańcy Łodzi byli pozbawieni komunikacji miejskiej (została wznowiona w nocy z 31 sierpnia na 1 września, po podpisaniu w Gdańsku porozumień sierpniowych);
- (O)   (P)  pierwsze zebranie w Łodzi (22 września) przedstawicieli Niezależnego Samorządnego Związku Zawodowego „Solidarność” z 70 zakładów i instytucji regionu łódzkiego; do 30 września w zakładach pracy i instytucjach powstały koła lub zakładowe organizacje NSZZ „Solidarność”;
- (K)  pierwszy Festiwal Muzyki Rockowej „Rockowisko ’80” (27–29 listopada) w Hali Sportowej MOSiR przy ul. Worcella (ob. ul. ks. Skorupki) 21;
- (T)  wprowadzenie do eksploatacji pierwszych przegubowych autobusów Ikarus 280 produkcji węgierskiej firmy Ikarus Karosszeria; łącznie do 1995 r. do Łodzi sprowadzono 555 pojazdów, od 2014 r. stanowiły rezerwę taboru, ostatni wyjechał na trasę linii „99A” 18 września 2015[58][148][149];
- (L)  Łódź liczyła 835 658 mieszkańców;

### 1981
- (P)  strajk okupacyjny studentów łódzkich uczelni (21 stycznia – 18 lutego) doprowadził do podpisania Porozumień Łódzkich i rejestracji Niezależnego Zrzeszenia Studentów;
- (G)  likwidacja (3 marca) Wytwórni Włókien Wiskozowych w Zakładach Przemysłu Chemicznego „Chemitex-Anilana”;
- (S)  po raz dziewiętnasty Łódź była (20–21 maja) miastem etapowym XXXIV Wyścigu Pokoju z Berlina przez Pragę do Warszawy; meta XII etapu Opole – Łódź (192 km) znajdowała się w al. Politechniki przed Halą Sportową; zwyciężył reprezentant ZSRR – Szachit Zagretdinow (4:59:45); 21 maja w Łodzi odbył się XIII etap wyścigu – jazda indywidualna na czas na dystansie 20 km – który został rozegrany w al. Włókniarzy na odcinku od ul. Drewnowskiej do ul. Niezapominajki (ob. początkowy odcinek al. Włókniarzy); najlepszy czas osiągnął reprezentant NRD – Olaf Ludwig; po południu kolarze wyruszyli z Łodzi do Warszawy[150];
- (S)  zdobycie (14 czerwca) przez piłkarzy RTS Widzew Łódź pierwszego mistrzostwa Polski w piłce nożnej (kolejne w latach 1982, 1996 i 1997);
- (K)  założenie pracowni przy ul. Wschodniej 29/3 przez Piotra Bikonta i Wojciecha Czajkowskiego (od 1984 r. Galeria Wschodnia); galeria prezentowała sztukę różnych dyscyplin, m.in. sztukę akcji, obiektu, video, multimedia, performance, instalacje i fotografie; w galerii odbywały się także warsztaty oraz spotkania środowisk twórczych;
- (P)  marsze głodowe na ulicy Piotrkowskiej, organizowane przez 4 kolejne dni (27–30 lipca)[j][151][152];
- (S)  mecz towarzyski (18 listopada) piłkarskiej reprezentacji Polski z Hiszpanią na stadionie ŁKS; Polacy przegrali 2:3 (0:1); bramki dla Polski zdobyli Andrzej Pałasz (56 min.) i Zbigniew Boniek (74 min.); był to dziewiąty w historii występ piłkarskiej reprezentacji narodowej seniorów na stadionie przy al. Unii (ob. al. Unii Lubelskiej);
- (K)  II Festiwal Muzyki Rockowej „Rockowisko ’81” (25–29 listopada) w Hali Sportowej MOSiR przy ul. Worcella (ob. ul. ks. Skorupki) 21;
- (D)  pacyfikacja działaczy NSZZ „Solidarność” po wprowadzeniu stanu wojennego (13 grudnia); brutalna eksmisja aktywu związkowego z siedziby Międzyzakładowego Komitetu Założycielskiego przy ul. Piotrkowskiej 260 (dawnej kamienicy Henryka Birnbauma), dokonana przez funkcjonariuszy ZOMO, zdewastowanie pomieszczeń, zniszczenie dokumentów. Zawieszenie wydawania prasy lokalnej z wyjątkiem „Głosu Robotniczego” oraz emisji lokalnego radia i telewizji; wprowadzenie godziny milicyjnej od 22:00 do 6:00;

### 1982

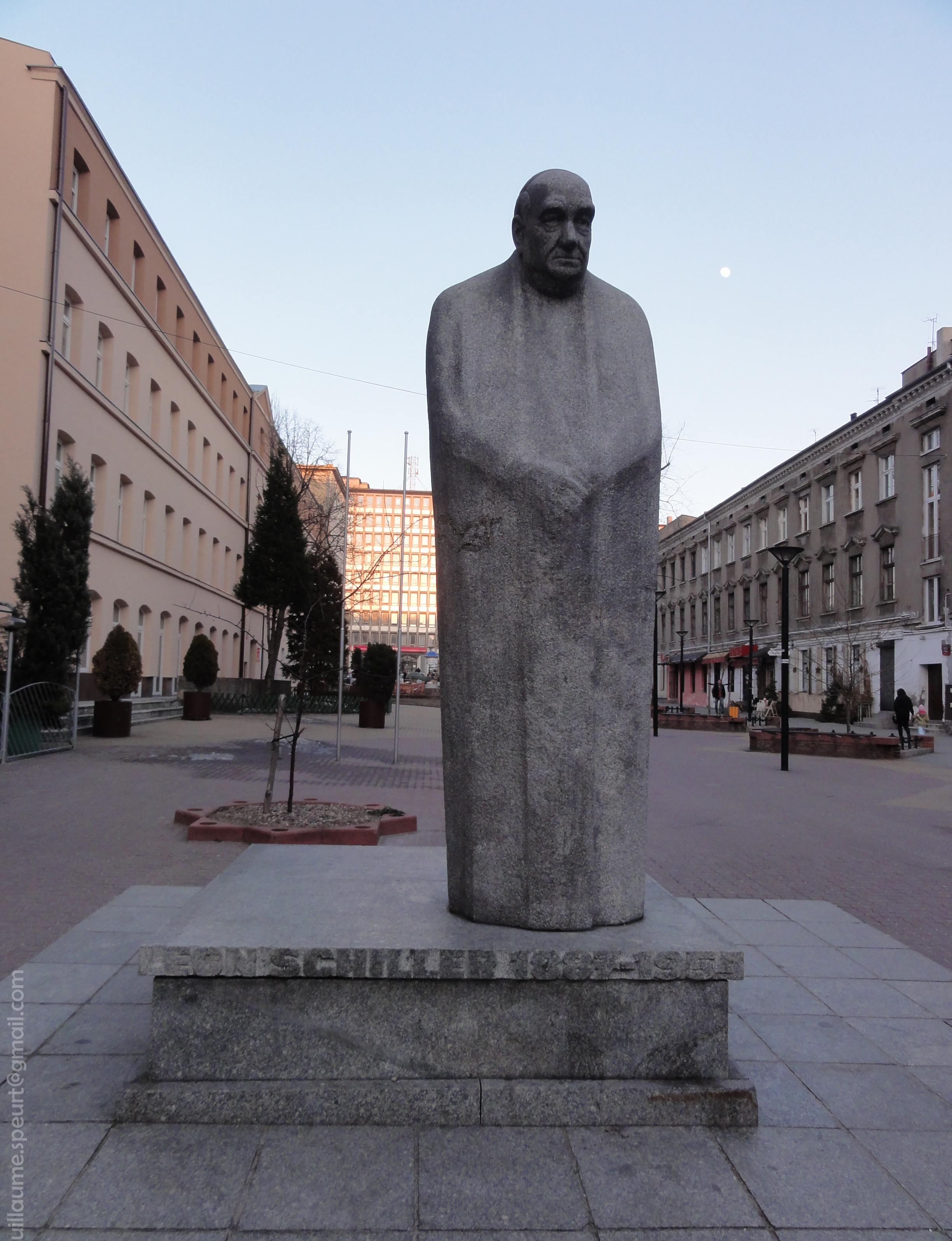
Pomnik Leona Schillera
(fot. Guillaume Speurt,
marzec 2012)

- (S)  otwarcie (18 stycznia) w Hali Sportowej Muzeum Sportu Łódzkiego;
- (D)  pierwszy wybuch gazu na osiedlu Retkinia (22 stycznia) – w 11-kondygnacyjnym wieżowcu przy ul. Florecistów 3 bl. 20 (dwie ofiary śmiertelne, 10 osób rannych);
- (Ś)  wznowienie (25 stycznia) nadawania audycji przez Łódzką Rozgłośnię Polskiego Radia;
- (Ś)  wznowienie (1 lutego) emisji programu przez regionalny ośrodek telewizyjny;
- (Ś)  wznowienie (19 lutego) wydawania „Dziennika Łódzkiego”;
- (K)  odsłonięcie (27 marca) w pasażu Schillera pomnika Leona Schillera, autorstwa Antoniego Biłasa;
- (S)  zdobycie (9 maja) przez piłkarzy RTS Widzew Łódź drugiego mistrzostwa Polski w piłce nożnej. W sezonie 1982/83 klub awansował do półfinału Pucharu Mistrzów (obecnie UEFA Champions League), co było jednym z największych osiągnięć polskiej drużyny w historii europejskich pucharów;
- (S)  zdobycie przez koszykarki ŁKS Łódź (po raz piąty) mistrzostwa Polski w koszykówce kobiet;
- (K)  otwarcie (23 sierpnia) księgarni-antykwariatu „Nike” przy ul. Struga 3 (właściciel – Janusz Karol Barański);
- (Ś)   (P)  konferencja prasowa (24 sierpnia) rzecznika rządu – Jerzego Urbana – w Zakładach Przemysłu Bawełnianego im. Juliana Marchlewskiego „Poltex”;
- (D)   (L)  niepokoje uliczne (26 sierpnia) przed zajezdnią autobusową przy ul. Kraszewskiego; milicja rozproszyła tłum przy użyciu armatek wodnych i pałek, zatrzymano 106 osób spośród około 700–800 biorących udział w zbiegowisku[153];
- (R)  wprowadzenie (31 sierpnia) do kościoła Matki Boskiej Zwycięskiej przy ul. Łąkowej 40/42 mozaikowego obrazu Matki Boskiej Częstochowskiej z 1958 r. autorstwa Virgilio Cassio – daru papieża Jana Pawła II;
- (M)   (U)  zakończenie (w sierpniu) budowy pierwszego z trzech gmachów Centrum Rehabilitacyjno-Opiekuńczego przy ul. Przybyszewskiego 255/267;
- (H)  otwarcie (17 września) Rzemieślniczego Domu Handlowego przy ul. Zgierskiej 75;
- (K)  III Festiwal Muzyki Rockowej „Rockowisko ’82” (28–30 października) w Hali Sportowej MOSiR przy ul. Worcella (ob. ul. ks. Skorupki) 21;
- (I)  uruchomienie (w październiku) na osiedlu Widzew Wschód pierwszej w Łodzi światłowodowej linii telefonicznej o długości 5,2 km;
- (K)  założenie przez Marcela Szytenchelma amatorskiego Studia Teatralnego „SŁUP”;
- (T)  wyburzenie dotychczas istniejącego budynku dworca Łódź Kaliska z 1902 r.

### 1983
- (S)  mecz towarzyski (23 marca) piłkarskiej reprezentacji Polski z Bułgarią na stadionie ŁKS; Polacy wygrali 3:1 (1:1); bramki dla Polski zdobyli Stefan Majewski (2 min.), Dariusz Dziekanowski (67 min.) i Mirosław Okoński (76 min.); był to dziesiąty w historii występ piłkarskiej reprezentacji narodowej seniorów na stadionie przy al. Unii (ob. al. Unii Lubelskiej);
- (S)  zdobycie przez piłkarzy ręcznych „Anilany” Łódź mistrzostwa Polski w piłce ręcznej mężczyzn;
- (S)  zdobycie przez siatkarki ŁKS Łódź mistrzostwa Polski w piłce siatkowej kobiet;
- (S)  zdobycie przez rugbystów „Budowlanych” Łódź pierwszego mistrzostwa Polski w rugby (kolejne w latach: 2006, 2007, 2009 i 2010);
- (S)  zdobycie przez koszykarki ŁKS Łódź (po raz szósty) mistrzostwa Polski w koszykówce kobiet;
- (M)   (U)  wmurowanie (21 października) aktu erekcyjnego i kamienia węgielnego pod budowę Szpitala-Pomnika Centrum Zdrowia Matki Polki przy ul. Rzgowskiej 281/289 (ukończony w 1988);
- (K)  IV Festiwal Muzyki Rockowej „Rockowisko ’83” (1–3 grudnia) w Hali Sportowej MOSiR przy ul. Worcella (ob. ul. ks. Skorupki) 21;
- (D)  drugi wybuch gazu na osiedlu Retkinia (7 grudnia) – w 5-kondygnacyjnym bloku przy ul. Dzierżyńskiego (ob. ul. Armii Krajowej) 6 bl. 214 (osiem ofiar śmiertelnych, co najmniej 3 osoby ranne);
- (E)   (K)   (O)  utworzenie Łódzkiego Oddziału Towarzystwa Opieki nad Zabytkami z siedzibą przy ul. Wigury 12a;
- (T)  wprowadzenie do eksploatacji nowych autobusów Ikarus 260; łącznie do Łodzi dostarczono 242 pojazdy, ostatni został wycofany z ruchu w 1999 r.[58];
- (I)  wyłączenie i likwidacja najstarszej automatycznej centrali telefonicznej PAST – CA OS SALME – działającej od 1929 r.; po operacji przełączenia abonentów do nowej centrali wprowadzono w Łodzi 6-cyfrowe numery telefoniczne;

### 1984
- (T)  rozpoczęcie (7 lutego) budowy nowej zajezdni tramwajowej przy ul. Telefonicznej 30/44; ukończona w marcu 1986 r.[154];

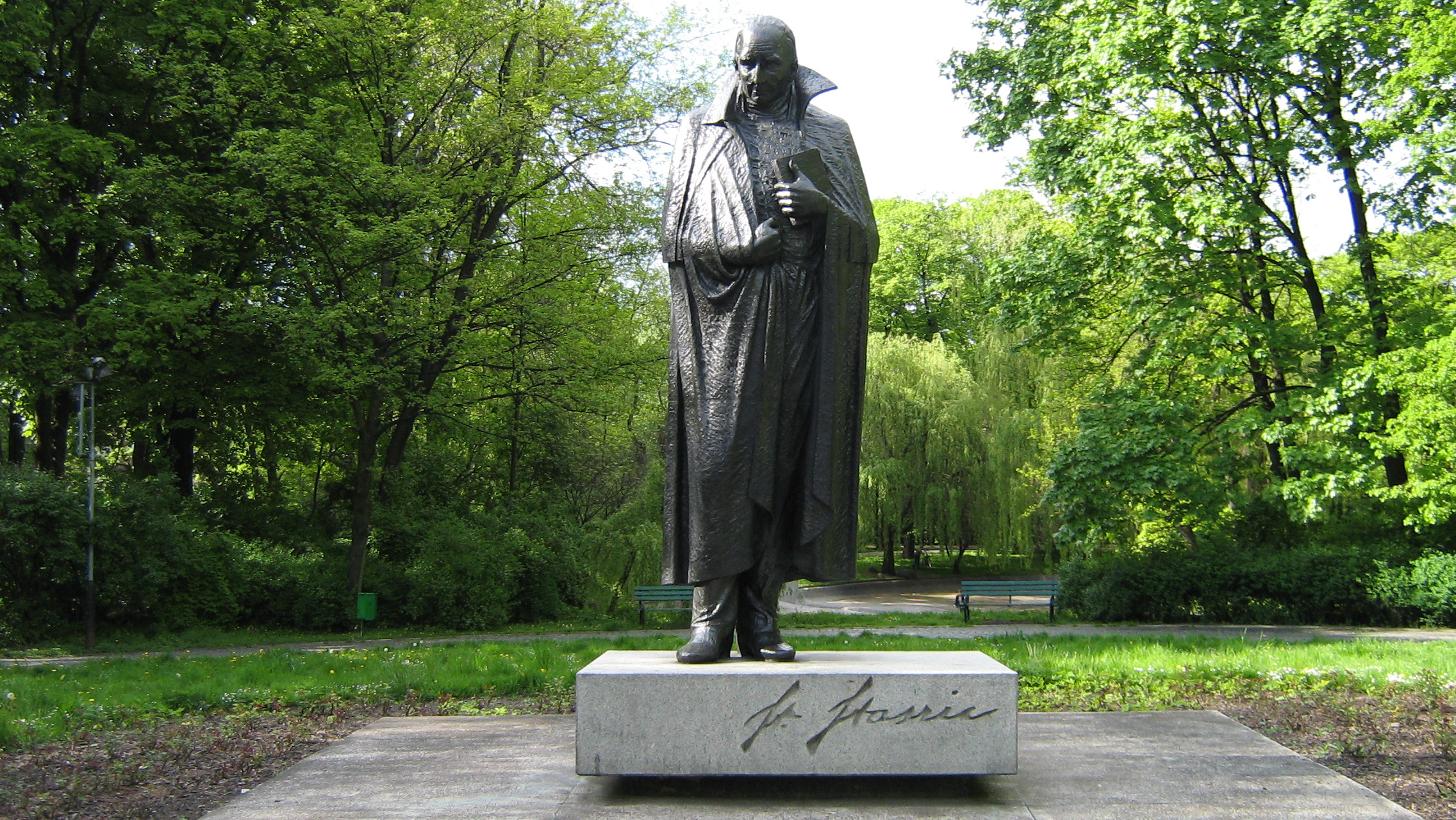
Pomnik Stanisława Staszica (maj 2008)

- (S)   (U)  oddanie do użytku (28 lutego) hali sportowej Rudzkiego Klubu Sportowego przy ul. Rudzkiej 37;
- odsłonięcie (22 marca) pomnika Ludziom Morza przy ul. Podmiejskiej 16a;
- (S)  po raz dwudziesty Łódź była (20 maja) miastem etapowym XXXVII Wyścigu Pokoju z Berlina przez Pragę do Warszawy; meta X etapu Oleśnica – Łódź (188 km) znajdowała się w al. Mickiewicza (ob. al. Piłsudskiego) przed SDH „Juventus”; zwyciężył reprezentant NRD – Olaf Ludwig (4:11:27); 21 maja kolarze wyruszyli z Łodzi do Warszawy[155];
- (T)   (U)  otwarcie (30 kwietnia) drugiego odcinka trasy W-Z – od ul. Wysokiej do ul. Niciarnianej;
- (N)  powstanie (1 września) łódzkiego Planetarium i Obserwatorium Astronomicznego przy ul. Pomorskiej 16;
- (K)  V Festiwal Muzyki Rockowej „Rockowisko ’84” (7–9 grudnia) w Hali Sportowej MOSiR przy ul. Worcella (ob. ul. ks. Skorupki) 21;
- odsłonięcie (10 grudnia) pomnika Stanisława Staszica w parku im. Staszica;

### 1985
- (D)  duży pożar magazynu meblowego przy ul. Brukowej 4 (3 stycznia), należącego do Przedsiębiorstwa Handlu Artykułami Wyposażenia Mieszkań „Domar”. Ogień pojawił się tuż po godz. 13:00 na ostatnim, II piętrze; jego gaszenie (przez 36 jednostek straży pożarnej i 6 jednostek specjalnych) trwało ponad 12 godzin; doszczętnie spłonęły dach i II piętro magazynu oraz przechowywane tam meble; straty oszacowano wstępnie na 20–30 mln złotych[156][157];
- (D)  fala silnych mrozów (4–21 stycznia) – średnie dobowe temperatury powietrza w Łodzi wahały się w tym okresie od –7,9 do –18,3 °C, zaś temperatury minimalne – od –11,2 do –23,1 °C; od 11 stycznia do odwołania zawieszono kursowanie niektórych pociągów z Łodzi, m.in. do Jasła, Suwałk i Terespola[158]; wystąpiły też duże zakłócenia w kursowaniu komunikacji miejskiej i podmiejskiej oraz liczne awarie sieci wodociągowej;
- (D)  duży pożar lakierni Łódzkich Zakładów Przemysłu Skórzanego „Skogar” przy ul. Traktorowej 128 (21 stycznia). Ogień pojawił się o godz. 11:00; jedna osoba została ranna, straty oszacowano wstępnie na kilka milionów złotych[159];
- (S)  zdobycie (8 lutego) przez Grzegorza Filipowskiego, wychowanka Klubu Sportowego „Społem”, brązowego medalu na Mistrzostwach Europy w Łyżwiarstwie Figurowym w Göteborgu;
- (T)  uruchomienie (31 marca) czterech podmiejskich nocnych linii autobusowych – nr „141” do Pabianic, nr „143” do Lutomierska, nr „144” do Aleksandrowa Łódzkiego i nr „146” do Ozorkowa; trzy zostały zlikwidowane 1 marca 1991, linia nr „144” – 31 marca 1991;

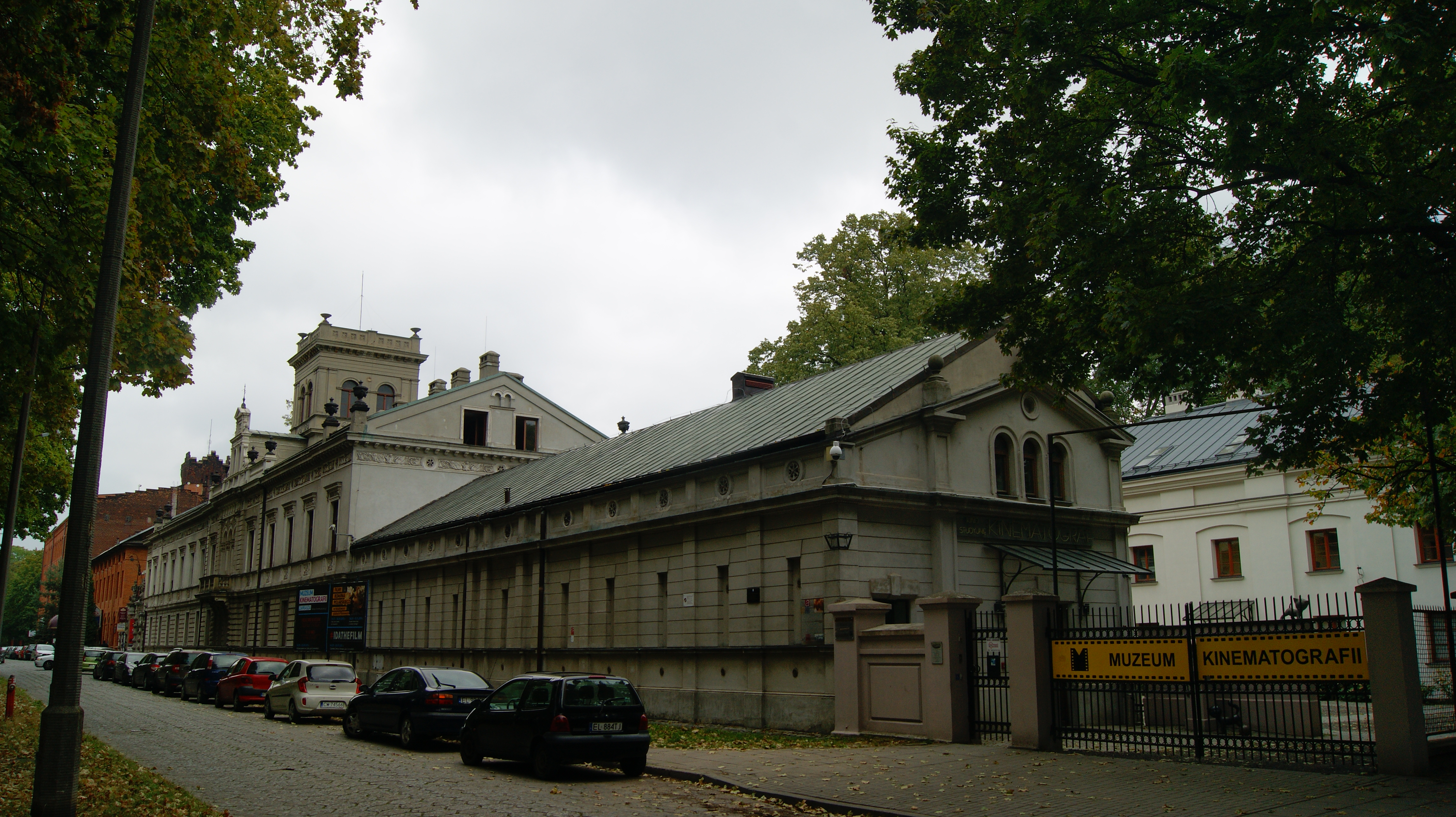
Siedziba Muzeum Kinematografii (wrzesień 2015)

- (K)  VI Festiwal Muzyki Rockowej „Rockowisko ’85” (15–16 kwietnia) w Hali Sportowej MOSiR przy ul. Worcella (ob. ul. ks. Skorupki) 21. Była to ostatnia edycja festiwalu;
- (E)   (K)  otwarcie (10 maja) Muzeum Kinematografii z siedzibą w dawnym pałacu Karola Scheiblera przy pl. Zwycięstwa 1; inauguracyjną wystawę pt. Ziemia obiecana – rzeczywistość i legendy otworzył Andrzej Wajda;
- (S)  zdobycie (26 czerwca) przez piłkarzy RTS Widzew Łódź Pucharu Polski w piłce nożnej; w meczu finałowym na stadionie Wojska Polskiego w Warszawie łodzianie pokonali GKS Katowice po rzutach karnych 3:1 (0:0, 0:0); to drugie takie trofeum zdobyte przez łódzką drużynę (pierwszy Puchar Polski zdobyli piłkarze ŁKS w 1957 r.);
- (T)  wyłączenie (12 lipca) z eksploatacji trasy tramwajowej wzdłuż ulic Struga i Tuwima od ul. Gdańskiej do pętli przy ul. Kopcińskiego;
- (D)  duży pożar magazynu Łódzkich Zakładów Papierniczych przy ul. Wareckiej 7 (21 lipca). Ogień pojawił się około południa w magazynie o powierzchni ponad 11 000 m², w którym znajdowało się 3300 bel papieru; gasiło go przez ponad 12 godzin 17 sekcji straży pożarnej; straty oszacowano wstępnie na około 50 mln złotych[160];
- (A)  prezydentem Łodzi i wojewodą został (od 30 grudnia) Jarosław Pietrzyk; obie funkcje pełnił do 29 maja 1989;
- (L)  początek spadku liczby mieszkańców – do 847 864 osób wobec 849 841 osób w roku 1984; trend spadkowy został przełamany tylko w 1988 roku, lecz przyczyną tego było przyłączenie do Łodzi dużych obszarów podmiejskich, razem z ich mieszkańcami;

### 1986
- (L)  otwarcie (15 stycznia) Centralnego Archiwum Akt Stanu Cywilnego w Łodzi w Urzędzie Stanu Cywilnego przy ul. Piotrkowskiej 151;
- (R)  ingres (22 lutego) do katedry łódzkiej piątego ordynariusza diecezji łódzkiej – biskupa Władysława Ziółka; 11 lipca 2012 złożył rezygnację z ordynariatu;
- (T)  oddanie do użytku (15 marca) nowej zajezdni tramwajowej przy ul. Telefonicznej 30/44;
- (W)   (Z)  inauguracja (14 kwietnia) budowy Alei Zasłużonych dla miasta Łodzi (Alei Drzew Pamięci) w parku im. Józefa Piłsudskiego na Zdrowiu, na wprost pomnika Czynu Rewolucyjnego;
- (S)  zdobycie przez koszykarki ŁKS Łódź (po raz siódmy) mistrzostwa Polski w koszykówce kobiet;
- (G)  zakończenie (w grudniu) prac związanych z przestawieniem urządzeń zasilanych gazem koksowniczym na zasilanie gazem ziemnym;
- (T)  wprowadzenie do eksploatacji pierwszych autobusów Jelcz M11; łącznie do 1990 r. Łódź otrzymała 83 pojazdy, ostatnim dniem kursowania takiego autobusu był 20 lipca 2006;

### 1987

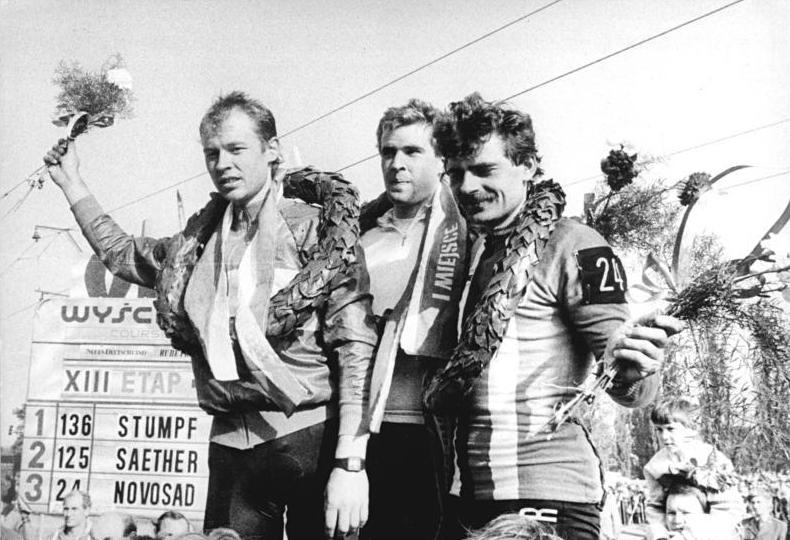
Od lewej: Morten Sæther, Remig Stumpf i Anton Novosad na mecie XIII etapu XL Wyścigu Pokoju (fot. Jan Peter Kasper, 22 maja 1987)

- (S)  po raz dwudziesty pierwszy Łódź była (22 maja) miastem etapowym XL Wyścigu Pokoju z Berlina przez Pragę do Warszawy; meta XIII etapu Oleśnica – Łódź (184 km) znajdowała się po raz drugi w al. Mickiewicza (ob. al. Piłsudskiego) przed SDH „Juventus”; zwyciężył reprezentant RFN – Remig Stumpf (4:32:39); 23 maja kolarze wyruszyli z Łodzi do Warszawy[161];
- (R)   (V)  wizyta duszpasterska papieża Jana Pawła II (13 czerwca) podczas III pielgrzymki do ojczyzny – msza święta na lotnisku Lublinek;
- (H)  I Międzynarodowe Targi Odzieży, Tkanin, Dziewiarstwa i Wyrobów Skórzanych „Interfashion” (17–21 czerwca) w Hali Sportowej przy ul. Worcella (ob. ul. ks. Skorupki) 21;
- (L)  pierwsze obchody Święta ulicy Piotrkowskiej (12–13 września);
- (K)  inauguracja (2 listopada) działalności Teatru „Logos” przy kościele pw. Niepokalanego Poczęcia NMP – Kościele Środowisk Twórczych (od 1994 r. Rektoralnym) przy ul. Skłodowskiej-Curie 22; premierowym spektaklem były Zaduszki w reż. ks. Waldemara Sondki – dyrektora i kierownika duchowego teatru; do września 2015 teatr wystawił 50 premier;
- (T)   (U)  oddanie do użytku (27 listopada) przebudowanego skrzyżowania ulic Inflanckiej, Julianowskiej, Łagiewnickiej i Warszawskiej (ob. rondo Powstańców 1863 roku);

### 1988

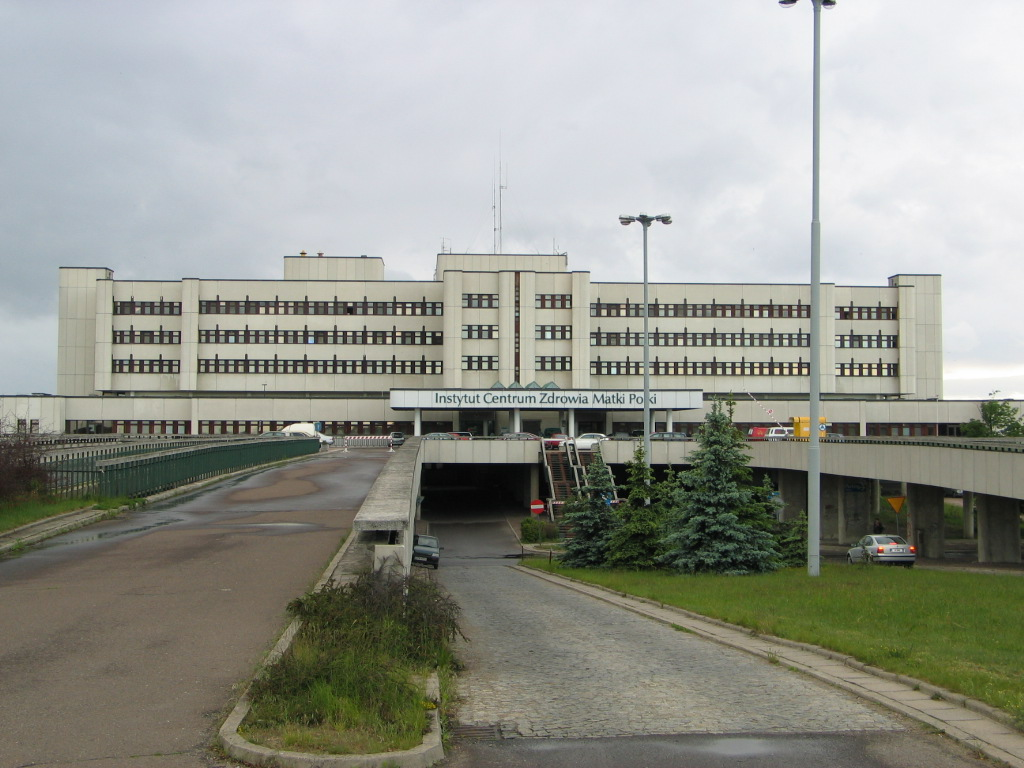
Instytut „Centrum Zdrowia Matki Polki” (2006)

- (A)  druga wielka inkorporacja terenów podmiejskich (1 stycznia), dzięki której powierzchnia miasta wzrosła do 29 325 ha; w granice Łodzi włączono wówczas m.in. wsie Andrzejów, Łaskowice, Mileszki, Nowosolną, Romanów, Wiskitno oraz część miasta Konstantynowa o powierzchni 330 ha[11][162]; dzięki temu nastąpił także wzrost zaludnienia – po wchłonięciu ww. terenów Łódź liczyła 854 003 mieszkańców – najwięcej w historii; w kolejnym roku liczba ludności ponownie zaczęła spadać, a malejący trend trwa nieprzerwanie do dziś;
- (M)   (U)  oddanie do zagospodarowania medycznego (26 maja, w Dzień Matki) Szpitala-Pomnika „Centrum Zdrowia Matki Polki”; odsłonięcie pomnika „Macierzyństwo” przed gmachem szpitala;
- (K)  wystawa Muzeum Figur Woskowych z Lugano (2–23 października) w dwóch kontenerach u zbiegu ul. Piotrkowskiej z al. Mickiewicza; pokazane zostały figury m.in. Johna F. Kennedy’ego, Elvisa Presleya i Józefa Stalina;

### 1989
- (S)  zdobycie (19 stycznia) przez Grzegorza Filipowskiego srebrnego medalu na Mistrzostwach Europy w Łyżwiarstwie Figurowym w Birmingham;
- (H)  otwarcie (15 marca) pierwszego w województwie łódzkim kantoru wymiany walut – w I Oddziale PKO BP przy al. Kościuszki 15;
- (S)  zdobycie (16 marca) przez Grzegorza Filipowskiego brązowego medalu na Mistrzostwach Świata w Łyżwiarstwie Figurowym w Paryżu;
- (M)  przyjęcie (30 marca) pierwszych pacjentek przez Szpital-Pomnik Centrum Zdrowia Matki Polki;
- (S)  po raz dwudziesty drugi Łódź była (9 maja) miastem etapowym XLII Wyścigu Pokoju z Warszawy przez Berlin do Pragi; meta II etapu Warszawa – Łódź (140 km) znajdowała się po raz trzeci w al. Mickiewicza (ob. al. Piłsudskiego) przed SDH „Juventus”; zwyciężył Polak – Zbigniew Spruch (3:23:36); 10 maja kolarze wyruszyli z podłódzkich Pabianic do Wrocławia[161];
- (P)  w wyniku pierwszych częściowo wolnych wyborów do Sejmu (4 czerwca) posłami łódzkiej „Solidarności” zostali: Jerzy Dłużniewski, Maria Dmochowska, Andrzej Kern, Wiesław Kowalski i Stefan Niesiołowski; łódzkimi senatorami w przywróconym Senacie RP zostali dwaj profesorowie: Jerzy Dietl i Cezary Józefiak;
- (L)  u progu III Rzeczypospolitej Łódź liczyła około 852 000 mieszkańców; po mieście jeździło 37 linii tramwajowych (28 dziennych, 8 podmiejskich i 1 linia nocna) oraz 68 linii autobusowych (37 dziennych zwykłych, 8 dziennych pospiesznych, 11 podmiejskich i 12 nocnych); działało 7 wyższych uczelni państwowych, 23 kina, 3377 placówek handlowych.

>> Przejdź bezpośrednio do kolejnych wydarzeń >>

## Zmiany statusu Łodzi
| Okres     | Państwo | Państwo                               | Jednostka administracyjna | Status miasta            |
| --------- | ------- | ------------------------------------- | ------------------------- | ------------------------ |
| 1945–1952 | Polska  | Rzeczpospolita Polska (Polska Ludowa) | województwo łódzkie       | Łódź (miasto wydzielone) |
| 1952–1975 | Polska  | Polska Rzeczpospolita Ludowa          | województwo łódzkie       | Łódź (miasto wydzielone) |
| 1975–1989 | Polska  | Polska Rzeczpospolita Ludowa          | województwo łódzkie1      | Łódź (gmina miejska)     |

| 1 Od 1 czerwca 1975 r. do 30 czerwca 1984 r. pod nazwą województwo miejskie łódzkie. |